# Saintes
Vous lisez un « bon article » labellisé en 2010.
Pour les articles homonymes, voir Saintes (homonymie).
Saintes (/sɛ̃t/ ) est une commune du sud-ouest de la France, située dans le département de la Charente-Maritime  dont elle est une sous-préfecture en région Nouvelle-Aquitaine. Ses habitants sont appelés les Saintais et les Saintaises.
Deuxième centre urbain du département après La Rochelle, cette ville moyenne compte 25 518 habitants (2021) et est à la tête d'une unité urbaine de 30 064 habitants et de la deuxième aire d'attraction de la Charente-Maritime avec 80 501 habitants (2021).
Arrosée par la Charente où la cité se développa primitivement sur la rive gauche du fleuve, elle devient capitale de la province de Saintonge jusque sous l'Ancien Régime avant d'être désignée préfecture du département de la Charente-Inférieure lors de la réorganisation territoriale de 1790. Finalement supplantée par La Rochelle en 1810, elle est reléguée au rang de sous-préfecture du département mais conserve par compensation son rôle de chef-lieu judiciaire départemental. De plus, la ville voit croître son influence économique dans le dernier tiers du XIXe siècle lorsqu'elle est choisie comme siège du VIIIe arrondissement des chemins de fer de l'État.
Important carrefour de communications routières, autoroutières et ferroviaires, Saintes est également le principal pôle économique du centre du département. Si l'industrie est faiblement représentée (industrie électronique, dépôt et centre de réparations ferroviaire, construction d'appareils de levage), la ville s'affirme avant tout comme un centre tertiaire dynamique (fonctions administratives d'État, Cour d'assises et activités judiciaires, banques et mutuelles, établissements d'enseignement, centre hospitalier) et un pôle commercial de dimension régionale (siège de la plus grande coopérative de consommateurs de France, Coop Atlantique).
Saintes est également devenue, grâce à un important ensemble patrimonial gallo-romain, médiéval, et classique, une ville touristique fréquentée, affiliée au réseau national des villes et pays d'art et d'histoire depuis 1990. La culture n'est pas en reste, Saintes étant dotée de plusieurs musées, d'un théâtre, de cinémas, de nombreux festivals et d'un centre européen de recherche et de pratique musicales implanté au cœur de l'abbaye aux Dames.

## Géographie

### Situation

Position de Saintes en Charente-Maritime.

La ville de Saintes se situe dans le centre-est du département de la Charente-Maritime, en région Nouvelle-Aquitaine, dans l'ancienne province de Saintonge, dont elle est la capitale historique. Appartenant au midi de la France — on parle plus précisément de « midi atlantique », au cœur de l'arc atlantique, elle peut être rattachée à deux grands ensembles géographiques, le Grand Ouest français et le Grand Sud-Ouest français.
La ville s'étend de part et d'autre d'une boucle de la Charente, à 60 kilomètres au sud-est de La Rochelle, à 33 kilomètres au nord-est de Royan et à 100 km au nord de Bordeaux.

### Communes limitrophes

Saintes et ses communes limitrophes (en orangé : communauté d'agglomération de Saintes).

### Géologie
La ville de Saintes, ou plus exactement le peuple des Santons, a donné son nom à un étage stratigraphique du Crétacé supérieur, le Santonien, daté d'environ 84 millions d'années, après le Coniacien et avant le Campanien. Saintes est en effet bâtie sur des roches datant de cette période. De nature calcaire, elles se composent notamment de rognons de silex, de géodes de quartz et de nodules de fer. D'anciennes carrières de pierre situées sous la colline du Capitole ou à Bellevue, partiellement comblées ou converties en champignonnières, viennent rappeler qu'elles furent longtemps utilisées pour la construction de divers bâtiments, en dépit d'un caractère gélif.
Aux abords du fleuve, le plateau crétacé laisse la place à des prairies composées d'alluvions plus ou moins récentes, de type bri (argile).
Le début de la surrection des chaînes montagneuses des Alpes et des Pyrénées se produit dès la période du Maastrichtien, il y a 65 millions d'années, avant de se poursuivre durant une partie de l'ère tertiaire. Ce phénomène cause un froissement progressif des couches calcaires et la formation de synclinaux et de leurs pendants, les anticlinaux. Ainsi se forme le synclinal girondin, dans lequel vont s'engouffrer les eaux de la Dordogne et de la Garonne, conduisant à la formation progressive de l'estuaire de la Gironde, des falaises et des conches. De l'autre côté de l'anticlinal de Gémozac-Jonzac se forme le synclinal de Saintes sur lequel est bâtie la ville.

### Hydrographie et relief
« Et c'est aussi là-bas, le doux fleuve Charente, cette écharpe d'argent du beau pays santon... »

— Goulebenéze, Bonjour Saintonge, 1942

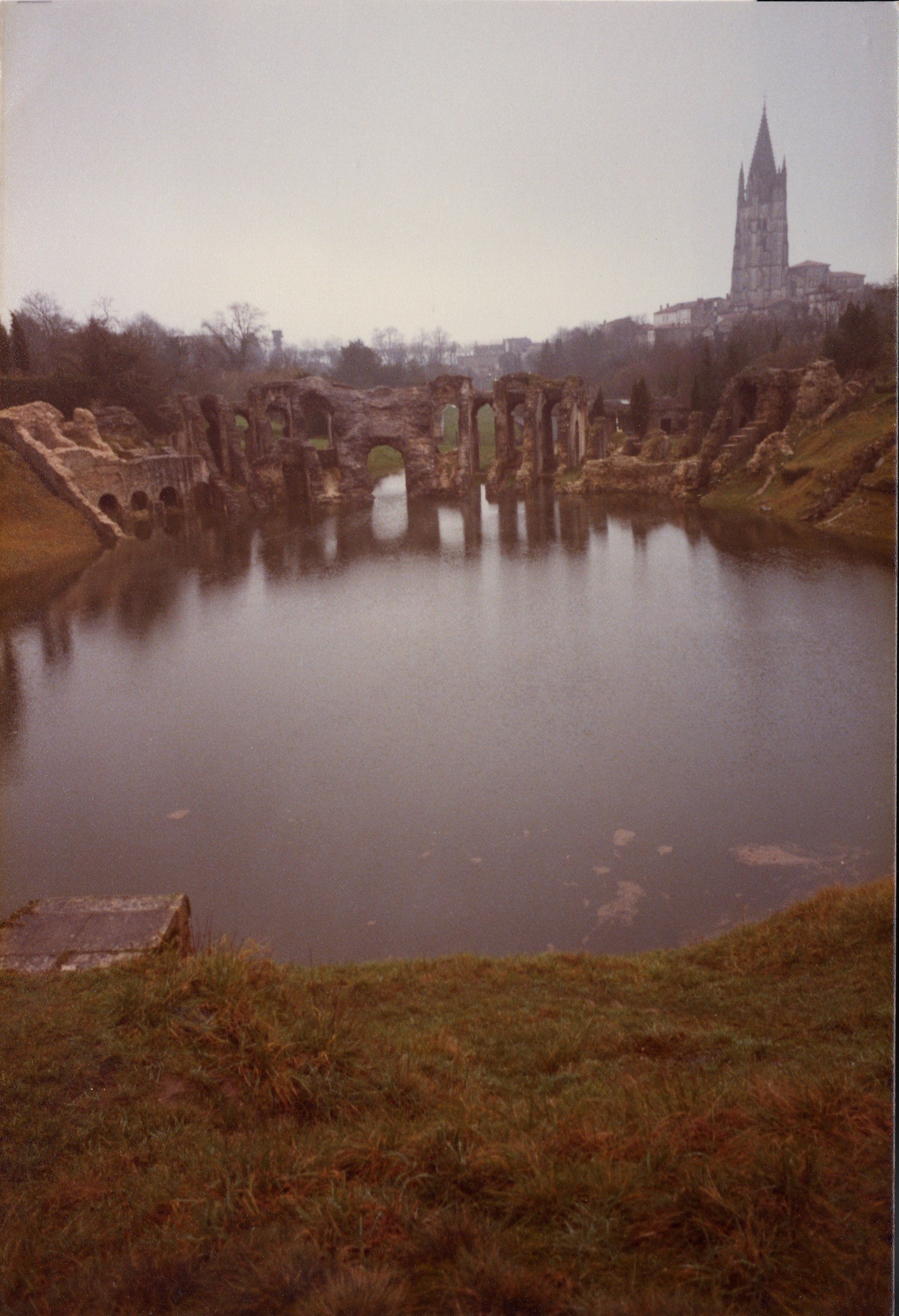
Les arènes lors de la crue de 1982.

Le fleuve Charente traverse la commune du sud vers le nord. Le confluent de la Charente et de la Seugne se situe au sud-est du territoire, à la limite de la commune des Gonds.
La plaine alluviale du fleuve constitue la majeure partie du territoire communal. En dehors de l'agglomération, où des remblais et des quais en pierre ont été élevés, les berges sont constituées de prairies inondables communément appelées « Prées » qui voient se développer une riche végétation palustre. Celles-ci sont parfois situées à proximité des espaces bâtis du centre-ville : ainsi s'étend la prairie de Courbiac, au nord-est du quartier Saint-Vivien, mais surtout la Prée-basse, la prairie du Maine et la prairie de Saint-Sorlin, sur la rive droite. À quelques mètres en amont du pont de Saintonge, le fleuve est secondé par un canal de dérivation isolant une partie de la prairie de la Palu, à laquelle on accède par une passerelle piétonnière depuis la rive droite.
Les crues de la Charente sont récurrentes : en un peu plus d'un siècle, notons ainsi les crues de 1882, 1904, 1910, 1937, 1952, 1961, 1966, 1982, 1994, 1999, 2009 et 2023. Deux d'entre elles ont été d'une intensité considérée comme peu commune : celle de 1982 (crue centennale) et celle de 1994. Ce phénomène survient lors de la conjonction de précipitations importantes et de marées de fort coefficient, lesquelles ralentissent l'évacuation des eaux du fleuve dans l'océan. L'importance des crues varie suivant l'intensité ou la durée des précipitations, mais aussi suivant le degré de saturation des sols.
La rive gauche concentre le tissu urbain médiéval, ramassé autour d'un éperon calcaire nommé colline du Capitole ou colline de l'Hôpital. Au-delà, dans la partie occidentale de la commune, le paysage prend un aspect plus accidenté, notamment au niveau du vallon des Arènes.
La limite orientale de la commune marque le début d'un paysage formé de collines forestières (colline de Lormont et du bois de la Tonne notamment) dont l'altitude se relève progressivement en direction de la commune de Fontcouverte et au-delà, de La Chapelle-des-Pots.

### Climat

#### Présentation générale
La ville de Saintes bénéficie d'un climat océanique de type aquitain, caractérisé par des hivers relativement doux et des étés tempérés. Bien que située à une trentaine de kilomètres du littoral à vol d'oiseau, l'amplitude thermique avec les régions côtières atteint parfois trois à cinq degrés, ce qui se traduit par des températures estivales généralement plus élevées mais également par des températures hivernales plus basses. La température moyenne annuelle est de l'ordre de 13 °C, ce qui correspond approximativement aux normes départementales.
De même pour l'insolation, qui atteint les 2 250 heures par an sur le littoral (moyenne calculée sur la base de la période 1961-1990) mais qui ne dépasse guère les 2 024 heures dans la région saintaise. La pluviométrie est également plus élevée à Saintes que sur les côtes (les précipitations représentent 800 à 900 millimètres par an à Saintes, 700 à 800 millimètres par an sur les régions littorales) mais néanmoins plus faible que dans le sud du département. Pour autant, comme dans le reste du département, les étés sont régulièrement marqués par des épisodes de sécheresse plus ou moins sévère suivant les années.
Le régime de brise marine, particulièrement sensible sur le littoral (noroît et suroît y soufflent en moyenne à 50 reprises par an) est atténué dans la région de Saintes (environ 20 jours par an). La région de Saintes n'est cependant pas à l'abri des tempêtes hivernales qui causent parfois des dégâts dans la commune (tempête Martin, tempête Klaus, tempête Xynthia) ou des crues de la Charente.
La station météorologique de Météo-France installée sur la commune et mise en service en 1916 permet de connaître en continu l'évolution des indicateurs météorologiques. Le tableau détaillé pour la période 1981-2010 est présenté ci-après.
| Mois                                  | jan.          | fév.         | mars         | avril        | mai          | juin         | jui.         | août         | sep.       | oct.         | nov.          | déc.        | année     |
| ------------------------------------- | ------------- | ------------ | ------------ | ------------ | ------------ | ------------ | ------------ | ------------ | ---------- | ------------ | ------------- | ----------- | --------- |
| Température minimale moyenne (°C)     | 3,5           | 3,1          | 5,2          | 7            | 10,4         | 13,3         | 14,8         | 14,7         | 12         | 9,8          | 6,1           | 3,8         | 8,6       |
| Température moyenne (°C)              | 6,5           | 7,1          | 9,8          | 12           | 15,6         | 18,8         | 20,6         | 20,7         | 17,7       | 14,3         | 9,8           | 7           | 13,3      |
| Température maximale moyenne (°C)     | 9,6           | 11           | 14,4         | 17,1         | 20,9         | 24,3         | 26,4         | 26,7         | 23,5       | 18,9         | 13,4          | 10,2        | 18        |
| Record de froid (°C) date du record   | −15,5 16.1985 | −19 15.1956  | −9,3 01.2005 | −5 06.1929   | −1,2 03.1945 | 1,4 06.1921  | 5,6 20.1946  | 1 06.1928    | 0 29.1936  | −4,5 27.1931 | −10,8 12.1921 | −13 18.1920 | −19 1956  |
| Record de chaleur (°C) date du record | 19 16.1918    | 24,6 27.2019 | 26,5 01.1920 | 30,6 30.2005 | 36,4 28.1947 | 40,2 17.2022 | 41,1 18.2022 | 40,5 12.2022 | 38 04.1949 | 32 02.1948   | 24,2 08.2015  | 20 07.2000  | 41,1 2022 |
| Précipitations (mm)                   | 92,4          | 68,2         | 65,4         | 73,6         | 66           | 61,3         | 42,2         | 52,5         | 72,6       | 95           | 107,6         | 110,3       | 907,1     |

### Axes de communication

#### Infrastructures routières

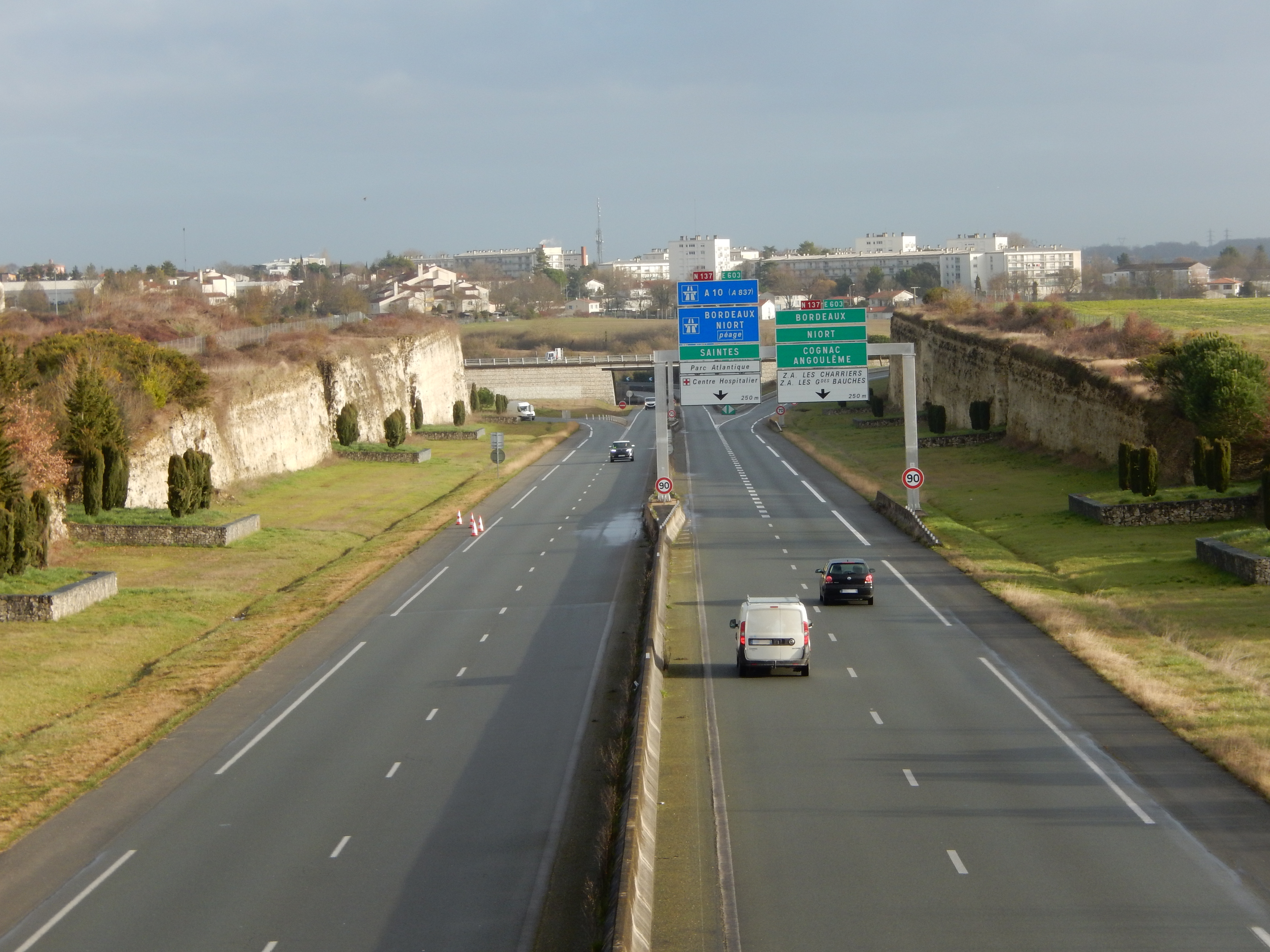
La N150 près du Petit-Chadignac, non loin de la rocade de Saintes.

La ville de Saintes est un carrefour routier d'une certaine importance, marqué par la présence de deux autoroutes et de plusieurs routes secondaires. La plupart de ces routes nationales et départementales convergent vers la rocade qui contourne l'agglomération par l'ouest et par le sud dont une partie est à 2 fois 2 voies.
L'autoroute A10 traverse la commune dans sa partie occidentale, selon un axe nord-sud. Accessible via l'échangeur 35, elle place l'agglomération à environ 125 kilomètres de Bordeaux, 140 kilomètres de Poitiers et 470 kilomètres de Paris. Sa gestion est confiée localement à la société des autoroutes du sud de la France.
L'autoroute A837 est un embranchement de l'autoroute A10 reliant Saintes à Rochefort, troisième ville du département.
Saintes est également située sur le trajet de la route Centre-Europe Atlantique, une voie rapide destinée à permettre une meilleure circulation entre la façade atlantique et le sillon rhodanien, qui la relie notamment à Limoges et Lyon. Après avoir été déclaré d'utilité publique en 2002, le tronçon Saintes-Saujon (2 fois 2 voies) a été ouvert à la circulation le 3 juillet 2008, réduisant la durée du trajet entre ces deux villes à environ 25 minutes. Son prolongement vers Royan doit intervenir ultérieurement.

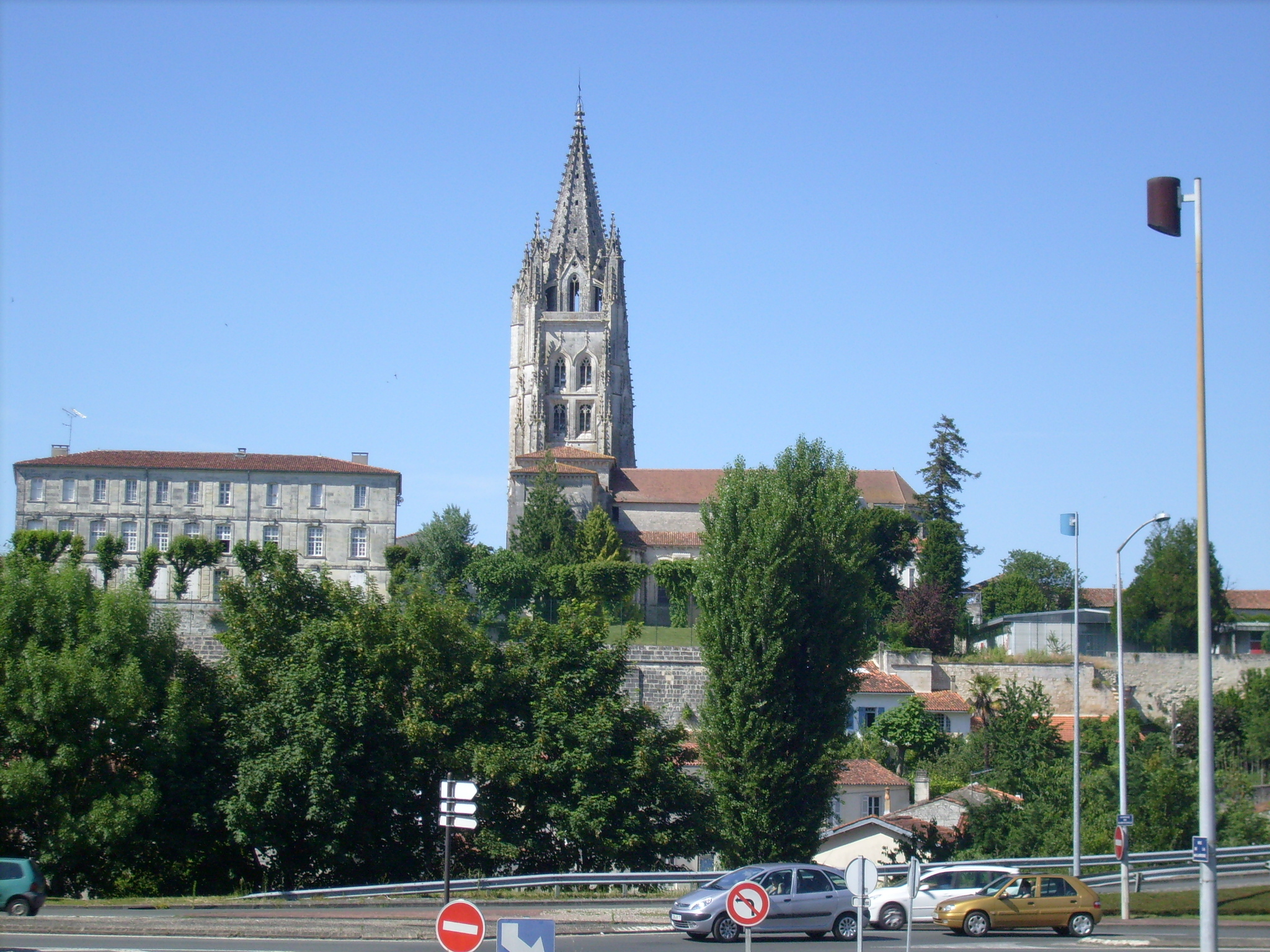
La basilique Saint-Eutrope vue depuis l'échangeur routier de l'avenue de Saintonge.

La rocade est formée dans sa partie ouest par la route nationale 137. Cette-ci est rejointe par deux axes routiers fréquentés : la route départementale 728 (qui relie Saintes à l'Île d'Oléron via Marennes) et la route départementale 150 (ancien tracé de la route nationale 150 qui menait autrefois à Royan), cette dernière formant une intersection avec la rocade à proximité du lieu-dit Diconche.
Dans sa partie sud, la rocade intègre la route nationale 141, laquelle se prolonge vers Cognac, Angoulême et Limoges. La route départementale 150 vient se greffer à l'extrémité orientale de la rocade, et mène vers Niort via Saint-Hilaire-de-Villefranche et Saint-Jean-d'Angély.
Un boulevard intérieur contourne le centre-ville sous le nom d'avenue de Saintonge, ou route départementale 24. Il traverse la Charente via le pont de Saintonge, un ouvrage d'art inauguré en 1969.
L'atlas départemental de la DDE recense sur la commune 43 kilomètres de voies terrestres potentiellement gênantes du point de vue de la pollution sonore produite par le trafic. La zone de nuisance sonore ainsi mesurée s'étend sur 7 km2 soit 15 % de la surface communale.

#### Infrastructures ferroviaires

Liaisons SNCF de Saintes et de Poitou-Charentes.

La gare de Saintes est située au point de convergence de cinq lignes de chemin de fer reliant l'agglomération aux villes de Nantes (via La Rochelle), de Bordeaux, d'Angoulême, de Niort et de Royan. Elle accueille essentiellement des trains du réseau TER Nouvelle-Aquitaine et des trains Intercités. Le train direct Paris (Austerlitz) - Royan, qui fonctionnait l'été et passait par Angoulême et Saintes, a été supprimé en 2013.
En 1894, la gare de Saintes est le point de départ d'un réseau de tramways d'une longueur totale de trois kilomètres, désaffecté à partir de 1934. L'année 1894 voit également la création d'une ligne de chemin de fer secondaire de 42 kilomètres reliant Saintes à Mortagne-sur-Gironde, via Gémozac, la ville étant alors le centre économique d'une certaine importance ; cette ligne est cependant démantelée à partir de 1947.
L'importance du réseau ferré s'explique par la désignation de la ville de Saintes comme siège de la Compagnie des Charentes en 1867, puis comme siège régional du VIIIe arrondissement des Chemins de fer de l'État en 1911, fonction conservée jusqu'en 1971.
Saintes est également dotée de dépôts et d'ateliers de la SNCF, lesquels sont toujours en activité et emploient 435 personnes, constituant d'ailleurs l'un des tout premiers établissements employeurs de la ville. Ainsi, depuis 2009, la gare accueille le centre de révision des Autorails à grande capacité TER Nouvelle-Aquitaine.
En juillet 2010, un TER photovoltaïque a été inauguré à Saintes en même temps qu'un nouveau centre de maintenance de pointe pour les TER.
| Ligne | Caractéristiques                            | Caractéristiques                            | Caractéristiques                            | Caractéristiques                            | Caractéristiques                            | Caractéristiques                            | Caractéristiques                            | Caractéristiques                            | Caractéristiques                            |
| ----- | ------------------------------------------- | ------------------------------------------- | ------------------------------------------- | ------------------------------------------- | ------------------------------------------- | ------------------------------------------- | ------------------------------------------- | ------------------------------------------- | ------------------------------------------- |
| L15   | BORDEAUX SAINT-JEAN ↔ Saintes ↔ LA ROCHELLE | BORDEAUX SAINT-JEAN ↔ Saintes ↔ LA ROCHELLE | BORDEAUX SAINT-JEAN ↔ Saintes ↔ LA ROCHELLE | BORDEAUX SAINT-JEAN ↔ Saintes ↔ LA ROCHELLE | BORDEAUX SAINT-JEAN ↔ Saintes ↔ LA ROCHELLE | BORDEAUX SAINT-JEAN ↔ Saintes ↔ LA ROCHELLE | BORDEAUX SAINT-JEAN ↔ Saintes ↔ LA ROCHELLE | BORDEAUX SAINT-JEAN ↔ Saintes ↔ LA ROCHELLE | BORDEAUX SAINT-JEAN ↔ Saintes ↔ LA ROCHELLE |
| D15   | BORDEAUX SAINT-JEAN ↔ Saintes ↔ LA ROCHELLE | BORDEAUX SAINT-JEAN ↔ Saintes ↔ LA ROCHELLE | BORDEAUX SAINT-JEAN ↔ Saintes ↔ LA ROCHELLE | BORDEAUX SAINT-JEAN ↔ Saintes ↔ LA ROCHELLE | BORDEAUX SAINT-JEAN ↔ Saintes ↔ LA ROCHELLE | BORDEAUX SAINT-JEAN ↔ Saintes ↔ LA ROCHELLE | BORDEAUX SAINT-JEAN ↔ Saintes ↔ LA ROCHELLE | BORDEAUX SAINT-JEAN ↔ Saintes ↔ LA ROCHELLE | BORDEAUX SAINT-JEAN ↔ Saintes ↔ LA ROCHELLE |
|       | Longueur 168,7 km                           | Durée 2 h 18                                | Nb. arrêts 18                               | Soirée / Dimanche - Férié · /               | Horaires 5 h 54 - 20 h 40                   | Réseau TER Nouvelle-Aquitaine               |                                             |                                             |                                             |
| L16   | ANGOULÊME ↔ Saintes ↔ ROYAN                 | ANGOULÊME ↔ Saintes ↔ ROYAN                 | ANGOULÊME ↔ Saintes ↔ ROYAN                 | ANGOULÊME ↔ Saintes ↔ ROYAN                 | ANGOULÊME ↔ Saintes ↔ ROYAN                 | ANGOULÊME ↔ Saintes ↔ ROYAN                 | ANGOULÊME ↔ Saintes ↔ ROYAN                 | ANGOULÊME ↔ Saintes ↔ ROYAN                 | ANGOULÊME ↔ Saintes ↔ ROYAN                 |
|       | Longueur 114,4 km                           | Durée 1 h 35                                | Nb. arrêts 8                                | Soirée / Dimanche - Férié · /               | Horaires 5 h 50 - 21 h 42                   | Réseau TER Nouvelle-Aquitaine               |                                             |                                             |                                             |
| L17   | NIORT ↔ Saintes ↔ ROYAN                     | NIORT ↔ Saintes ↔ ROYAN                     | NIORT ↔ Saintes ↔ ROYAN                     | NIORT ↔ Saintes ↔ ROYAN                     | NIORT ↔ Saintes ↔ ROYAN                     | NIORT ↔ Saintes ↔ ROYAN                     | NIORT ↔ Saintes ↔ ROYAN                     | NIORT ↔ Saintes ↔ ROYAN                     | NIORT ↔ Saintes ↔ ROYAN                     |
| D17   | NIORT ↔ Saintes ↔ ROYAN                     | NIORT ↔ Saintes ↔ ROYAN                     | NIORT ↔ Saintes ↔ ROYAN                     | NIORT ↔ Saintes ↔ ROYAN                     | NIORT ↔ Saintes ↔ ROYAN                     | NIORT ↔ Saintes ↔ ROYAN                     | NIORT ↔ Saintes ↔ ROYAN                     | NIORT ↔ Saintes ↔ ROYAN                     | NIORT ↔ Saintes ↔ ROYAN                     |
|       | Longueur 111,12 km                          | Durée 2 h 05                                | Nb. arrêts 12                               | Soirée / Dimanche - Férié · Non /           | Horaires 5 h 55 - 19 h 26                   | Réseau TER Nouvelle-Aquitaine               |                                             |                                             |                                             |

#### Infrastructures aéroportuaires
Si l'agglomération de Saintes ne possède pas d'aéroport, elle se situe à 35 km de l'aéroport de Rochefort-Saint-Agnant qui propose des vols vers plusieurs destinations européennes (les îles britanniques notamment), et à environ 80 km de l'aéroport de La Rochelle - île de Ré. À environ 125 km au sud, l'aéroport de Bordeaux - Mérignac permet de relier la région à de nombreuses villes du monde.
La ville est cependant pourvue d'un aérodrome situé sur la commune mitoyenne de Thénac. Celui-ci est utilisé par l'école d'enseignement technique de l'armée de l'air (EETAA) ainsi que par un aéro-club local. Il est équipé de deux pistes de 900 m et d'une piste de 800 m.

#### Infrastructures fluviales

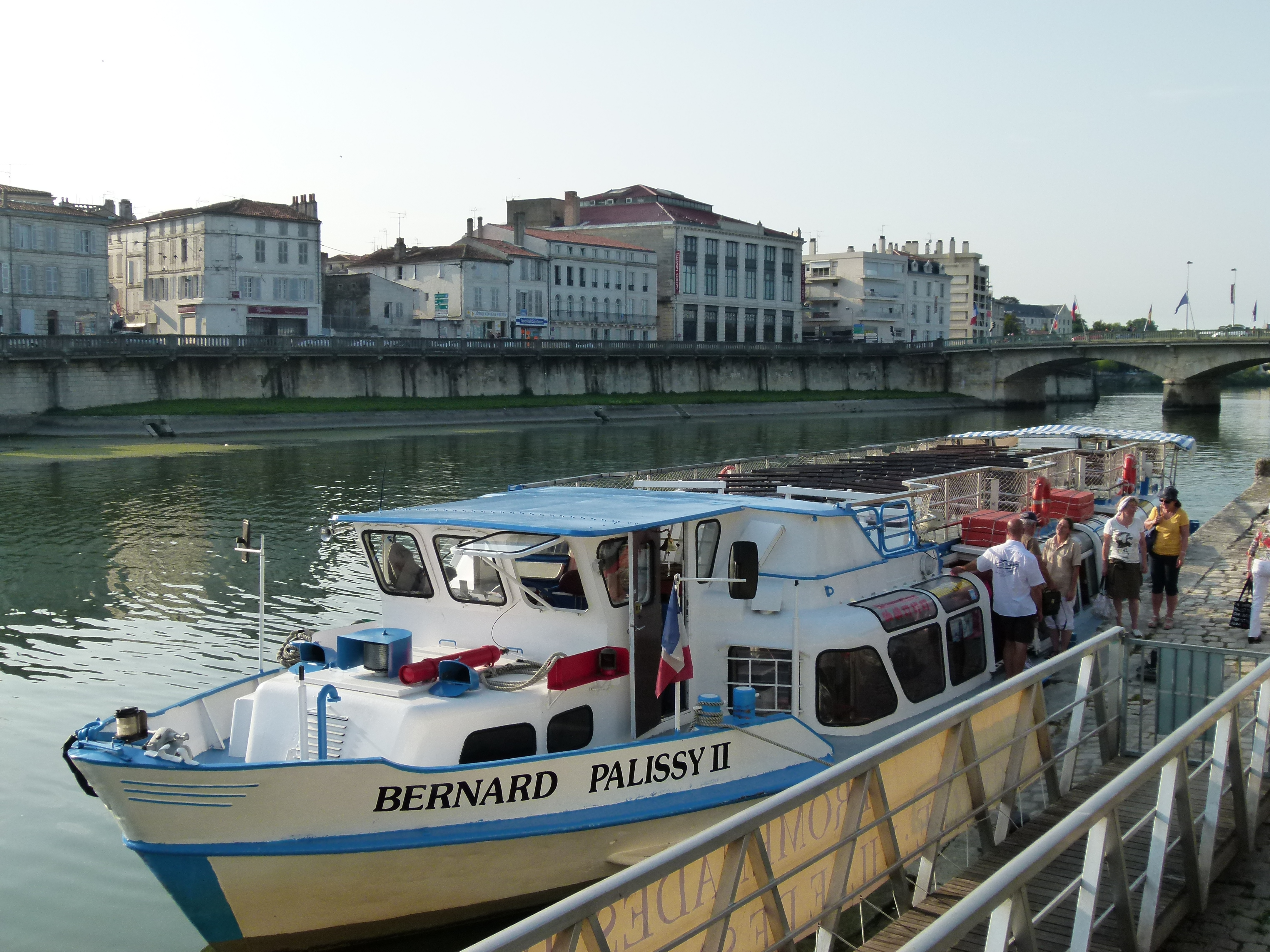
Le Bernard-Palissy II(aujourd'hui hors service, remplacé par le Bernard Palissy III), une des vedettes fluviales permettant des promenades sur la Charente.

La ville est équipée d'une halte fluviale située à proximité de l'esplanade André-Malraux, un appontement long de 92 mètres permettant l'amarrage des bateaux de plaisance. Une seconde halte nautique est en cours de réalisation sur l'ancien site de Port-Larousselle, autrefois utilisé par les négociants de Cognac pour le transport des fûts. Une fois achevée, elle sera équipée de quatre pontons fixes bordant un quai long d'une vingtaine de mètres.
Attenant aux infrastructures de l'esplanade André Malraux, l'embarcadère est utilisé par des vedettes fluviales affrétées par l'office de tourisme. Celles-ci sont d'une part la gabare Ville de Saintes, copie d'une embarcation traditionnelle saintongeaise, d'autre part le bateau de croisière Bernard Palissy II, d'une capacité de 200 places, dont la moitié sur le pont supérieur, qui a été remplacé par le Palissy III bateau électro-solaire d'une capacité de 149 places. Tous deux permettent des circuits découvertes de la ville et de plusieurs cités portuaires du val de Charente, dont Chaniers, Taillebourg, Port-d'Envaux ou Rouffiac, ainsi que des circuits nocturnes.
Des embarcations électriques sont également installées sur les quais. Baptisées Les Santons, elles ont chacune une capacité de six personnes et sont louées selon un forfait horaire.

#### Transports urbains

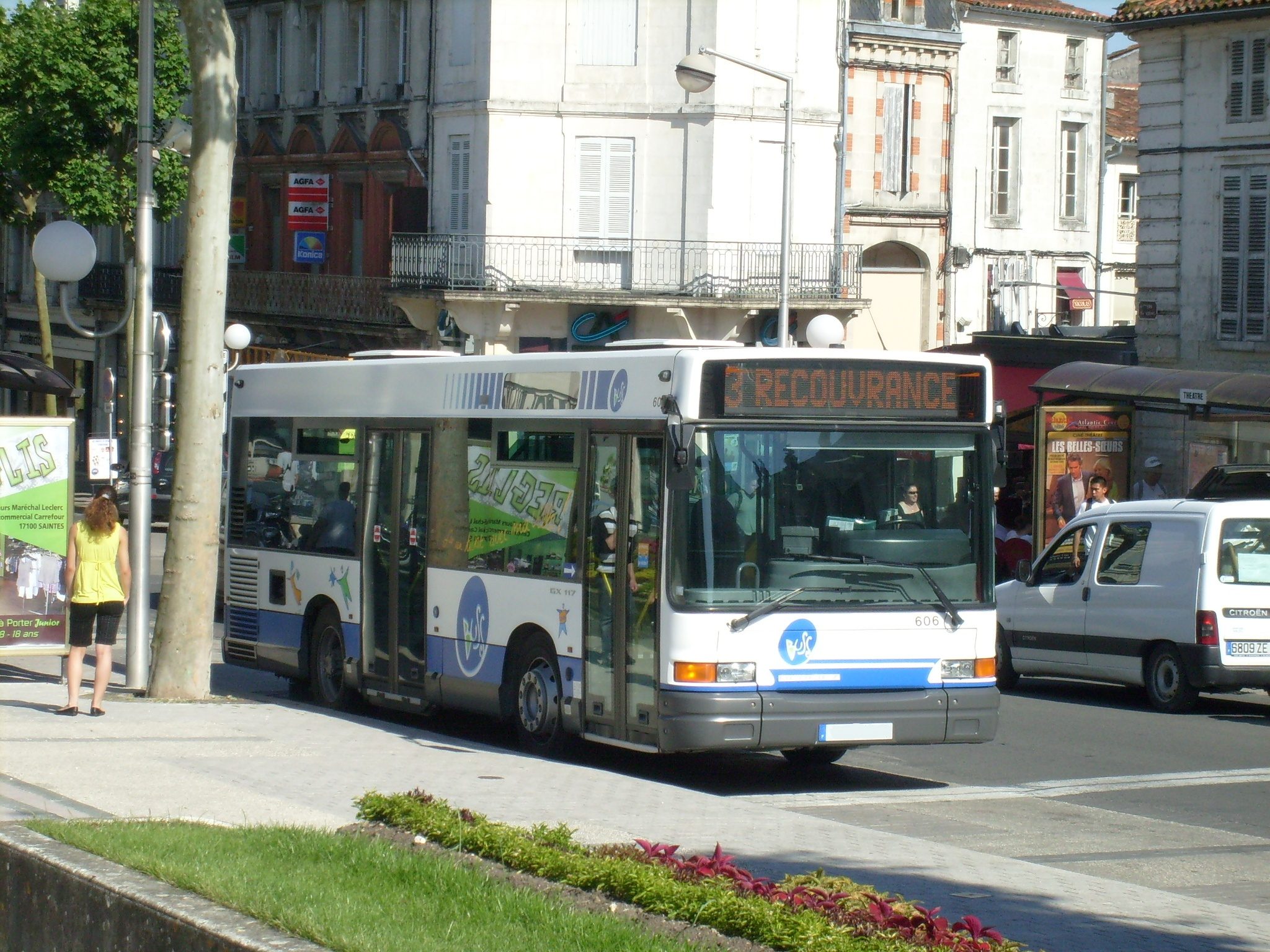
Bus du réseau BUSS devant l'esplanade du Maréchal-Foch.

L'organisation des transports urbains est du ressort de la Communauté d'Agglomération de Saintes. L'exploitation a été confiée à Kéolis Saintes dans le cadre d'une délégation de service public.
BUSS est le nom commercial du réseau de transports urbains de l'agglomération. Trois lignes régulières de transport urbain forment l'armature du réseau (lignes A, B et C) complété par 8 lignes de transport interurbaines gérées par le Conseil Départemental qui couvrent 20 communes de l'agglomération. Ces lignes transportent également des scolaires.
En plus de ces lignes régulières, il existe sur le territoire un transport à la demande organisé par la communauté d'agglomération: directement dans le cas "d'Allo Buss" et indirectement grâce à une convention avec le Conseil Départemental pour les "Taxis Mouettes". Allo'Buss dessert les communes de la première couronne en proposant 8 allers-retours par jour et garantit des heures d'arrivée à Saintes. 140 arrêts sont répartis sur 4 zones géographiques. Les "Taxis Mouettes" fonctionnent sur l'ensemble de l'agglomération, en dehors des communes desservies par Allo'Buss.
Il existe également des lignes régulières à vocation scolaire couvertes par le réseau Buss sur certaines communes et par le réseau Les Mouettes sur les autres communes dans le cadre d'une convention entre l'agglomération. L'offre de transports est enfin complétée par la Navette Gare et par le bus de nuit Noctam'busb sur Saintes.
Au total, le réseau dessert un bassin de quelque 31 000 personnes et transporte jusqu'à un million de voyageurs par an, scolaires inclus. En juillet 2009 a débuté la mise en place d'horaires cadencés permettant un accroissement de la fréquence de passage des navettes. Aujourd'hui la communauté d'agglomération et Kéolis engagent la mise en accessibilité du réseau pour en permettre l'accès aux personnes à mobilité réduite ou handicapées, conformément à la loi du 11 février 2005.

## Urbanisme

### Typologie
Au 1er janvier 2024, Saintes est catégorisée centre urbain intermédiaire, selon la nouvelle grille communale de densité à 7 niveaux définie par l'Insee en 2022.
Elle appartient à l'unité urbaine de Saintes, une agglomération intra-départementale dont elle est ville-centre,. Par ailleurs la commune fait partie de l'aire d'attraction de Saintes, dont elle est la commune-centre,. Cette aire, qui regroupe 62 communes, est catégorisée dans les aires de 50 000 à moins de 200 000 habitants,.

### Quartiers et lieux-dits
La ville est divisée en quatorze zones administratives : les Boiffiers, les Tourneurs, l'Ormeau de Pied, Recouvrance, la Fenêtre, Saint-Rémy, Saint-Vivien, Saint-Eutrope, Saint-Pierre, Saint-Pallais, Saint-Sébastien de Bouard, la Récluse, le Maine-Saint-Sorlin et Bellevue.

#### Rive gauche

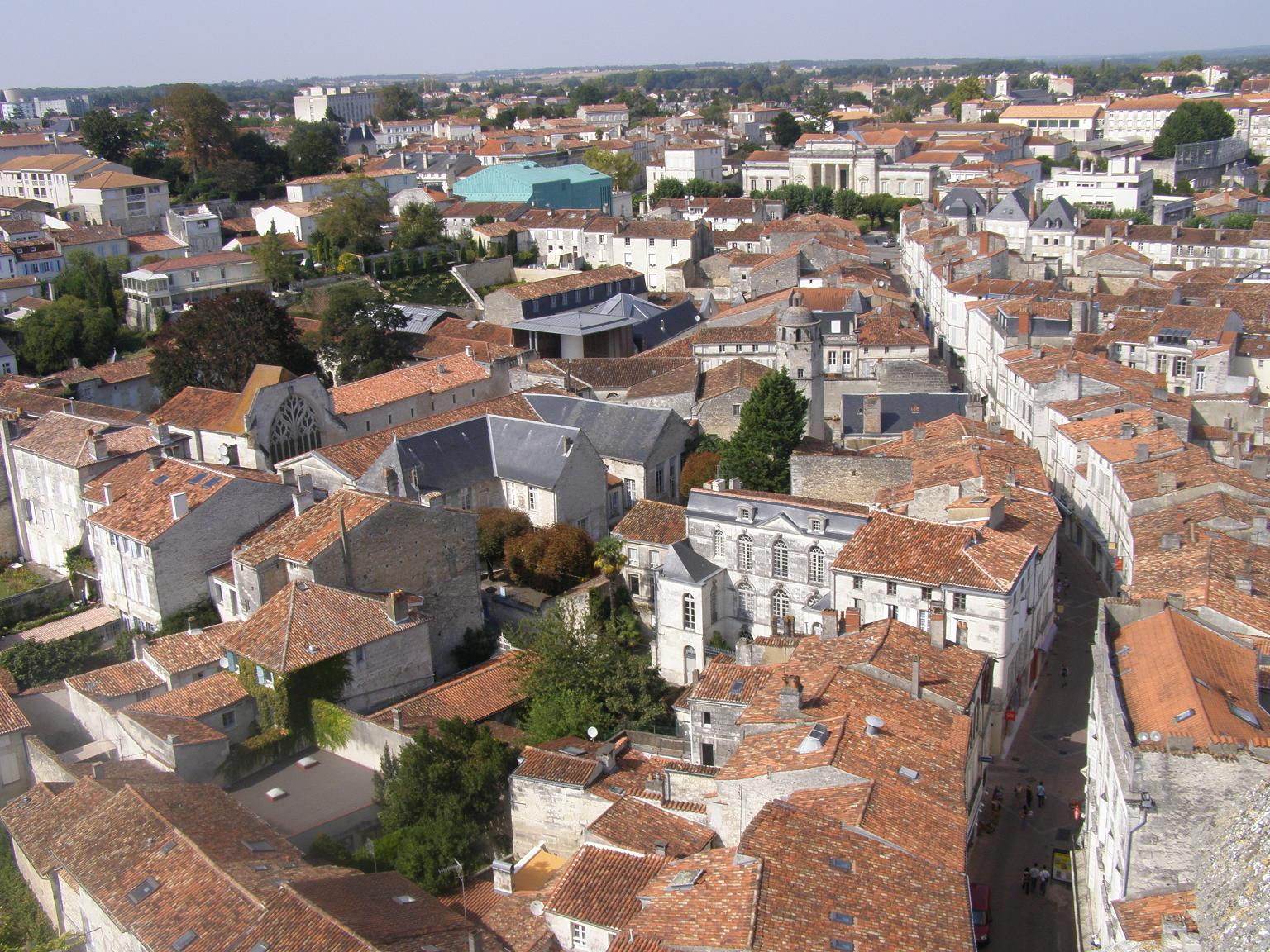
Vue du quartier Saint-Pierre et de la rue Alsace-Lorraine depuis le clocher de la cathédrale.

Véritable berceau de la cité, le quartier Saint-Pierre s'étend entre la colline du Capitole et la Charente. La présence d'un important patrimoine monumental et archéologique explique son intégration à un secteur sauvegardé totalisant presque 65 hectares. Articulé autour de la cathédrale Saint-Pierre, de la place du Marché et de la place du Synode, il est parcouru d'un réseau de ruelles piétonnières concentrant un important bâti médiéval, renaissance et classique.
Situé un peu à l'ouest du quartier Saint-Pierre, le quartier Saint-Eutrope s'est développé autour d'un éperon rocheux limité par deux vallons perpendiculaires au fleuve. Dominé depuis le Moyen Âge par la silhouette de la basilique Saint-Eutrope, le quartier conserve également les vestiges d'un prieuré clunisien et quelques maisons anciennes étagées à flanc de colline. Des venelles permettent de rejoindre le vallon des Arènes s'étendant en contrebas. Ce dernier abrite les vestiges de l'amphithéâtre romain, une promenade et un parc baptisé « Parc des Arènes ».

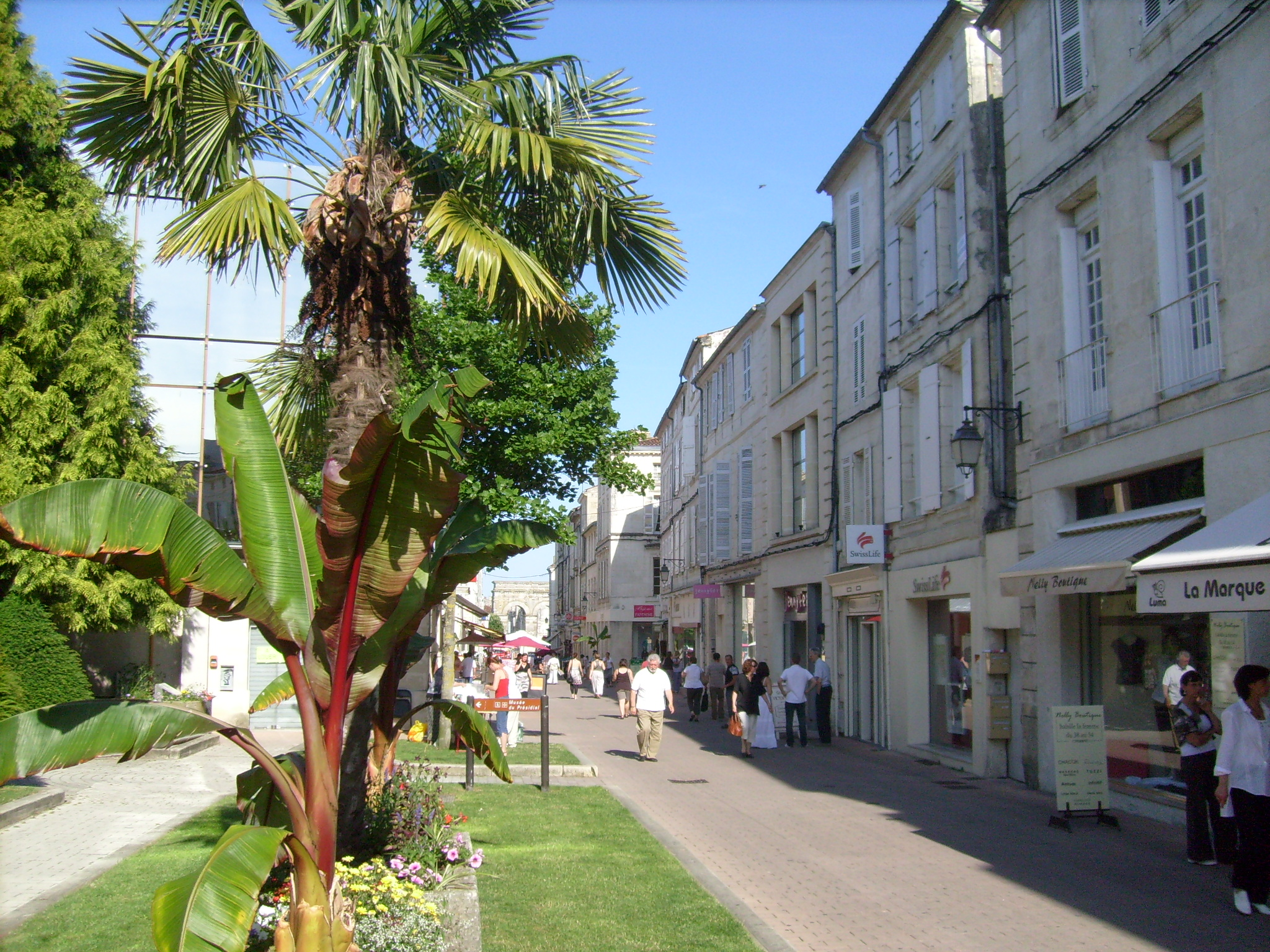
La rue Victor-Hugo, artère commerçante du centre historique.

Le cours Reverseaux et le cours des Apôtres de la liberté séparent le quartier Saint-Eutrope du faubourg Berthonnière, encadré par la colline Saint-Eutrope à l'ouest et la colline du Capitole au nord. Autrefois situé en dehors de l'enceinte urbaine, il abritait plusieurs hostelleries et lieux d'accueil pour les pèlerins. Les rues du faubourg convergent vers la place Saint-Louis, la place de l’Aubarrée et la place Blair, dominée par la colonne de la Liberté érigée durant la Révolution. Le square Goulebenéze fait la jonction entre la place Blair et le fleuve.
Les quartiers des Boiffiers et de Bellevue sont séparés du reste de l'agglomération par l’avenue de Saintonge. Formés pour l'essentiel d'immeubles de logements sociaux et de lotissements pavillonnaires, ils s'étendent sur un plateau limité par la Charente. Le quartier de Bellevue forme un ensemble de 17 hectares regroupant à lui seul 1 560 habitants, il est classé en tant que quartier prioritaire.
S'inscrivant dans un triangle formé par le cours du Maréchal-Leclerc, le cours Genet et la rocade ouest, le quartier de Recouvrance accueille un lycée, l'ancien petit séminaire, le stade Yvon-Chevalier et un centre commercial. Le château d'eau de Recouvrance est orné de fresques réalisées par l'artiste contemporain Michel Genty.
La partie septentrionale de l'agglomération est formée par le quartier Saint-Vivien, un ancien faubourg occupé dès l'Antiquité. Témoignant de cette époque reculée, les thermes de Saint-Saloine répondaient aux thermes de Saint-Vivien aujourd'hui disparus.

#### Rive droite

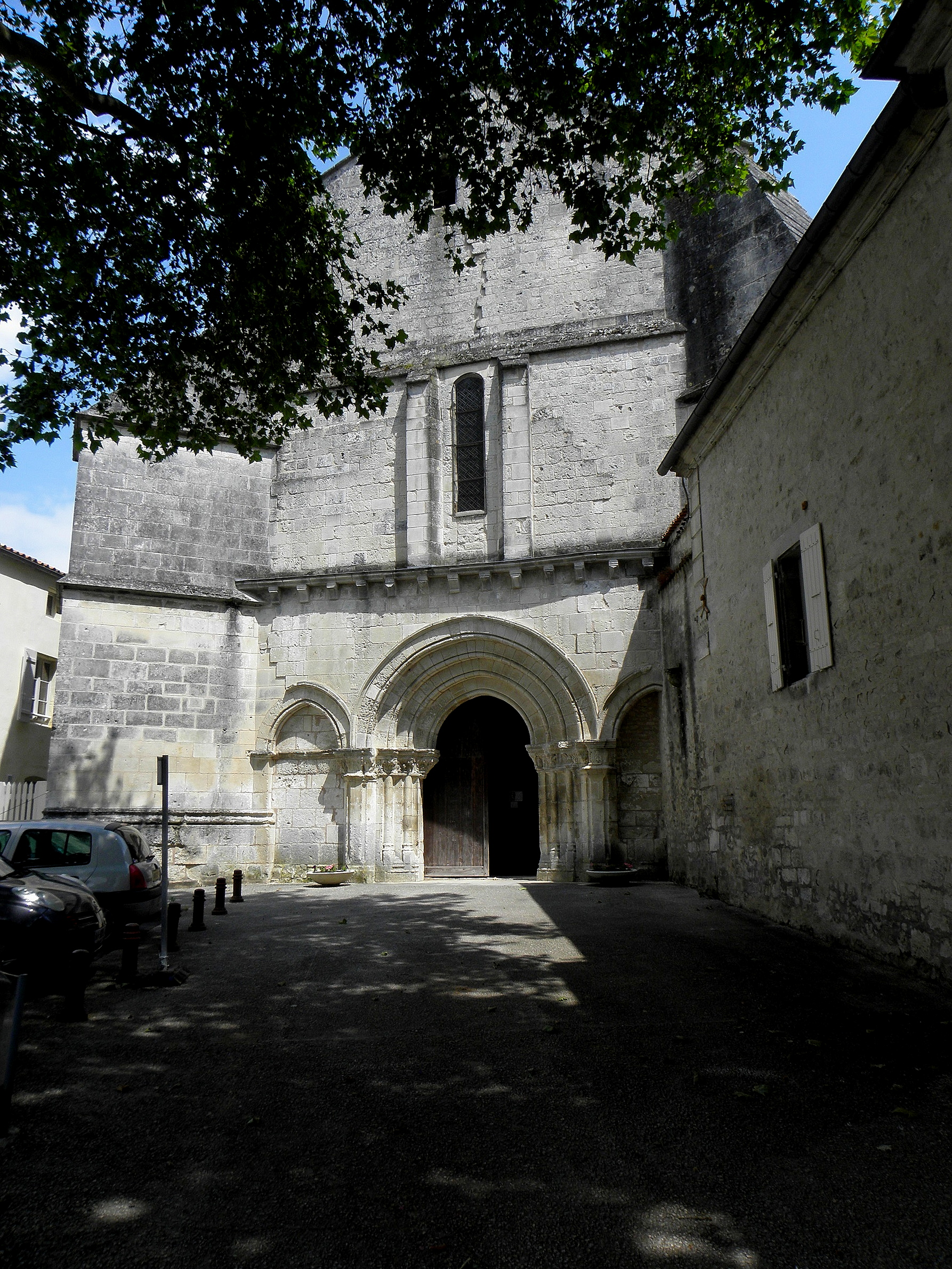
L'église Saint-Pallais, sur la rive droite.

Le quartier Saint-Pallais connaît sans doute un début d'urbanisation durant l'Antiquité. Structuré autour de la principale voie d'accès à la ville romaine, il est alors relié au cœur de l'agglomération par un pont dans l'alignement duquel est édifié l'arc de Germanicus. Connaissant un développement relatif durant le Moyen Âge, il voit néanmoins l'implantation d'une basilique funéraire dédiée à l'évêque Palladius (remplacée ultérieurement par l'église Saint-Pallais, qui donne son nom au quartier), puis d'une abbaye bénédictine de femmes comptant parmi les plus importantes de la région, l'abbaye aux Dames. La présence de ce patrimoine monumental conduit à l'intégration d'une partie du quartier à un secteur sauvegardé.
Connaissant une forte expansion durant le XIXe siècle, le quartier est transformé par la démolition du pont antique, auquel se substitue en 1879 le pont Bernard-Palissy, quelques mètres en amont, le percement de l'avenue Gambetta et la création de la place Bassompierre. Il accueille également la gare de chemins de fer, la maison d'arrêt, le haras national, le parc Pierre-Mendès France, le Jardin public Fernand Chapsal et l'espace protégé de la prairie de la Palu.

### Une ville deux fois millénaire
C'est durant la période tibéro-claudienne (entre 14 et 54, soit moins de cent ans après la fondation présumée de la ville) qu'est progressivement mis en place le premier plan d'urbanisme, inspiré directement des grandes cités impériales romaines. Dans un premier temps, le réseau viaire est réorganisé selon un plan hippodamien s'articulant autour d'une grande voie cardiale (dont le tracé est partiellement repris par le cours Reverseaux) et d'une grande voie décumane (actuelle rue Victor-Hugo) se prolongeant sur la rive droite (actuelle rue de l'Arc-de-Triomphe) par la Via Agrippa. Ces deux axes majeurs se croisaient au niveau de la colline du Capitole, où était installé le forum.
La pratique de l'évergétisme se traduit à Saintes comme ailleurs par l'édification d'équipements urbains modernes (amphithéâtre, thermes, temples et basiliques) dont l'ampleur et le faste reflètent le statut de la ville, alors capitale de la province romaine d'Aquitaine. Une grande partie de cette parure monumentale est cependant sacrifiée afin de constituer en toute hâte une enceinte urbaine, alors que les premières invasions « barbares » conduisent à une longue période d'anarchie. Au IIIe siècle, la ville est ainsi réduite à un castrum d'à peine plus de 16 hectares, alors qu'elle occupait une surface de plus de 105 hectares à son apogée.

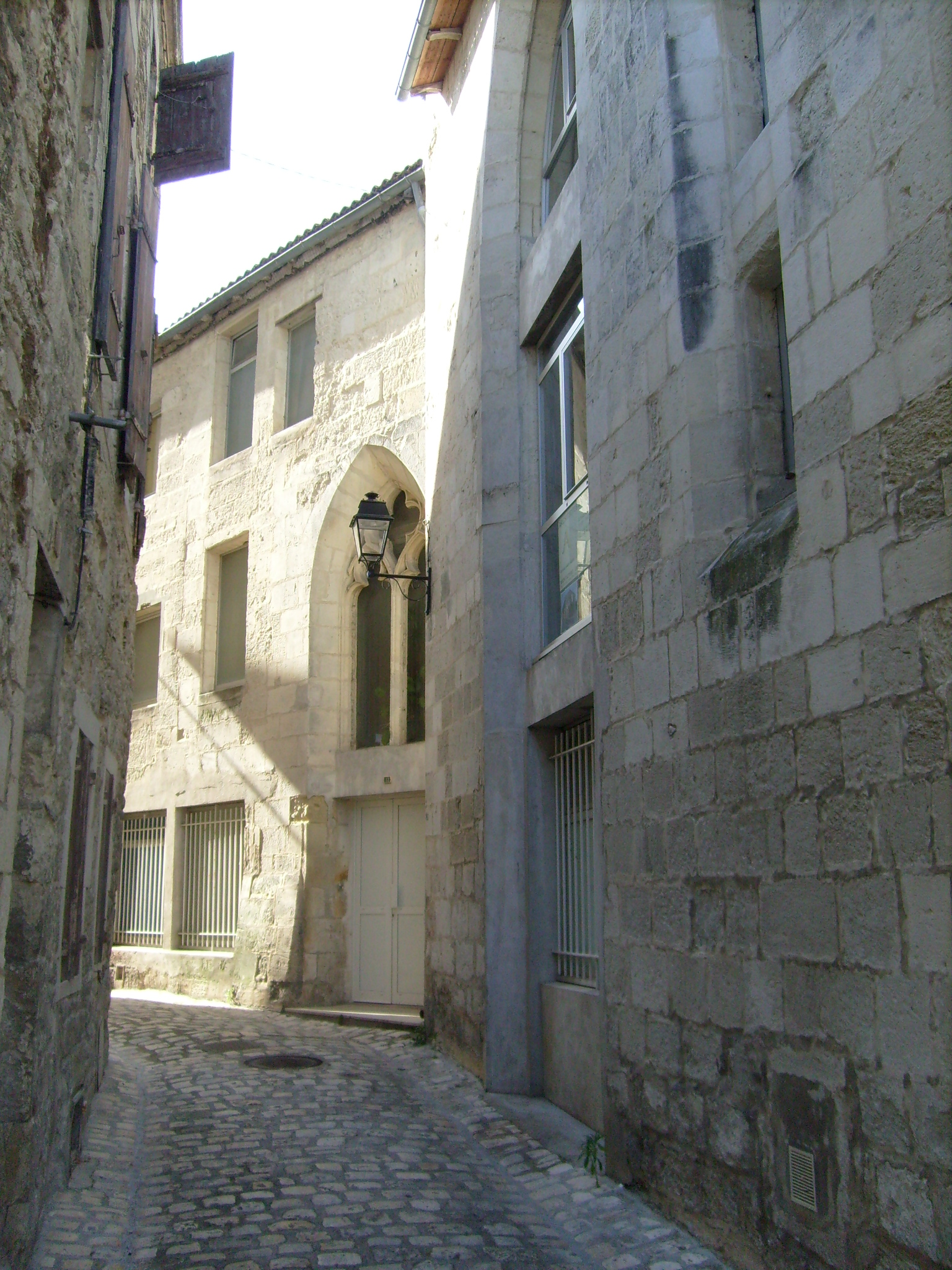
Ruelle médiévale dans le quartier historique de Saintes.

C'est dans ce périmètre réduit que se développe la ville médiévale, constituée d'un lacis de ruelles organisées autour de la cité épiscopale, qui occupe à elle seule un quart de la ville intra-muros (cathédrale Saint-Pierre et cloître canonial, manécanterie, palais épiscopal, salle du Synode et hôtel-Dieu) et des différentes paroisses intra-muros (Saint-Michel, Sainte-Colombe, Saint-Maur). La présence d'une juiverie, attestée dès le Xe siècle, est confirmée dans plusieurs écrits du XVIIe siècle. La localisation exacte de ce quartier reste cependant indéterminée (plusieurs hypothèses évoquant les environs de l'actuelle rue des Jacobins).
Si la majorité des maisons saintaises sont alors à colombages (l'unique témoignage de ce type de construction est visible à l'intersection de la rue des Jacobins et de la rue Alsace-Lorraine), les maisons de certains notables et marchands fortunés sont parfois en pierre (il en subsiste une partie autour de la place du Synode).
Dominant le tissu urbain depuis la colline du Capitole, le château-fort abrite successivement les représentants du duc d'Aquitaine, puis du roi de France. Quant aux remparts, renforcés à plusieurs reprises, ils ouvrent sur les principaux faubourgs de la ville via les portes Aiguière et Evesque. Les principaux faubourgs sont ainsi le faubourg Saint-Eutrope et le faubourg Berthonnière, où se concentrent auberges, lieux d'accueils pour les pèlerins et tanneries, les faubourgs Saint-Vivien, Saint-Saloine et Saint-Macoult, organisés autour de leurs églises respectives, enfin le faubourg Saint-Pallais, par-delà le fleuve, dominé par son église paroissiale et surtout par l'abbaye aux Dames, l'un des principaux établissements religieux de la région.
Les premiers hôtels particuliers font leur apparition au XVIIe siècle et se développent plus encore au siècle suivant, sans toutefois modifier réellement le parcellaire médiéval. De cette époque datent notamment l'hôtel de Brémond d'Ars (1600), l'hôtel du Présidial (1610), l'hôtel Monconseil (1738) ou encore l'hôtel Viaud (1770).
Étouffant à l'intérieur de ses remparts, la ville est décrite comme une « petite et pauvre ville » où « les rues sont étroites et les maisons mal bâties » dans un article de l'Encyclopédie rédigé par Louis de Jaucourt. Conscient de cette situation, l'intendant Guéau de Reverseaux donne une impulsion nouvelle à la politique de grands travaux esquissée par son prédécesseur Auget de Montyon. Désireux « d'aérer la ville », il établit un nouveau plan de voirie, dont il confie la réalisation à l'ingénieur Duchesne, ordonnant également la démolition de la vieille enceinte urbaine et le percement de grands boulevards. De 1772 à 1776, de nombreux plans d'alignement sont menés en centre-ville, tandis que les bases des boulevards sont jetées en 1785.

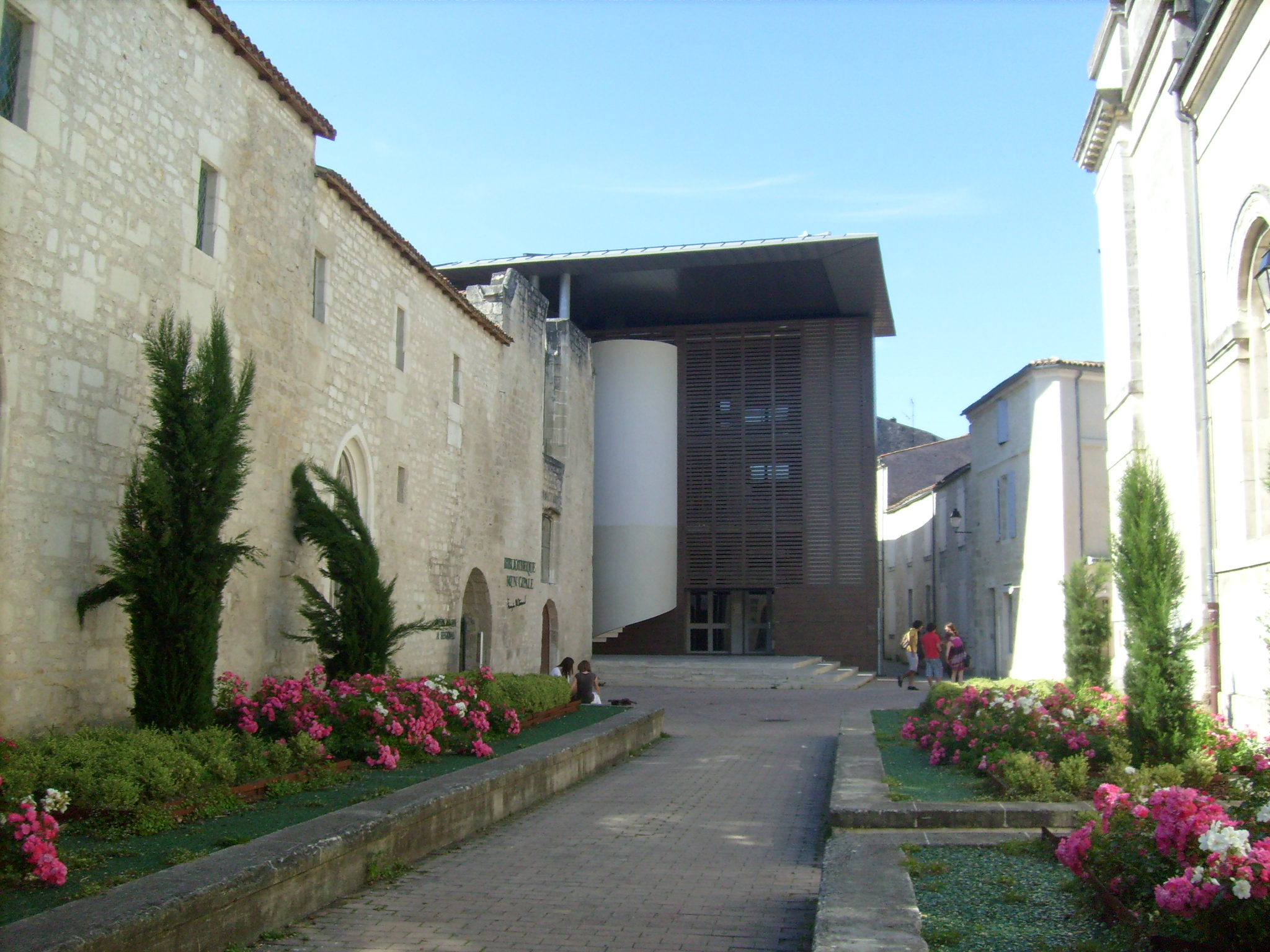
Le Centre d’interprétation de l’architecture et du patrimoine mêle architecture gothique et contemporaine.

Interrompus par la Révolution, les travaux reprennent durant presque tout le XIXe siècle. De larges avenues arborées sont aménagées à l'emplacement des anciens remparts : le cours National (1815), le cours Reverseaux (1835), puis par-delà la Charente, l'avenue Gambetta. De riches négociants de cognac se font édifier d'imposantes demeures (château Rouyer-Guillet, villa Musso, maison Martineau), tandis que la ville se dote d'infrastructures publiques monumentales (hôtel de ville, palais de justice, théâtre Gallia) ou plus discrètes (école Nicolas-Lemercier).
Le développement du nœud ferroviaire de Saintes conduit à la création d'un quartier cheminot autour de la gare (remplacée en 1900 par l'édifice actuel) et des ateliers de chemins de fer. De nombreux édifices datant de cette période portent la marque des architectes Marc-Alexandre-Eustase Rullier (Caisse d'épargne, Petit-Séminaire, église Saint-Louis), Victor Fontorbe (sous-préfecture) ou Georges Naud (ancienne maison des Aveugles). Le début du XXe siècle voit quant à lui l'introduction discrète du style Art nouveau, que l'on retrouve notamment au temple protestant ou encore sur certaines maisons de la rue Cuvilliers (no 13) ou du cours National (no 64), tandis que d'autres bâtiments importants, construits à la même époque, sont d'un style plus éclectique, tel l'hôtel des Postes.
Le quartier de la gare, durement éprouvé par les bombardements alliés durant la Seconde Guerre mondiale, est reconstruit à partir de 1951 sous la direction de plusieurs architectes, dont André Morisseau. Dans les années 1960 et 1970, la croissance urbaine impose la création de nouveaux quartiers d'habitat collectif sur le plateau de Bellevue (les quartiers de Bellevue et des Boiffiers) ou dans le nord de l'agglomération (La Fenêtre).
Les réalisations contemporaines, relativement peu nombreuses, incluent l'immeuble de la Mutualité sociale agricole, les immeubles de la Pinellerie, le nouveau musée archéologique (1995), variation sur le thème de l'Antiquité réalisée par Anne Lacaton et Jean-Philippe Vassal, la rénovation du théâtre Gallia (2003), alliant formes contemporaines à une façade néo-classique, et le centre d'interprétation de l'architecture et du patrimoine (2007) qui marie architecture gothique et contemporaine.

### Logement
Le patrimoine immobilier de la commune est de nature très variée et diffère selon les quartiers que l'on traverse. Le centre ancien, partiellement inscrit dans un secteur sauvegardé (ZPPAUP), intègre de nombreuses demeures médiévales ou Renaissance ainsi que des hôtels particuliers datant principalement des XVIIe et XVIIIe siècles. Au nord de cet ensemble, suivant approximativement le tracé des anciens remparts, l'axe formé par le cours National et qui se prolonge sur la rive droite par l'avenue Gambetta résulte d'un programme d'aménagement initié durant la période de la Restauration et qui s'est poursuivi durant une large partie du siècle. Ces larges artères sont bordées d'immeubles aux façades rigoureusement alignées, donnant à cet ensemble éclectique une certaine cohésion.
Le quartier de la gare, sérieusement endommagé par des bombardements en 1944, et une partie du plateau de Bellevue (embryon du quartier du même nom) ont vu se développer dans l'immédiat après-guerre des expériences de Castors (sociétés coopératives visant à reconstruire de nouveaux logements sur le principe de l'entraide) afin de lutter contre la pénurie de logements qui sévissait à cette époque. Malgré la politique d'urbanisation massive du plateau de Bellevue dans les années 1960 et 1970 qui transforme radicalement le lieu (construction des grands ensembles de quartiers de Bellevue et des Boiffiers), la « Cité fleurie » (58 pavillons avec jardins) témoigne aujourd'hui encore de cette expérience innovante.
En 2007, on dénombre près de 14 750 logements sur l'ensemble du territoire communal, soit 1 260 de plus qu'en 1999. 13 072 sont des résidences principales (88,6 %) et 296 sont des résidences secondaires (2 %). Les logements vacants (9,4 %) constituent une part non négligeable du parc immobilier : leur nombre est ainsi passé de 374 en 1968 à 1 381 en 2007.
Les résidences principales sont généralement assez anciennes, si l'on considère que la majorité (5007, soit 39,2 %) a été construite avant 1949 ; 3 933 l'ont été entre 1949 et 1974 (30,8 %), 2 281 entre 1975 et 1989 (17,9 %) et 1 554 entre 1990 et 2004 (12,2 %).
Au nombre de 2 349, les logements sociaux se concentrent principalement dans des quartiers périphériques (Bellevue, les Boiffiers, le Vallon, la Fenêtre) établis dans les années 1960 et 1970 afin de répondre à la croissance urbaine de l'époque.

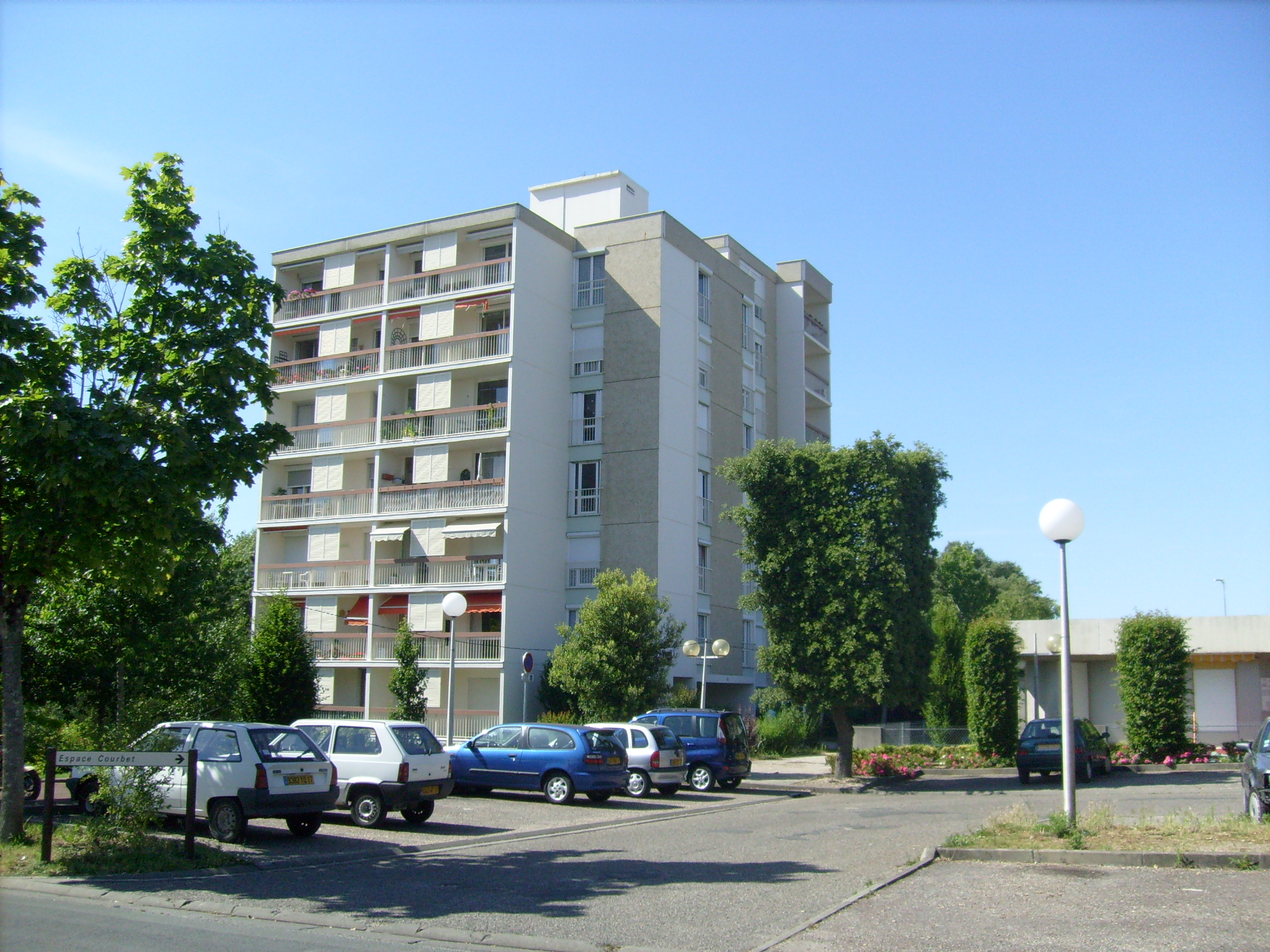
Immeuble du quartier des Boiffiers.

Ainsi, seuls 4 % des logements du centre-ville sont dévolus à l'habitat social, tandis que la proportion de logements de ce type atteint 66 % dans le quartier des Boiffiers. S'il ne représente plus que 16 % du nombre de logements de la commune, le nombre de logements sociaux a néanmoins été multiplié par deux au cours de la période 1990-1999. Deux bailleurs sociaux sont chargés de leur gestion : la SEMIS (Société d'économie mixte immobilière de la Saintonge) et l'OPMHLM (Office public municipal d'habitation à loyer modéré).
Malgré un prix moyen de l'immobilier à la vente de l'ordre de 1 935,84 €/mètre2 en 1999 (à mettre en parallèle avec les prix relevés dans les autres agglomérations du département : 2 081,93 €/mètre2 à Rochefort, 3 072,72 €/mètre2 à La Rochelle, 3 316,26 €/mètre2 à Royan), les primo-accédants tendent de plus en plus à s'installer dans les communes périphériques, accentuant le phénomène de vieillissement de la population.

### Projets urbains

#### Projet Saint-Louis-Saintes 2030
Le site libéré par l'ancien hôpital Saint-Louis, sur la colline du Capitole, va permettre la création d'un nouveau quartier en plein centre-ville, sur une superficie de 4 hectares. Le projet, baptisé Saint-Louis-Saintes 2030, a été présenté au concours d'architecture Europan 2010, qui permet à de jeunes architectes européens d'imaginer des immeubles de logements, des commerces ainsi que des services publics. Cinq villes françaises y participaient.
En avril 2011, c'est le projet Conexcité (équipe MWAB) qui a finalement été retenu. Il propose la création d'un éco-quartier constitué de logements et de commerces, regroupés autour de grandes esplanades-belvédères piétonnes donnant sur le centre historique, et offrant des vues panoramiques sur les principaux monuments saintais : cathédrale Saint-Pierre, abbaye aux Dames et basilique Saint-Eutrope.
Le logis du gouverneur (XVIIe siècle) et l'église Saint-Louis (XIXe siècle) seront intégrés au nouveau quartier. Un grand mail piétonnier permettra de faire la jonction entre le nouveau quartier et le cours Reverseaux.

#### Programme de rénovation urbaine
Prévus par le Programme de Rénovation Urbaine (2007), les travaux de réhabilitation de plusieurs quartiers d'habitat collectif situés en périphérie (le Vallon, la Fenêtre, Saint-Sorlin) ont été engagés en 2008 avec la destruction des quatre principales tours de la cité du Vallon, devenues vétustes. La transformation du quartier devrait prendre forme au printemps 2011, avec la construction des premiers logements à basse consommation énergétique (22 petits immeubles collectifs, 20 maisons individuelles et 8 pavillons en bois). Fin 2009, les travaux de rénovation du quartier de la Fenêtre ont également été lancés. Une soixantaine de logements devraient être détruits et remplacés par des structures modernes d'ici 2012, tandis que 186 autres logements datant des années 1960 devraient être réhabilités.
Au total, 82 millions d'euros ont été investis dans ce programme de rénovation prévu pour s'étaler sur cinq ans, dont 44 % doivent être pris en charge par les bailleurs sociaux et 29 % par l'agence nationale de rénovation urbaine. Finalement, 400 logements devraient être démolis, 525 construits et 1 301 réhabilités.
Le programme de rénovation urbaine prévoit en outre un réaménagement partiel des deux principaux quartiers d'habitat collectif de l'agglomération, les quartiers de Bellevue et celui des Boiffiers. Outre la reconstruction de certains logements et l'extension du parc locatif dans le quartier des Boiffiers, sont également prévues l'implantation de nouveaux commerces de proximité et une meilleure desserte par le réseau de transports urbains.
La construction d'un centre aquatique à La Guyarderie, dans le quartier de Recouvrance, a débuté au mois de juin 2010. Ce vaste complexe intègre des espaces consacrés à la détente, à la relaxation et à l'apprentissage autour de trois bassins principaux (un bassin olympique, un bassin de 180 m2 et une piscine d'extérieur). Le centre est ouvert au public en 2012.

### Environnement

#### Occupation des sols
La commune de Saintes, relativement étendue et englobant des surfaces marécageuses, a pour particularité d'être constituée à 67 % de territoires agricoles, à 5 % de forêts et milieux semi-naturels et à 28 % seulement de territoires urbanisés.

#### Natura 2000

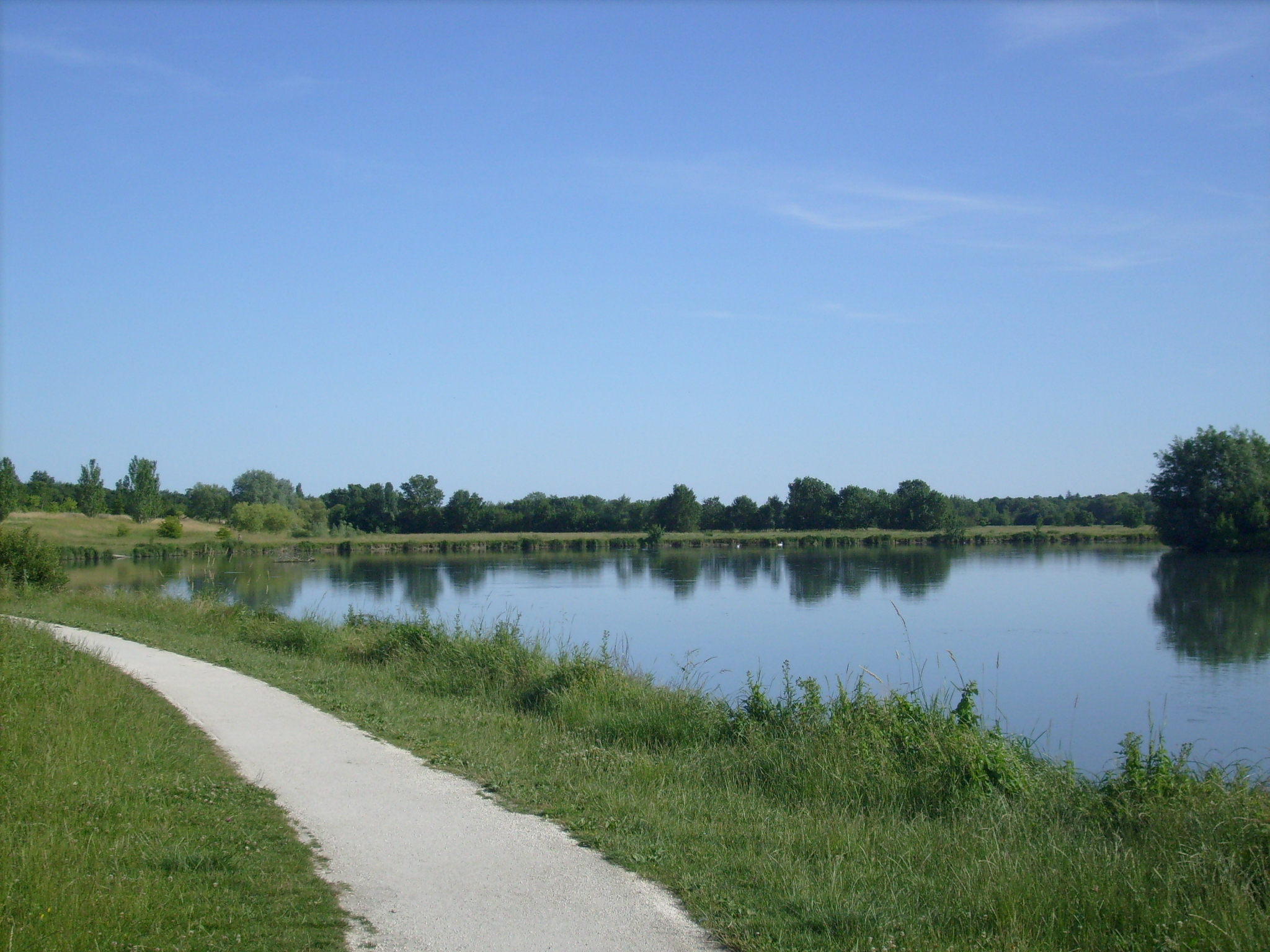
La prairie de la Palu est un espace naturel protégé dans le cadre du réseau européen Natura 2000.

L'espace naturel protégé de la prairie de la Palu forme un ensemble de plus de 120 hectares de prées (prairies inondables) situées à proximité immédiate du centre-ville. La présence d'espèces végétales rares (naïade marine, rorippe des forêts, scirpe maritime) et de zones de reproduction et d'hivernage pour de nombreuses espèces ornithologiques (faucon crécerelle, fuligule morillon, héron cendré, bergeronnette printanière) ont valu à une partie du site (environ 100 hectares) d'être classée en Zone naturelle d'intérêt écologique, faunistique et floristique (ZNIEFF) de type I et désigné comme Site d'Intérêt Communautaire dans le cadre du réseau Natura 2000. L'aménagement du site en pôle nature est en cours de réalisation. Une fois réalisé, ce dernier devrait intégrer une maison de la nature, des sentiers de promenade, des postes d'observation, un arboretum et plusieurs jardins thématiques.
En 2009, les membres de la Jeune chambre économique de Saintes ont entrepris la réalisation d'une signalétique innovante utilisant la téléphonie mobile et la technologie Bluetooth pour permettre aux promeneurs de se familiariser avec la faune et la flore de cet espace naturel préservé. Baptisée Tous à la Palu, la nature dans ton portable, cette expérience devrait permettre à terme la diffusion de mini-documentaires consacrés aux espèces animales et végétales protégées vivant sur le site.

### Réseaux techniques

#### Eau potable

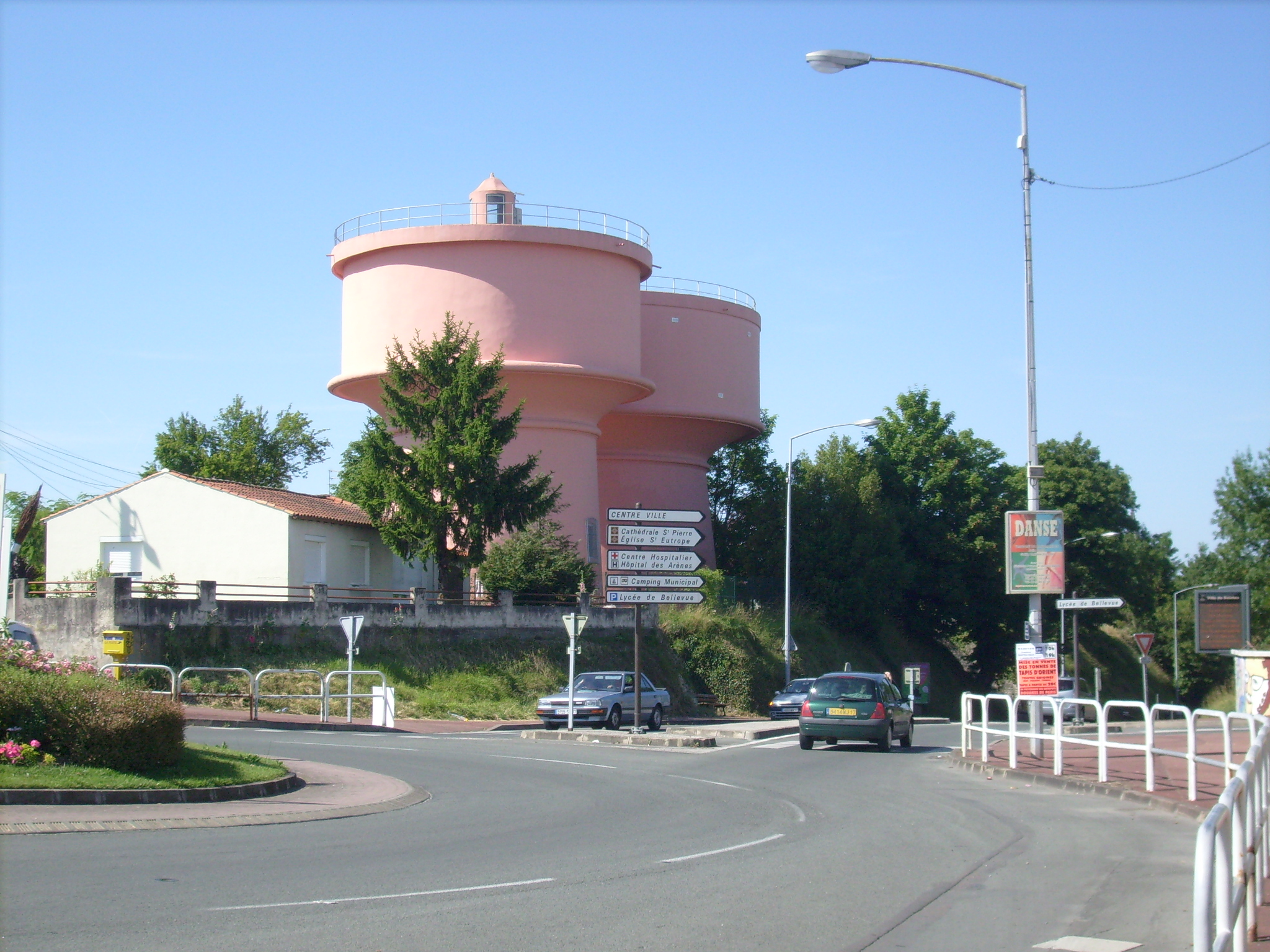
Les châteaux d'eau du quartier de Bellevue.

La ville de Saintes est alimentée en eau potable par captation au lieu-dit Lucérat, en bordure de la Charente, en aval du quai des Roches. L'usine d'eau de Diconche, exploitée par Veolia Eau, construite en 1989 à proximité immédiate de la captation, permet de traiter l'eau issue d'une nappe captive pour la rendre potable. Trois réservoirs, situés en périphérie de la ville, permettent la distribution de l'eau dans les zones d'altitudes plus élevées. Ces réservoirs sont ceux de Beaulieu, des Boiffiers et de Saint-Rémy.
Le captage de Lucérat permet non seulement l'approvisionnement en eau via une première ligne de la ville de Saintes mais aussi du syndicat intercommunal d'alimentation en eau potable (SIAEP) de Chaniers et via une seconde ligne du syndicat des eaux 17 (alimentation en période estivale du réseau littoral).
Une moyenne de 3 700 000 m3 d'eau potable sont distribués par an. La première ligne (Saintes et Chaniers) produit une moyenne de 5 500 m3 par jour (pointe de 10 000 m3 par jour) et la seconde ligne (SDE 17) produit quant à elle 2 700 m3 par jour (pointe estivale de 14 000 m3 par jour).
La ville dispose également d'une station d'épuration d'une capacité de 40 000 équivalents habitants pour un débit de 6 700 m3/jour par jour. Située à Lormont, elle a été inaugurée en 1968. Cette unité de traitement permet de recycler les boues par aération prolongée, lesquelles sont ensuite employées en agriculture biologique, dans le cadre du plan d'épandage. Plusieurs communes de la périphérie saintaise sont également raccordées au réseau

#### Collecte des ordures ménagères
La collecte et la valorisation des déchets sont du ressort de la communauté de communes du Pays santon. Sous son impulsion, un système de tri sélectif a été mis en place à partir de 1998, lequel concerne essentiellement les emballages usagés, le papier et le verre. Ces déchets sont ensuite acheminés vers le centre de tri de Brassaud ou vers le centre de compostage de Chermignac pour y être recyclés.
Cette expérience a été suivie en 2001 d'un service de collecte en porte à porte, d'un système de collecte des déchets encombrants (à la demande), tandis que les déchets spéciaux (piles, produits pharmaceutiques et/ou médicaux) font l'objet de collectes spécifiques.
Les déchets ménagers non-recyclables sont envoyés pour partie vers le site de retraitement de Chermignac, où ils servent de combustible pour la production de ciment. Ce dispositif vise tout à la fois à réaliser des économies sur le budget communal (le coût de retraitement de ces déchets est ainsi inférieur d'environ 20 % par rapport au simple enfouissement) et à penser sous l'angle du développement durable. En 2006, ce procédé concernait environ 40 % des déchets ménagers de l'agglomération. Les déchets ne pouvant être traités sur place sont quant à eux acheminés vers le centre d'enfouissement de Clérac par camions gros porteurs.
Quatre déchetteries sont implantées sur le territoire de la communauté de communes, dont trois dans la commune de Saintes. Les déchetteries de Saintes-Ouest et de Saintes-Nord sont plus spécifiquement ouvertes aux particuliers, et concernent avant tout la collecte du matériel électroménager et électronique, des déchets recyclables, des gravats et du tout-venant (mobilier, tissus, palettes…).
La déchèterie artisanale des Charriers est ouverte à la fois aux particuliers et aux professionnels, tandis que la déchèterie de Brassaud, dans la commune de Chermignac, accueille uniquement les déchets verts (végétaux).

#### ADSL
L'ADSL est disponible depuis 2001 à Saintes. La télévision par ADSL est arrivée en 2006. Trois répartiteurs téléphoniques sont implantés sur la commune : Ormeau de Pied (NRA HD), B Rive Droite et Bastion, tous dégroupés par au moins un opérateur alternatif. Saintes disposait également de huit points Wi-Fi en 2009.
En 2008, la commune a reçu le label « Ville Internet @@@ »

#### Services
En 2009, la mairie a mis en place un service de « SMS citoyens » permettant aux personnes intéressées par les événements de l'agglomération d'être directement informées par SMS sur leurs téléphones portables. Après inscription, les utilisateurs de ce service peuvent recevoir des actualités sur les alertes météorologiques prévues ou en cours (plan canicule, crues de la Charente), la vie de la communauté (manifestations, fêtes, réunions publiques, date des conseils municipaux) ou les infos pratiques (accidents, travaux, état du trafic).

### Risques majeurs
Le territoire de la commune de Saintes est vulnérable à différents aléas naturels : météorologiques (tempête, orage, neige, grand froid, canicule ou sécheresse), inondations, mouvements de terrains et séisme (sismicité faible). Il est également exposé à un risque technologique, le transport de matières dangereuses. Un site publié par le BRGM permet d'évaluer simplement et rapidement les risques d'un bien localisé soit par son adresse soit par le numéro de sa parcelle.

#### Risques naturels
La commune fait partie du territoire à risques importants d'inondation (TRI) Saintes-Cognac-Angoulême, regroupant 46 communes concernées par un risque de débordement du fleuve Charente (34 en Charente et 12 en Charente-Maritime), un des 18 TRI qui ont été arrêtés fin 2012 sur le bassin Adour-Garonne. Les événements antérieurs à 2014 les plus significatifs sont les crues de l'hiver 1779, de 1842, de 1859, du 9 décembre 1882 du 19 février 1904, du 10 janvier 1961, de mars-avril 1962, du 24 décembre 1982 et du 8 janvier 1994. Des cartes des surfaces inondables ont été établies pour trois scénarios : fréquent (crue de temps de retour de 10 ans à 30 ans), moyen (temps de retour de 100 ans à 300 ans) et extrême (temps de retour de l'ordre de 1 000 ans, qui met en défaut tout système de protection). La commune a été reconnue en état de catastrophe naturelle au titre des dommages causés par les inondations et coulées de boue survenues en 1982, 1986, 1993, 1999, 2010, 2019 et 2021,.

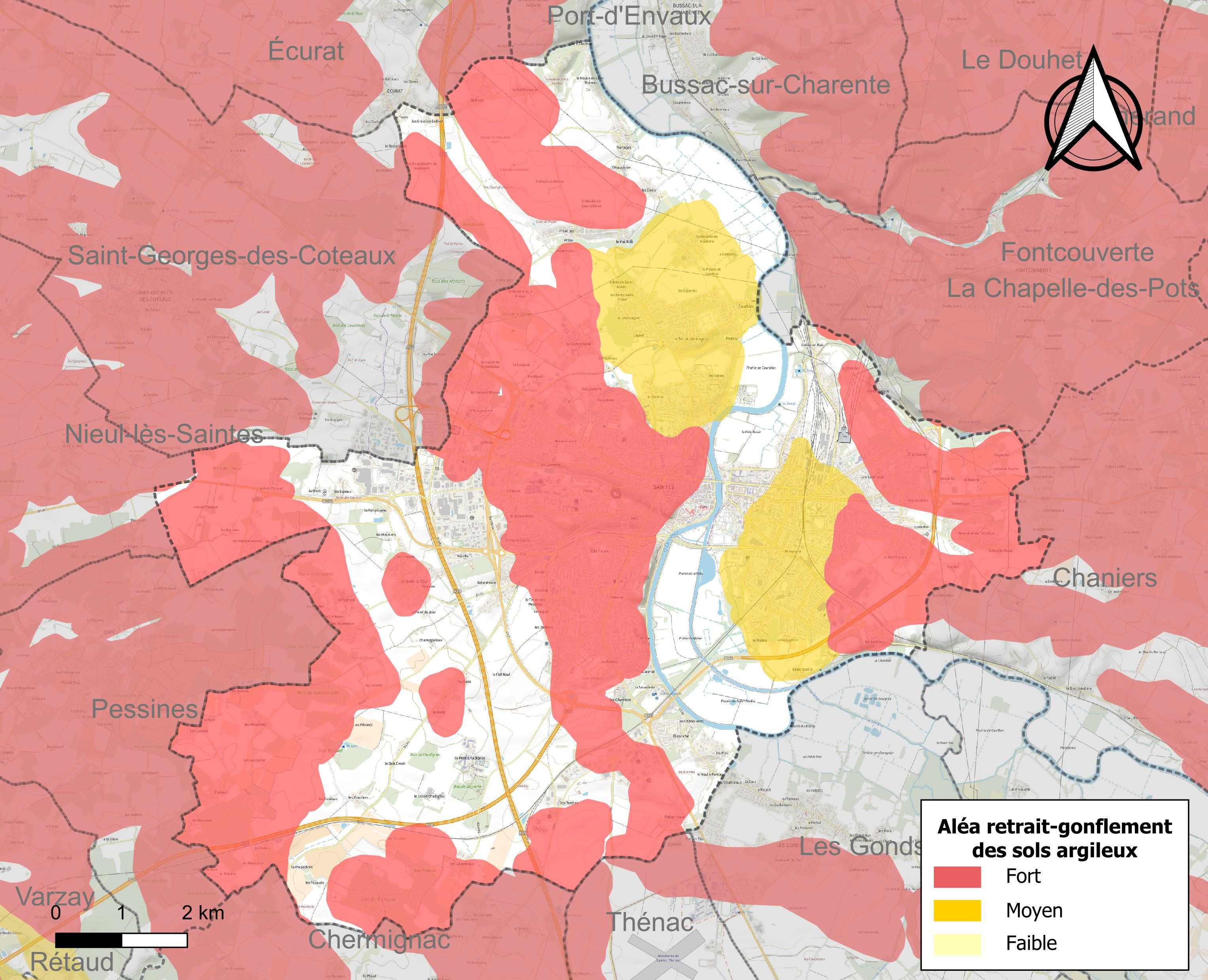
Carte des zones d'aléa retrait-gonflement des sols argileux de Saintes.

Les mouvements de terrains susceptibles de se produire sur la commune sont des affaissements et effondrements liés aux cavités souterraines (hors mines) et des tassements différentiels. Par ailleurs, afin de mieux appréhender le risque d’affaissement de terrain, l'inventaire national des cavités souterraines permet de localiser celles situées sur la commune.
Le retrait-gonflement des sols argileux est susceptible d'engendrer des dommages importants aux bâtiments en cas d’alternance de périodes de sécheresse et de pluie. 61,5 % de la superficie communale est en aléa moyen ou fort (54,2 % au niveau départemental et 48,5 % au niveau national). Sur les 9 460 bâtiments dénombrés sur la commune en 2019, 7 921 sont en aléa moyen ou fort, soit 84 %, à comparer aux 57 % au niveau départemental et 54 % au niveau national. Une cartographie de l'exposition du territoire national au retrait gonflement des sols argileux est disponible sur le site du BRGM,.
Par ailleurs, afin de mieux appréhender le risque d’affaissement de terrain, l'inventaire national des cavités souterraines permet de localiser celles situées sur la commune.
Concernant les mouvements de terrains, la commune a été reconnue en état de catastrophe naturelle au titre des dommages causés par la sécheresse en 1989, 2003, 2005, 2009, 2011 et 2018 et par des mouvements de terrain en 1999, 2003 et 2010.

#### Risques technologiques
Le risque de transport de matières dangereuses sur la commune est lié à sa traversée par une ou des infrastructures routières ou ferroviaires importantes ou la présence d'une canalisation de transport d'hydrocarbures. Un accident se produisant sur de telles infrastructures est susceptible d’avoir des effets graves sur les biens, les personnes ou l'environnement, selon la nature du matériau transporté. Des dispositions d’urbanisme peuvent être préconisées en conséquence.

## Toponymie
Saintes s’est appelée Mediolanum Santonum durant l’Antiquité, et se référant à la position centrale de l'agglomération au sein du territoire occupé par les Santons. Le terme Mediolanum, que l'on retrouve dans le nom de plusieurs villes antiques (Mediolanum - Milan, Mediolanum Aulercorum - Évreux) finit par disparaître progressivement, la ville étant désignée sous le nom de Santonica Urbs ou Urbs Santonorum dès le IVe siècle.
Saintes était la capitale de la cité gauloise des Santones dont elle a pris le nom au IVe siècle.
Au VIIIe siècle, les chartes indiquent une Sanctonas, qui devient Sanctone au Xe siècle et Xainctes (parfois orthographié Xaintes) à la fin du Moyen Âge.
Si le nom actuel de la ville est attesté dès le XVIIIe siècle (on le retrouve en toutes lettres dans un article de l'Encyclopédie sous la plume de Louis de Jaucourt), l'ancienne graphie reste en usage jusqu'au début du XIXe siècle. Pour suivre le décret de la Convention du 25 vendémiaire an II invitant les communes ayant des noms pouvant rappeler les souvenirs de la royauté, de la féodalité ou des superstitions, à les remplacer par d'autres dénominations, la ville est brièvement rebaptisée Xantes.
Le terme Santonica (Urbs) est également à l'origine du terme Sénte qui désigne la ville en Saintongeais.
Les langues saintongeaise et occitane ont laissé des traces dans de nombreux toponymes de la commune. Le terme « puy » et ses différentes déclinaisons (pui, puj, pouil) désigne ainsi une hauteur, de même que les mots « crête » (ex. : crête des Chavèches), « terrier », « butte » (ex. : butte des Signaux), « motte » ou « montée » (ex. : La montée, Aux montées), par opposition aux « prairies » ou « prées » (ex. : La prée basse, prairie du Maine, de Saint-Sorlin), souvent en bord de Charente, aux « fonds » (à ne pas confondre avec font, qui désigne une source ou une fontaine), « baisses » ou « combes » (ex. : combe des Maréchaux, pré de la Combe). Le terme chail désigne un caillou et par extension, une terre très calcaire ; Palu, Pallu ou Palue, un marais (ex. : prairie de la Palu).

## Histoire
« Enfin délivrés des agréables liens qui nous retenaient, nous quittons les molles délices de Bordeaux et nous rapprochons de la ville des Santons, dans une campagne proche. »

— Ausone, Épître au rhéteur Axius Paulus — IVe siècle

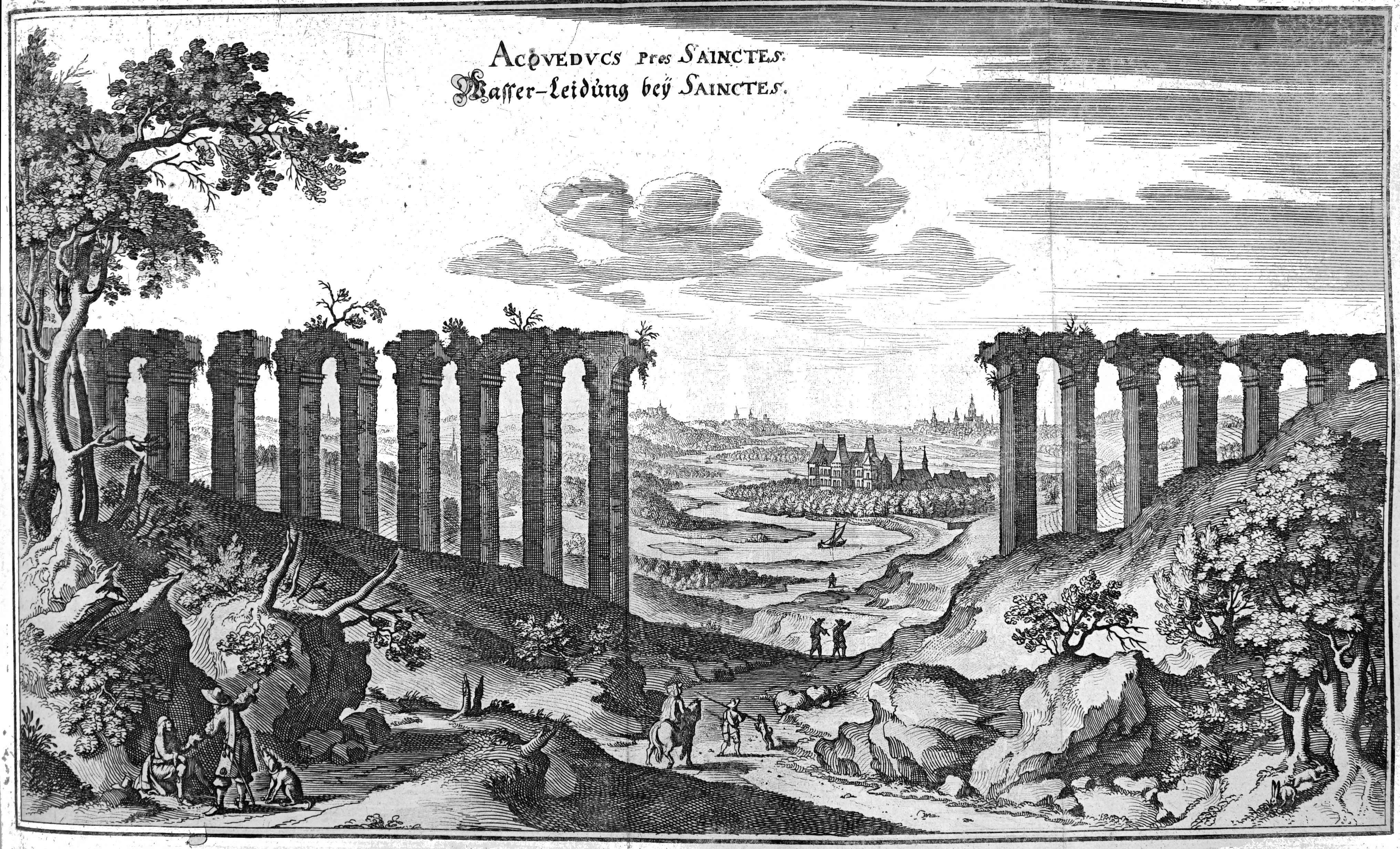
L'aqueduc, image tirée du Topographia Galliæ de 1661.

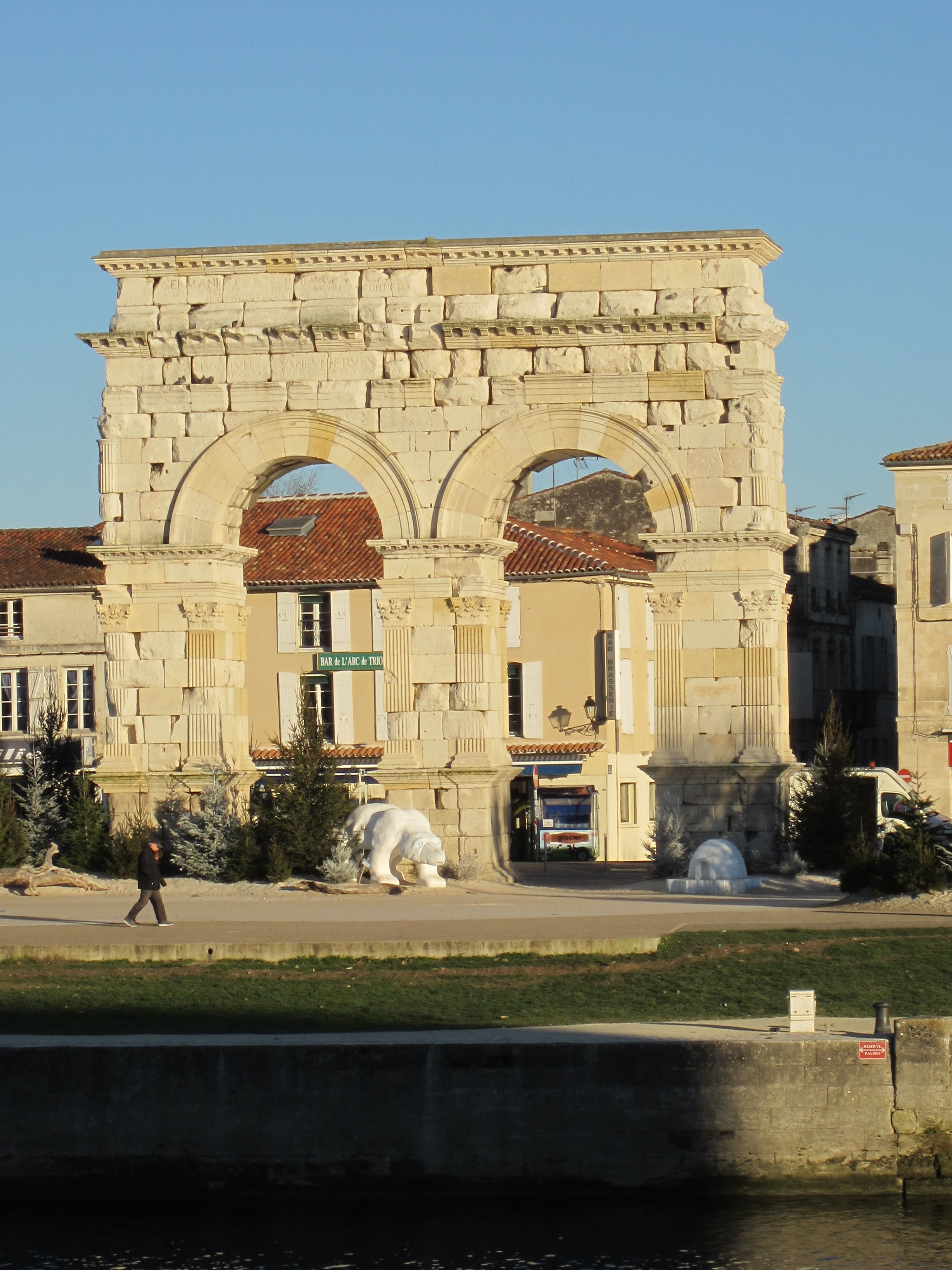
L'arc de Germanicus (19 apr. J.-C.), reconstruit sur la rive droite de la Charente, témoigne de l'antique Mediolanum Santonum.

Des traces de fossés et des vestiges de céramiques datant de la période finale du Néolithique (-2900 à -2500 avant l'ère chrétienne) localisés à proximité du lieu-dit de Diconche témoignent de l'occupation précoce de l'actuel territoire communal par les hommes de la civilisation de Peu-Richard. En 2005, des fouilles effectuées au Petit Chadignac ont révélé la présence d’un camp néolithique ainsi que des enclos de La Tène ancienne.
S'il apparaît comme vraisemblable qu'un ou plusieurs oppida aient pu voir le jour sous l'impulsion du peuple celte des Santones, maîtres de la région depuis au moins le troisième siècle avant l'ère chrétienne, l'émergence d'une véritable ville n'est attestée qu'après la conquête du territoire par les armées romaines, soit au milieu du premier siècle avant l'ère chrétienne. Elle acquiert rapidement une importance considérable, devenant sous le principat d'Auguste la première capitale de la province romaine d'Aquitaine sous le nom de Mediolanum Santonum. Un premier aqueduc amène l'eau à Saintes en 20 apr. J.-C..
La ville se pare d'imposants monuments romains sous le règne des Julio-Claudiens (amphithéâtre, arc de Germanicus), des Flaviens et des Antonins (thermes de Saint-Saloine). Vers le milieu du IIe siècle, elle compte sans doute entre 10 000 et 20 000 habitants et s'étend sur près de 100 hectares. Près d'un siècle plus tard, invasions et périodes d'anarchie conduisent au repli de la cité dans un castrum ceint par un rempart édifié à l'aide de matériaux issus du démantèlement de plusieurs basiliques et mausolées. Cette époque voit sans doute l'introduction du christianisme sous l'impulsion de celui que la tradition donne pour premier évêque et martyr, Eutrope.
Les profondes modifications de la topographie urbaine n'empêchent pas la cité de demeurer un centre intellectuel relativement important, accueillant notamment le poète et grammairien Ausone.
Le Haut Moyen Âge est marqué par une succession d'invasions (Wisigoths, Vikings et Sarrasins) et par une relative instabilité politique qui voit la cité être intégrée à deux reprises à un royaume d'Aquitaine, d'abord sous la houlette de rois mérovingiens, puis de rois carolingiens. Cette période d'instabilité culmine aux IXe et Xe siècles avec la vacance du siège épiscopal (864-989) et la mort sans successeur du dernier comte de Saintes, Landri (866).

Saintes sur la Via Turonensis. La ville est une halte jacquaire depuis le XIe siècle.

Au XIe siècle, la ville, désormais intégrée au duché d'Aquitaine, voit la consolidation de ses remparts et l'érection d'un château fort sur la colline du Capitole. Dans le même temps, les clunisiens prennent en charge la construction d'une basilique consacrée à Saint-Eutrope, laquelle devient rapidement une halte sur le chemin des pèlerins en route vers Saint-Jacques-de-Compostelle. En parallèle est fondée une abbaye bénédictine pour femmes sur la rive droite de la Charente : l'abbaye aux Dames.
Le remariage de la duchesse Aliénor d'Aquitaine avec le comte d'Anjou Henri II Plantagenêt, futur roi d'Angleterre, conduit à l'intégration de la province à un ensemble anglo-aquitain. En 1242, une révolte du comte de la Marche Hugues X de Lusignan contre le roi Louis IX conduit à la levée d'une armée par le souverain français et au débarquement d'un corps expéditionnaire mené par le duc d'Aquitaine et roi d'Angleterre Henri III. La rencontre entre les deux armées, connue sous le nom de bataille de Taillebourg, a lieu sous les remparts de Saintes. Vaincu, le duc d'Aquitaine n'a d'autre solution que d'entériner la perte d'une partie de la Saintonge, la cité devenant une ville-frontière entre domaines français et anglo-aquitain.
En 1360, avec le traité de Brétigny, la ville, comme toute la Saintonge septentrionale, repasse aux mains des Anglais. Du 11 au 14 octobre 1361, Jean Chandos, lieutenant du roi Édouard III d'Angleterre et connétable d'Aquitaine, chargé d'appliquer le traité de Brétigny en particulier en Basse Saintonge, prend possession de la ville. Les « consuls » lui en remettent les clefs, ainsi que celle du pont. Jean Chandos les confie à Jehan de Boursy qui est nommé gouverneur. Puis il reçoit les serments de fidélité au roi d'Angleterre des principales personnalités de la ville.
La ville est définitivement rattachée à la France en 1404.
En mai 1472, par ses lettres patentes, Louis XI confirme les privilèges de la ville, à la suite de la mort du duc de Guyenne, son frère. En faveur de Saintes, il précise encore, en août 1476, les droits de la ville.
Au XVIe siècle, les conflits entre factions catholiques et protestantes conduisent à la destruction partielle de plusieurs monuments de la ville. La paix revenue voit le développement d'une politique de contre-Réforme marquée par l'implantation de nombreux ordres religieux, tandis que la relative tolérance vis-à-vis des huguenots s'amenuise au fil des années, provoquant une émigration d'une partie de la population réformée.
En 1648, le siège épiscopal de Maillezais est transféré à La Rochelle afin de contrer l'influence protestante, il détache dès lors le pays d'Aunis à l'évêché de Saintes. Cependant le chapitre de Saintes consent au démembrement de son diocèse à condition d'une indemnisation.
Le 31 décembre 1788 sous l'autorisation du comte de La Tour du Pin, les trois ordres se réunissent en assemblée à l'hôtel de ville sous la présidence de l'abbé Delaage
Le XVIIIe siècle voit la cité se doter d'un plan d'urbanisme moderne. Des intendants tels que Guéau de Reverseaux engagent une politique de grands travaux se traduisant notamment par le percement de grandes artères rectilignes destinées à « assainir » la ville. Des hôtels particuliers sont élevés, tandis qu'est fondée une éphémère école de chirurgie.

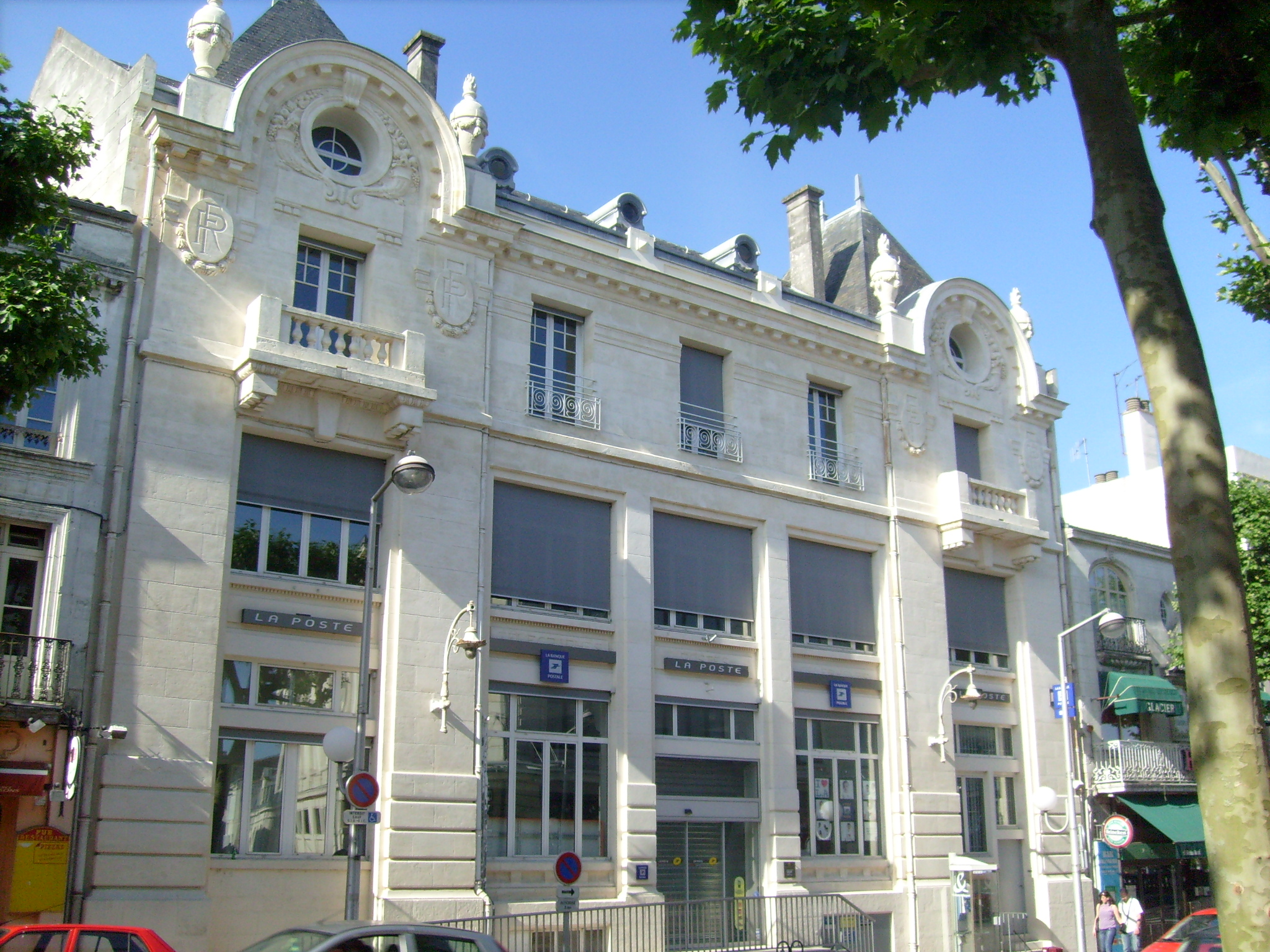
L'hôtel des postes est situé sur le cours national.

Le 24 janvier 1789, le roi Louis XVI signe un édit convoquant les États-Généraux à Versailles pour le mois de mai. Les trois ordres désignent leurs représentants au mois de mars. La sénéchaussée envoie huit députés dont Jean-Frédéric de La Tour du Pin, et M. de Richier pour représenter la noblesse. Pierre-Louis de La Rochefoucauld, évêque de Saintes ainsi que Bernard de Labrousse de Bauregard, curé de Champagnolles afin de représenter le clergé. Jean-Nicolas Lemercier, seul député saintais du Tiers-État. Le printemps et l'été 1789 sont marqués par de grandes manifestations patriotiques, tandis que la Grande Peur atteint Saintes le 30 juillet,,. La rumeur s’arrête à Saintes, mais l’épisode vaut au maire Gaudriaud d’être destitué et entraîne la création rapide d’une Garde nationale. Un comité permanent constitué de 24 membres prend en main les destinées de la ville, sous la direction de Jacques Garnier. Une de ses missions est de faire la chasse aux « accapareurs » et autres « monopoleurs » qui constituent des stocks de grains et font monter le prix du pain. En 1790, Saintes devient chef-lieu du tout jeune département de la Charente-Inférieure, non sans contestations, La Rochelle et Saint-Jean-d'Angély revendiquant également de recevoir les administrations centrales du département.
La constitution civile du clergé marque un tournant dans les événements. Le pape s'étant montré hostile à cette décision unilatérale, l'évêque de Saintes Pierre-Louis de La Rochefoucauld refuse de prêter le serment constitutionnel, même si les curés jureurs sont majoritaires dans le district (62 %). Arrêté, conduit à Paris, il est assassiné au mois de septembre 1792 lors des massacres de Septembre. Peu après la chute de la royauté, une convention est organisée. Jacques Garnier et André-Antoine Bernard, dit de Saintes (député à la convention et futur membre du comité de sûreté générale) sont élus. Lorsque la Terreur est déclarée « à l'ordre du jour », une guillotine est installée sur l'actuelle esplanade du Maréchal-Foch. Les églises et couvents, vendus comme biens nationaux, sont reconvertis par les bourgeois les ayant acheté en étables ou greniers ; la ville se sert de quelques-unes comme prison pour les prêtres réfractaires,. Après l’épuration qui suit le coup d’État du 9-Thermidor, la fin de la décennie reste agitée : la municipalité est destituée après le coup d'État du 18 fructidor an V (1797), et seules les armes empêchent les jacobins de remporter les élections suivantes, le 22 floréal an VI.
En 1802, une réorganisation des circonscriptions ecclésiastiques fait perdre à Saintes son statut d'évêché. L'ancien diocèse de Saintes est rattaché à celui de La Rochelle. Huit ans plus tard, la préfecture est transférée à La Rochelle, marquant le début d'une période de marasme économique qui ne prend fin que sous le Second Empire.
L'arrivée du chemin de fer en 1867 et la création d'ateliers de réparation conduisent au développement d'un quartier cheminot relativement important. Pendant la répression de janvier et février 1894, la police y effectue des perquisitions visant les anarchistes qui y résident, sans réel succès,,. C'est l'un des quartiers les plus touchés par le bombardement du 24 juin 1944, au cours duquel périssent près de 300 personnes. La reconstruction de la ville se termine en décembre 1956.
La valorisation du patrimoine de la commune conduit à l'obtention du label des villes d'art en 1967, puis de ville d'art et d'histoire en 1986.

## Administration et politique
L'hôtel de ville est aménagé en 1832 dans l'ancien doyenné du chapitre épiscopal. Ravagé par un violent incendie en 1871, le bâtiment est repris par l'architecte Charles Brouty.

### Tendances politiques et résultats
L'importance du secteur industriel (et particulièrement des ateliers de réparation des chemins de fer) a longtemps favorisé la prégnance des idées socialistes et radical-socialistes. Malgré quelques parenthèses (1971-1977 et 2001-2008) les élections municipales organisées depuis 1919 sont ainsi toutes remportées par des candidats de gauche (PRS d'abord, SFIO puis PS ensuite).
Les résultats des deux derniers scrutins présidentiels illustrent également cette tendance : au premier tour de l'élection présidentielle de 2002, le candidat socialiste Lionel Jospin arrive ainsi en tête (18,99 %) devant ses adversaires Jacques Chirac (18,12 %) et Jean-Marie Le Pen (12,24 %). Le caractère unique du second tour opposant Jacques Chirac à Jean-Marie Le Pen se traduit par une baisse de près de dix points du taux d'abstention (passant de 27,04 % au premier tour à 18,74 % au second). Le 5 mai 2002, Jacques Chirac totalise un score de 86,74 %, tandis que son opposant frontiste ne parvient à obtenir que 13,26 % des suffrages.

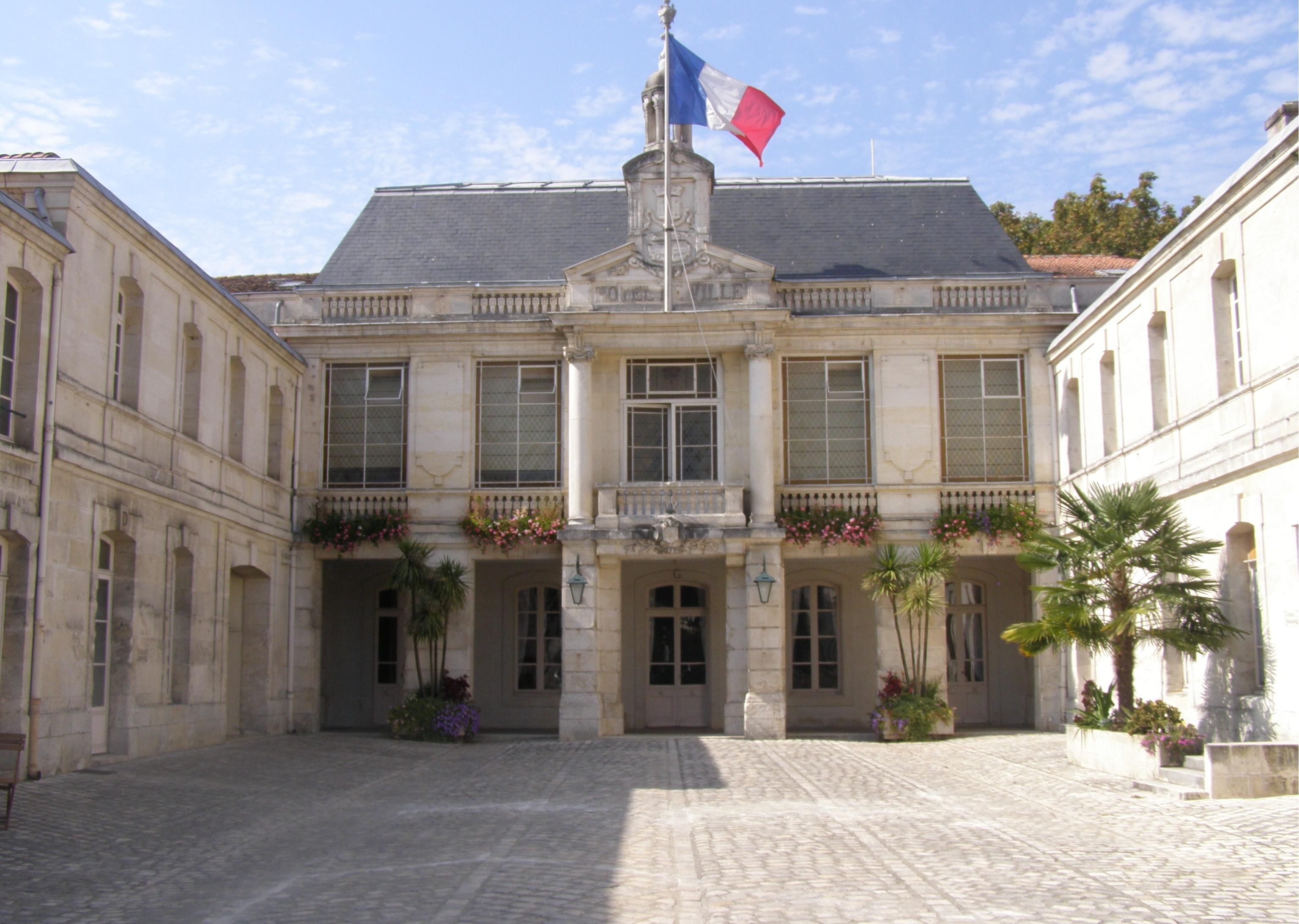
La cour d'honneur de l'hôtel de ville.

Lors du premier tour de l'élection présidentielle de 2007, c'est de nouveau la candidate socialiste Ségolène Royal qui obtient le plus de suffrages (32,74 %) devant le candidat de l'UMP Nicolas Sarkozy (27,02 %) et le candidat du MoDem François Bayrou (18,97 %). Nicolas Sarkozy réalise une performance moindre par rapport à ses résultats au niveau national (31,18 %) ou départemental (30,09 %) mais reste néanmoins largement au-dessus de sa moyenne au niveau régional (22,22 %). Le taux d'abstention enregistré dans la commune est relativement faible au regard du précédent scrutin, s'établissant à 17,05 %.
Lors du second tour opposant Ségolène Royal à Nicolas Sarkozy, c'est Ségolène Royal qui remporte le plus grand nombre de suffrages (54,09 %) avec près de dix points de plus que Nicolas Sarkozy (45,91 %). La mobilisation des électeurs de tous bords explique un taux d'abstention exceptionnellement bas (15,92 %).
La relative prédominance des partis de gauche est nettement moins marquée dans le résultat des élections législatives de la troisième circonscription (centrée sur Saintes), lesquels se caractérisent par une alternance entre gauche et droite depuis près de vingt ans. Ainsi, lors des élections de 1988, si le candidat du PS Roland Beix remporte le scrutin dès le premier tour, celui-ci doit laisser son siège de député au RPR Xavier de Roux aux élections de 1993. Quatre ans plus tard, ce dernier doit à son tour s'incliner face au candidat du PS Jean Rouger, avant de retrouver son siège à la faveur du scrutin de 2002. L'alternance se poursuit en 2007 avec l'élection de la candidate socialiste Catherine Quéré.
Les élections municipales de 2001 voient la victoire de la candidate DVD Bernadette Schmitt face au candidat PS Jean Moulineau. Celle-ci devient ainsi la première femme à occuper le poste de maire de Saintes.
Le premier tour des élections municipales de 2008 est marqué par une courte avance de Jean Rouger (28,89 %), tête de liste de « Saintes en harmonie » (PS) face à la candidate sortante Bernadette Schmitt (26,47 %) et sa liste « Faisons battre le cœur de Saintes » (DVD). Arrivé en troisième position, Philippe Callaud (16,04 %), tête de liste de « Saintes Citoyenne 2008 » (PRG) se désiste en faveur de Jean Rouger, laissant Jean-Philippe Ardouin (13,84 %) et sa liste « Mieux vivre à Saintes » (MoDem) en position d'arbitre.
Au second tour, la liste d'union de la gauche conduite par Jean Rouger remporte finalement le scrutin (49,21 %) à l'issue d'une triangulaire l'opposant à Bernadette Schmitt (34,63 %) et à Jean-Philippe Ardouin (16,16 %). Durant ce scrutin, le taux de participation est de 61,05 % sur un total de 18 565 inscrits.
| Élections présidentielles, résultats des deuxièmes tours.                                                            | Élections présidentielles, résultats des deuxièmes tours. | Élections présidentielles, résultats des deuxièmes tours. | Élections présidentielles, résultats des deuxièmes tours. | Élections présidentielles, résultats des deuxièmes tours. | Élections présidentielles, résultats des deuxièmes tours. | Élections présidentielles, résultats des deuxièmes tours. | Élections présidentielles, résultats des deuxièmes tours. |
| Année | Élu                                                       | Élu                                                       | Élu                                                       | Battu                                                     | Battu                                                     | Battu                                                     | Participation                                             |
| --- | --------------------------------------------------------- | --------------------------------------------------------- | --------------------------------------------------------- | --------------------------------------------------------- | --------------------------------------------------------- | --------------------------------------------------------- | --------------------------------------------------------- |
| 2002 | 86,74 %                                                   | Jacques Chirac                                            | RPR                                                       | 13,26 %                                                   | Jean-Marie Le Pen                                         | FN                                                        | 81,26 %                                                   |
| 2007 | 45,91 %                                                   | Nicolas Sarkozy                                           | UMP                                                       | 54,09 %                                                   | Ségolène Royal                                            | PS                                                        | 84,08 %                                                   |
| 2012 | 57,49 %                                                   | François Hollande                                         | PS                                                        | 42,51 %                                                   | Nicolas Sarkozy                                           | UMP                                                       | 75,71 %                                                   |
| 2017 | 74,26 %                                                   | Emmanuel Macron                                           | EM                                                        | 25,74 %                                                   | Marine Le Pen                                             | FN                                                        | 72,01 %                                                   |
| 2022 | 63,29 %                                                   | Emmanuel Macron                                           | LREM                                                      | 36,71 %                                                   | Marine Le Pen                                             | RN                                                        | 70,55 %                                                   |
| Élections législatives, résultats des deux meilleurs scores du dernier tour de scrutin.                              |                                                           |                                                           |                                                           |                                                           |                                                           |                                                           |                                                           |
| Année | Élu                                                       | Élu                                                       | Élu                                                       | Battu                                                     | Battu                                                     | Battu                                                     | Participation                                             |
| Saintes est répartie sur plusieurs circonscriptions, cf. les résultats des .                                         |                                                           |                                                           |                                                           |                                                           |                                                           |                                                           |                                                           |
| Avant 2010, Saintes est répartie sur plusieurs circonscriptions, cf. les résultats des .                             |                                                           |                                                           |                                                           |                                                           |                                                           |                                                           |                                                           |
| 2002 | 50,86 %                                                   | Jean Rouger                                               | PS                                                        | 49,14 %                                                   | Xavier de Roux                                            | UMP                                                       | 64,42 %                                                   |
| 2007 | 55,36 %                                                   | Catherine Quéré                                           | PS                                                        | 44,64 %                                                   | Xavier de Roux                                            | UMP                                                       | 62,20 %                                                   |
| Après 2010, Saintes est répartie sur plusieurs circonscriptions, cf. les résultats de .                              |                                                           |                                                           |                                                           |                                                           |                                                           |                                                           |                                                           |
| 2012 | 59,90 %                                                   | Catherine Quéré                                           | PS                                                        | 40,10 %                                                   | Frédéric Neveu                                            | UMP                                                       | 53,25 %                                                   |
| 2017 | 55,35 %                                                   | Jean-Philippe Ardouin                                     | EM                                                        | 44,65 %                                                   | Frédéric Neveu                                            | LR                                                        | 40,22 %                                                   |
| 2022 | %                                                         |                                                           |                                                           | %                                                         |                                                           |                                                           | %                                                         |
| 2024 | %                                                         |                                                           |                                                           | %                                                         |                                                           |                                                           | %                                                         |
| Élections européennes, résultats des deux meilleurs scores.                                                          |                                                           |                                                           |                                                           |                                                           |                                                           |                                                           |                                                           |
| Année | Liste 1re                                                 | Liste 1re                                                 | Liste 1re                                                 | Liste 2e                                                  | Liste 2e                                                  | Liste 2e                                                  | Participation                                             |
| 2004 | 35,47 %                                                   | Bernard Poignant                                          | PS                                                        | 14,88 %                                                   | Roselyne Bachelot                                         | UMP                                                       | 47,75 %                                                   |
| 2009 | 25,55 %                                                   | Christophe Béchu                                          | UMP                                                       | 19,36 %                                                   | Bernadette Vergnaud                                       | PS                                                        | 40,50 %                                                   |
| 2014 | 20,63 %                                                   | Brice Hortefeux                                           | UMP                                                       | 18,36 %                                                   | Marine Le Pen                                             | FN                                                        | 41,66 %                                                   |
| 2019 | 25,19 %                                                   | Nathalie Loiseau                                          | LaRem                                                     | 18,80 %                                                   | Jordan Bardella                                           | RN                                                        | %                                                         |
| 2024 | %                                                         |                                                           |                                                           | %                                                         |                                                           |                                                           | %                                                         |
| Élections régionales, résultats des deux meilleurs scores.                                                           |                                                           |                                                           |                                                           |                                                           |                                                           |                                                           |                                                           |
| Année | Liste 1re                                                 | Liste 1re                                                 | Liste 1re                                                 | Liste 2e                                                  | Liste 2e                                                  | Liste 2e                                                  | Participation                                             |
| 2004 | 57,03 %                                                   | Ségolène Royal                                            | PS                                                        | 34,96 %                                                   | Élisabeth Morin-Chartier                                  | UMP                                                       | 69,77 %                                                   |
| 2010 | 61,86 %                                                   | Ségolène Royal                                            | PS                                                        | 38,14 %                                                   | Dominique Bussereau                                       | UMP                                                       | 50,06 %                                                   |
| 2015 | 45,73 %                                                   | Alain Rousset                                             | PS                                                        | 35,99 %                                                   | Virginie Calmels                                          | LR                                                        | 51,60 %                                                   |
| 2021 | %                                                         |                                                           |                                                           | %                                                         |                                                           |                                                           | %                                                         |
| Élections cantonales                                                                                                 |                                                           |                                                           |                                                           |                                                           |                                                           |                                                           |                                                           |
| Année | Élu                                                       | Élu                                                       | Élu                                                       | Battu                                                     | Battu                                                     | Battu                                                     | Participation                                             |
| Saintes est répartie sur plusieurs cantons, cf. les résultats de ceux de Saintes-Nord, Saintes-Ouest et Saintes-Est. |                                                           |                                                           |                                                           |                                                           |                                                           |                                                           |                                                           |
| 2001 | %                                                         |                                                           |                                                           | %                                                         |                                                           |                                                           | %                                                         |
| 2004 | %                                                         |                                                           |                                                           | %                                                         |                                                           |                                                           | %                                                         |
| 2008 | %                                                         |                                                           |                                                           | %                                                         |                                                           |                                                           | %                                                         |
| 2011 | %                                                         |                                                           |                                                           | %                                                         |                                                           |                                                           | %                                                         |
| Élections départementales, résultats des deux meilleurs scores du dernier tour de scrutin.                           |                                                           |                                                           |                                                           |                                                           |                                                           |                                                           |                                                           |
| Année | Élus                                                      | Élus                                                      | Élus                                                      | Battus                                                    | Battus                                                    | Battus                                                    | Participation                                             |
| Saintes est répartie sur plusieurs cantons, cf. les résultats de ceux de .                                           |                                                           |                                                           |                                                           |                                                           |                                                           |                                                           |                                                           |
| 2015 | 50,31 %                                                   | Christophe Dourthe & Brigitte Favreau                     | PS                                                        | 49,69 %                                                   | Régis Sainte Marie Pricot & Mélissa Trouvé                | Union de la Droite                                        | 45,60 %                                                   |
| 2021 | %                                                         |                                                           |                                                           | %                                                         |                                                           |                                                           | %                                                         |
| Référendums. |                                                           |                                                           |                                                           |                                                           |                                                           |                                                           |                                                           |
| Année | Oui (national)                                            | Oui (national)                                            | Oui (national)                                            | Non (national)                                            | Non (national)                                            | Non (national)                                            | Participation                                             |
| 1992 | 54,22 % (51,04 %)                                         | 54,22 % (51,04 %)                                         | 54,22 % (51,04 %)                                         | 45,78 % (48,96 %)                                         | 45,78 % (48,96 %)                                         | 45,78 % (48,96 %)                                         | 66,15 %                                                   |
| 2000 | 77,84 % (73,21 %)                                         | 77,84 % (73,21 %)                                         | 77,84 % (73,21 %)                                         | 22,16 % (26,79 %)                                         | 22,16 % (26,79 %)                                         | 22,16 % (26,79 %)                                         | 28,24 %                                                   |
| 2005 | 46,89 % (45,33 %)                                         | 46,89 % (45,33 %)                                         | 46,89 % (45,33 %)                                         | 53,11 % (54,67 %)                                         | 53,11 % (54,67 %)                                         | 53,11 % (54,67 %)                                         | 71,29 %                                                   |

### Mairie et conseil municipal
Depuis 1947, sept maires se sont succédé à Saintes:
| Période | Période  | Identité             | Étiquette    | Qualité                                              |
| ------- | -------- | -------------------- | ------------ | ---------------------------------------------------- |
| 1947    | 1971     | André Maudet         | SFIO puis PS | Avocat                                               |
| 1971    | 1977     | Paul Josse           | DVD          | Ingénieur                                            |
| 1977    | 2001     | Michel Baron         | PS           | Médecin, suppléant du député Roland Beix (1988-1993) |
| 2001    | 2008     | Bernadette Schmitt   | DVD          | Ingénieur                                            |
| 2008    | 2014     | Jean Rouger          | PS           | Médecin                                              |
| 2014    | 2020     | Jean-Philippe Machon | DVD          | Cadre commercial                                     |
| 2020    | En cours | Bruno Drapron        | Horizons     | Sapeur-pompier professionnel                         |

### Région
À la suite de la réforme administrative de 2014 ramenant le nombre de régions de France métropolitaine de 22 à 13, la commune appartient depuis le 1er janvier 2016 à la région Nouvelle-Aquitaine, dont la capitale est Bordeaux. De 1972 au 31 décembre 2015, elle a appartenu à la région Poitou-Charentes, dont le chef-lieu était Poitiers.

### Cantons
Jusqu'en 2015, la ville est le chef-lieu de trois cantons (Saintes-Nord, Saintes-Ouest et Saintes-Est) regroupant au total vingt communes.
Pour les élections départementales de mars 2015, le nombre de cantons du département diminue, passant de 51 à 27. Les trois cantons de Saintes disparaissent et la commune fait alors partie du canton de Saintes dont elle est le bureau centralisateur.
| Conseiller général                           | Canton                  | Code cantonal | Population (1999) | Communes |
| -------------------------------------------- | ----------------------- | ------------- | ----------------- | -------- |
| Philippe Callaud et Véronique Abelin-Drapron | Canton de Saintes       | 17 20         | 25 312 hab.       | 1        |
| Christophe Dourthe                           | Canton de Saintes-Nord  | 17 34         | 15 504 hab.       | 6        |
| Isabelle Pichard-Chauche                     | Canton de Saintes-Ouest | 17 35         | 15 391 hab.       | 9        |
| Jean-Yves Quéré                              | Canton de Saintes-Est   | 17 51         | 12 962 hab.       | 7        |

### Intercommunalité
Saintes fait partie de la communauté d'agglomération de Saintes qu'elle préside et qui regroupe 35 communes. Cette importante intercommunalité est également située dans le Pays de Saintonge romane dont le siège administratif est aussi fixé à Saintes.
Le réseau de villes Charente-Océan lie les municipalités de Saintes en Charente-Maritime et celle de Cognac en Charente. Cette alliance des deux villes, distantes de seulement 25 kilomètres, a été facilitée par le rapprochement politique des deux municipalités à la suite du basculement à gauche aux élections de 2008. D'autres villes sont pressenties pour rejoindre ce réseau : Angoulême, Châteauneuf-sur-Charente, Jarnac, Tonnay-Charente et Rochefort. Des coopérations autour du fleuve de la Charente dans les domaines du tourisme, du patrimoine, de l'économie ou du sport sont envisagées.

### Budget et fiscalité
Le budget municipal principal 2008 se montait à 42 736 000 € dont 11 762 000 € d'investissement et 30 974 000 € de fonctionnement.
En 2009, la taxe d'habitation prélevée par la commune était de 15,55 %. La taxe foncière sur les propriétés bâties était de 30,52 % tandis que la taxe foncière sur les propriétés non bâties était de 46,30 %.
Lors du débat d'orientation budgétaire qui s'est tenu au mois de novembre 2009, les membres de la majorité se sont prononcés pour une augmentation de 17 % de la taxe foncière en 2010. Cette augmentation doit permettre de couvrir une partie des dépenses du programme de rénovation urbaine (rénovation des logements sociaux, mise en valeur du site Saint-Louis et revitalisation de la rive droite notamment).

### Instances judiciaires et administratives

#### Juridictions

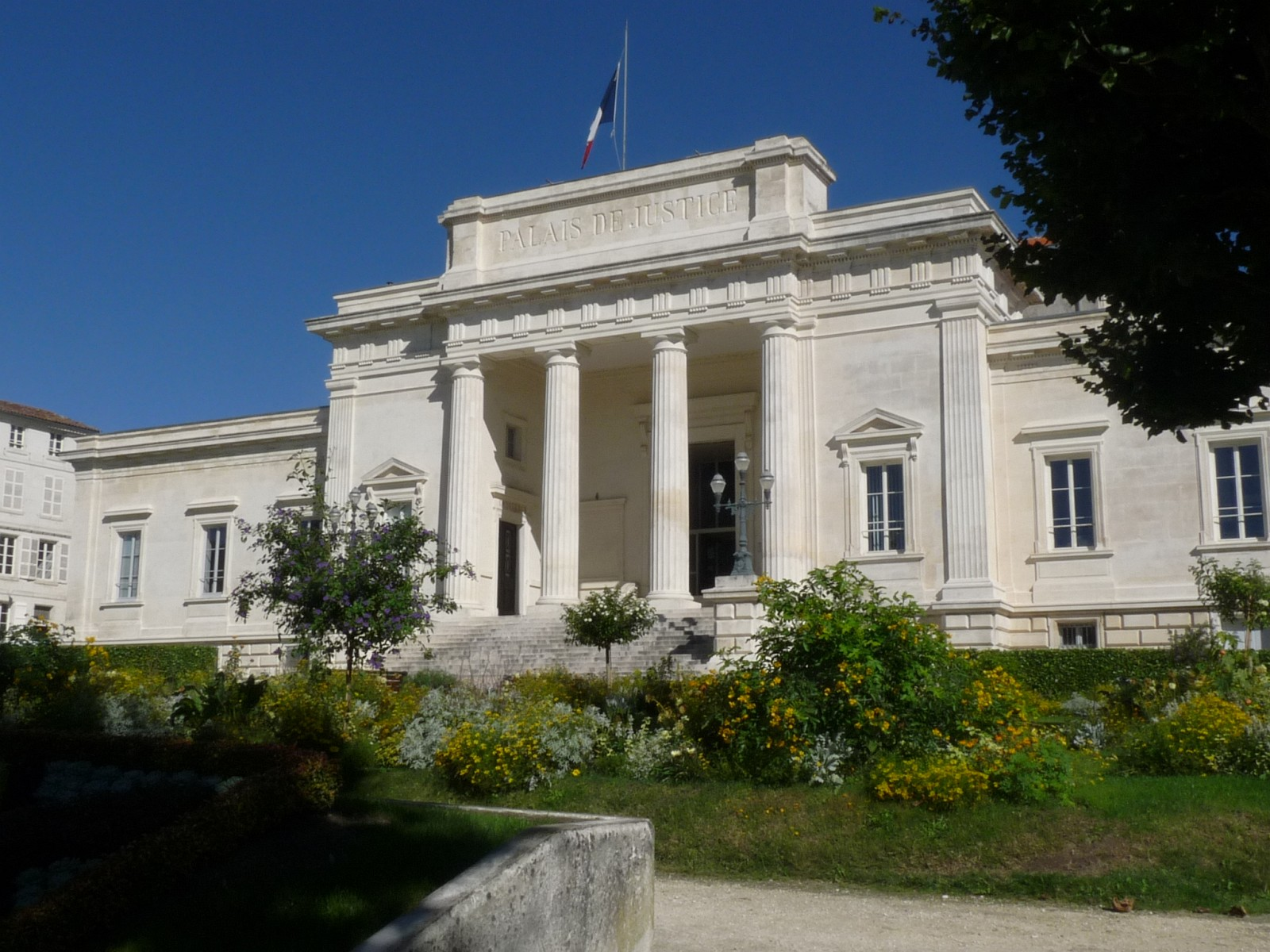
Le palais de justice, siège de la cour d'assises.

Le palais de justice de Saintes est le siège de la cour d'assises de la Charente-Maritime. Ses locaux abritent également un tribunal d'instance, un tribunal de grande instance et un tribunal de commerce. Le conseil des prud'hommes est établi dans un bâtiment distinct.
La commune dépend par ailleurs de la cour d'appel et du tribunal administratif de Poitiers, de la cour administrative d'appel de Bordeaux et du tribunal pour enfants de Rochefort.
La réforme de la carte judiciaire voulue par Rachida Dati entraînera le déménagement du tribunal pour enfants de Rochefort vers Saintes en janvier 2011.
La ville de Saintes dispose d'une maison d'arrêt destinée à recevoir les prévenus ainsi que les condamnés à une peine n'excédant pas un an. Lui est adjoint un service pénitentiaire d'insertion et de probation (SPIP) chargé notamment de la réinsertion des prisonniers.

#### Événements
Créés en 1994, les « Entretiens de Saintes » étaient un colloque annuel réunissant professionnels du droit (magistrats, avocats, bâtonniers), ministres et élus de tous horizons autour de thèmes liés à l'actualité judiciaire. En 2009, ce rendez-vous a été remplacé par les « Entretiens de Royan » qui devraient désormais se tenir chaque année dans la ville éponyme, distante d'une trentaine de kilomètres.

#### Forces de l'ordre
Située en zone de police d'État (compétence de la police nationale), la commune de Saintes est dotée d'un commissariat de police et d'une antenne du service départemental de l'information générale (SDIG). Cette dernière, assure le renseignement territorial sur l'ensemble de l'arrondissement.
La Gendarmerie nationale, compétente en zone rurale, a implanté son siège (gendarmerie nationale et gendarmerie d'autoroute) sur la commune.
Le taux de criminalité était de 90 ‰ en 2005, montrant une légère augmentation des actes délictueux par rapport à l'année 2004 (84,4 ‰) sans toutefois atteindre le niveau de l'année 2003 (100,6 ‰). D'une manière générale, les rapports de police relevaient une augmentation de plus de 10 % des actes de délinquance de voie publique entre 1996 et 2005, principalement en centre-ville et dans certains quartiers périphériques (la Fenêtre, Recouvrance notamment).
De 2003 à 2005, les délits ayant connu la plus nette augmentation étaient les dommages aux biens (passant de 357 à 390) et les agressions (27 à 31), tandis que la revente et la consommation de produits stupéfiants était en constante diminution (passant respectivement de 33 à 7 cas relevés et de 119 à 82).
Dans les principaux quartiers périphériques (Bellevue, les Boiffiers) les rapports indiquaient une recrudescence des actes d'incivilité entre 2002 et 2005. Durant la même période, ces mêmes rapports montraient un accroissement des violences scolaires (vols, agressions physiques et/ou verbales), principalement dans les collèges (+8 %).
Pour ce qui est de l'accidentologie, le nombre global d'accidents a également légèrement augmenté entre 2003 et 2005, passant de 172 en 2003 à 268 en 2005. Le nombre de cas avérés de conduite en état d'ébriété a cependant décru, passant de 110 en 2003 à 104 en 2005.

#### Pompiers
Saintes est l'un des quatre centres de secours principaux (CSP) de Charente-Maritime (avec La Rochelle, Rochefort et Royan).

### Jumelage et coopération
Au 29 septembre 2010, Saintes est jumelée avec :
- Nivelles (Belgique) depuis 1956[171]
- Tombouctou (Mali) depuis 1978[171]
- Vladimir (Russie) depuis 1988[171]
- Salisbury (Angleterre) (Grande-Bretagne) depuis 1990[171]
- Cuevas del Almanzora (Espagne) depuis 1996[171]
- Xanten (Allemagne) depuis 2002[171]

## Démographie

### Classement démographique
Par sa population, Saintes est la deuxième ville de la Charente-Maritime avec 26 470 habitants au 1er janvier 2008. Elle se situe après La Rochelle mais devance Rochefort qui est la troisième ville du département.
Avec une superficie communale de 4 555 hectares, la densité de population s'élève à 581 habitants par km2, ce qui en fait la dixième ville la plus densément peuplée de la Charente-Maritime.
En 2008, l’unité urbaine de Saintes qui comprend trois communes regroupe 30 113 habitants, et son aire urbaine, qui inclut 40 communes périurbaines situées dans la zone d’influence forte de la ville, rassemble 60 975 habitants.
Ces différentes données font de Saintes la quatrième agglomération urbaine de la Charente-Maritime, après La Rochelle, Rochefort et Royan, mais son aire urbaine la classe au deuxième rang dans le département, après celle de La Rochelle.
Au niveau régional, elle occupe la sixième place en Poitou-Charentes pour la ville intra-muros, la huitième place pour son agglomération urbaine en 2008 ; elle occupe également le sixième rang des aires urbaines picto-charentaises.

### Évolution démographique
L'évolution du nombre d'habitants est connue à travers les recensements de la population effectués dans la commune depuis 1793. Pour les communes de plus de 10 000 habitants les recensements ont lieu chaque année à la suite d'une enquête par sondage auprès d'un échantillon d'adresses représentant 8 % de leurs logements, contrairement aux autres communes qui ont un recensement réel tous les cinq ans,.

En 2022, la commune comptait 25 312 habitants, en évolution de −0,17 % par rapport à 2016 (Charente-Maritime : +4,04 %, France hors Mayotte : +2,11 %).
| 1793  | 1800   | 1806   | 1821   | 1831   | 1836  | 1841  | 1846   | 1851   |
| ----- | ------ | ------ | ------ | ------ | ----- | ----- | ------ | ------ |
| 8 388 | 10 050 | 10 300 | 10 274 | 10 437 | 9 559 | 9 994 | 11 363 | 11 569 |

| 1856   | 1861   | 1866   | 1872   | 1876   | 1881   | 1886   | 1891   | 1896   |
| ------ | ------ | ------ | ------ | ------ | ------ | ------ | ------ | ------ |
| 11 927 | 10 962 | 11 570 | 12 437 | 13 725 | 15 763 | 17 327 | 18 461 | 20 285 |

| 1901   | 1906   | 1911   | 1921   | 1926   | 1931   | 1936   | 1946   | 1954   |
| ------ | ------ | ------ | ------ | ------ | ------ | ------ | ------ | ------ |
| 18 219 | 19 025 | 20 802 | 19 152 | 20 468 | 20 592 | 21 160 | 23 441 | 23 768 |

| 1962   | 1968   | 1975   | 1982   | 1990   | 1999   | 2006   | 2011   | 2016   |
| ------ | ------ | ------ | ------ | ------ | ------ | ------ | ------ | ------ |
| 25 717 | 26 507 | 26 891 | 25 471 | 25 874 | 25 595 | 26 531 | 25 586 | 25 355 |

| 2021   | 2022   | - | - | - | - | - | - | - |
| ------ | ------ | - | - | - | - | - | - | - |
| 25 518 | 25 312 | - | - | - | - | - | - | - |

### Analyse de l'évolution démographique entre 1999 et 2007

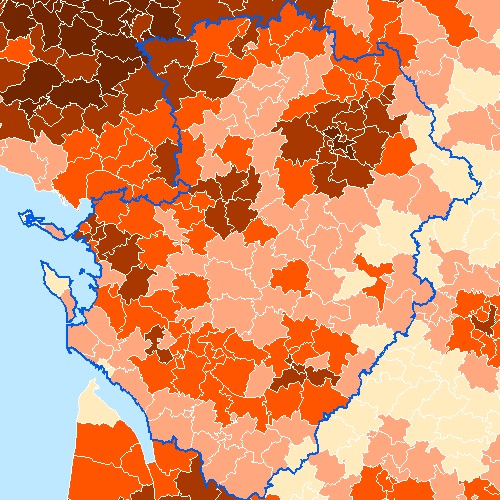
Les moins de 25 ans en Poitou-Charentes. Cette tranche d'âge est particulièrement représentée dans le canton de Saintes-Ouest, qui apparaît ainsi comme l'un des cantons les plus « jeunes » de la région.

D'après les derniers chiffres publiés par l'Insee (recensement de 2007), la population de la ville de Saintes est de 26 401 habitants pour une superficie de 4555 hectares, soit une densité moyenne de population de 580 habitants par km2. Durant la période comprise entre les recensements de 1999 et 2006, la population s'est accrue de 903 habitants, ce qui représente une variation annuelle de population de +0,5 %.
Après avoir subi une période de décroissance démographique lente mais continue depuis 1975, la ville repasse ainsi pour la première fois depuis trente ans au-dessus de la barre des 26 000 habitants. Affichant de nouveau un solde migratoire positif (+0,7 %) après des décennies de quasi-stagnation, la ville reste cependant faiblement déficitaire en ce qui concerne le solde naturel (-0,2 %), ce qui s'explique aussi bien par le vieillissement de la population que par la fuite des jeunes ménages vers les communes périphériques.
Ainsi, le taux de natalité ne cesse de chuter depuis 1968 (il s'élevait alors à 15,3 ‰ contre seulement 9,9 ‰ en 2006), tandis que le taux de mortalité, qui tendait pourtant à diminuer (de 11,6 ‰ en 1968 à 11,1 ‰ en 1990), s'est largement accru durant la période 1990-2006, atteignant même les 12 ‰ en 2006.
L'aire urbaine de Saintes est formée de 31 communes totalisant quelque 55 836 habitants (2006) ce qui en fait la 136e aire urbaine de France. Elle n'inclut cependant pas la troisième couronne périurbaine de la ville, constituée d'une quinzaine de communes résidentielles situées dans un rayon compris entre 12 et 20 kilomètres de la ville-centre, faisant de Saintes le cœur d'un bassin de vie potentiel de 72 000 habitants.

### Pyramide des âges
La population de la commune est relativement âgée.
En 2018, le taux de personnes d'un âge inférieur à 30 ans s'élève à 28,4 %, soit en dessous de la moyenne départementale (29 %). À l'inverse, le taux de personnes d'âge supérieur à 60 ans est de 36,4 % la même année, alors qu'il est de 34,9 % au niveau départemental.
En 2018, la commune comptait 11 148 hommes pour 14 000 femmes, soit un taux de 55,67 % de femmes, largement supérieur au taux départemental (52,15 %).
Les pyramides des âges de la commune et du département s'établissent comme suit.
| Hommes | Classe d’âge | Femmes |
| ------ | ------------ | ------ |
| 1,6    | 90 ou +      | 3,4    |
| 9,7    | 75-89 ans    | 14,2   |
| 19,4   | 60-74 ans    | 23,3   |
| 20,1   | 45-59 ans    | 20,0   |
| 16,1   | 30-44 ans    | 14,4   |
| 18,2   | 15-29 ans    | 13,3   |
| 15,0   | 0-14 ans     | 11,3   |

| Hommes | Classe d’âge | Femmes |
| ------ | ------------ | ------ |
| 1,1    | 90 ou +      | 2,6    |
| 10,1   | 75-89 ans    | 12,6   |
| 22     | 60-74 ans    | 23,2   |
| 20,1   | 45-59 ans    | 19,7   |
| 16,1   | 30-44 ans    | 15,6   |
| 15,2   | 15-29 ans    | 12,7   |
| 15,4   | 0-14 ans     | 13,6   |

## Population et société

### Immigration
La population immigrée établie dans la commune représentait 583 personnes en 1999 (soit 2,3 % de la population totale). La population étrangère représentait quant à elle 1,2 % de la population communale.
Les principaux pays d'origine de cette catégorie de la population sont les pays du Maghreb (essentiellement le Maroc et l'Algérie) du sud de l'Europe (Espagne) et de l'Europe orientale. 48 % des immigrés résidant dans la commune sont originaires des pays d'Afrique et du Maghreb et 15 % proviennent d'Europe de l'Est (chiffres établis en 1999).

### Enseignement
Saintes est située dans l'académie de Poitiers.

#### Enseignement primaire
La commune possède cinq écoles maternelles, cinq écoles élémentaires et quatre groupes scolaires publics répartis dans l'ensemble de l'agglomération. L'école maternelle des Jacobins est implantée dans le centre historique et doit son nom au couvent des jacobins, établissement religieux converti en médiathèque municipale. Elle n'est que peu éloignée de l'école maternelle Émile-Combes, laquelle se situe dans le quartier Saint-Vivien, tandis que les groupes scolaires Jean-Jaurès, Saint-Exupéry et Roger-Perat regroupent écoles maternelles et élémentaires et desservent les quartiers populaires des Boiffiers et de Bellevue, au sud-ouest de l'agglomération.
Les écoles maternelles Saint-Pallais et Le Cormier sont situées sur la rive droite, dans le quartier Saint-Pallais pour la première, dans celui du Cormier pour la seconde. Toujours sur la rive droite, le groupe scolaire Léo Lagrange est implanté dans le quartier du Grand-Coudret. L'école maternelle Saint-Eutrope dessert le quartier éponyme, à l'ouest de l'agglomération.
Aux infrastructures précitées s'ajoutent quatre écoles élémentaires publiques : les écoles Louis-Pasteur (laquelle aménage une classe pour les enfants atteints de troubles envahissants du développement) et Paul-Bert, en centre-ville, l’école Jules-Ferry, dans le faubourg Berthonnière et l'école Nicolas-Lemercier, sur la rive droite.
La commune compte également deux écoles confessionnelles : l’école Marie-Eustelle, dans le quartier Saint-Pallais, regroupant école maternelle et école élémentaire, et l’institut Jeanne-d’Arc, en centre-ville, qui accueille des élèves de la maternelle au collège.

#### Enseignement secondaire

##### Les collèges
Quatre collèges sont situés sur le territoire communal. Trois d'entre eux sont publics : le collège René-Caillé, le collège Agrippa-d’Aubigné et le collège Edgar-Quinet. Le collège Jeanne-d’Arc est un établissement privé sous contrat intégré à une institution catholique, laquelle regroupe également une école maternelle et une école élémentaire.

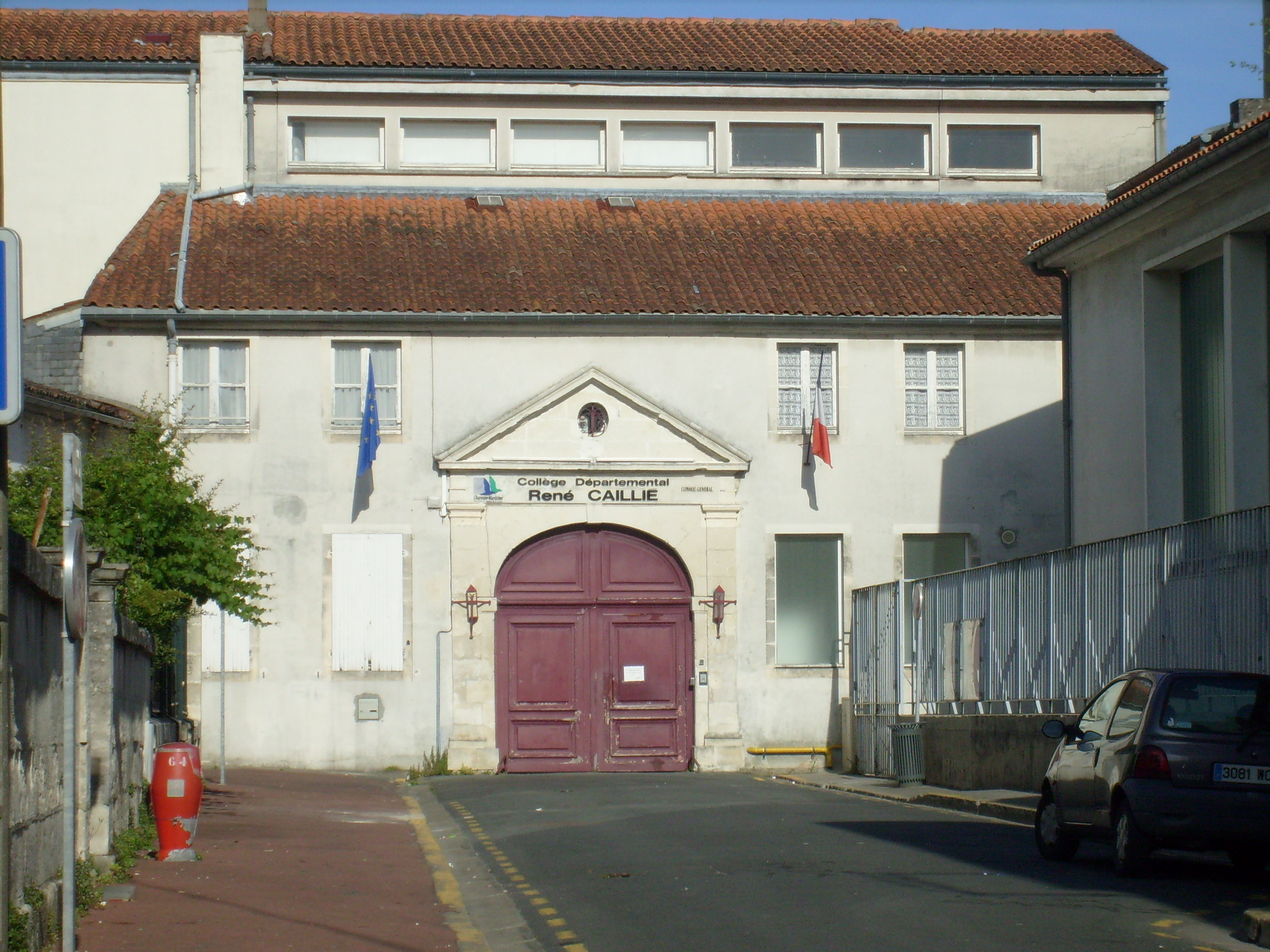
Le collège René-Caillé est situé en centre-ville.

Le collège René-Caillé est installé dans les locaux de l’ancien séminaire des pères de la mission, un établissement religieux implanté durant la période de la contre-Réforme. Dominant la Charente depuis le plateau Saint-Vivien, le corps de bâtiment est édifié en 1644. Après le départ des religieux, le bâtiment est converti en une caserne militaire connue sous le nom de caserne Brémond-d’Ars. Il garde cette affectation jusqu'à la fin de la Seconde Guerre mondiale, puis est vendu à la commune qui le transforme en collège public en 1954. Selon les derniers chiffres de l'académie de Poitiers, le collège accueille 748 élèves pour 50 enseignants. Latin et grec ancien comptent parmi les matières optionnelles qui y sont enseignées ; en parallèle, des stages d'immersion et de découverte professionnelle de trois heures hebdomadaires sont proposés aux élèves qui le désirent. Le collège est pourvu d'un internat et d'un restaurant scolaire.
Le collège Agrippa-d’Aubigné se situe dans la partie orientale de la commune, dans le quartier du Cormier. Selon les derniers chiffres de l'académie de Poitiers (année scolaire 2009-2010), il compte 746 élèves pour 47 enseignants. Il dispose d’une unité pédagogique d'intégration (UPI) et propose plusieurs matières optionnelles dont le latin et la musique. Des stages professionnels de trois heures hebdomadaires sont également proposés aux élèves qui souhaitent se familiariser avec le monde du travail. Le collège a bénéficié en 2008 de travaux de modernisation engagés par le conseil général, lesquels ont conduit à la création d'une salle polyvalente de 200 m2, d'un amphithéâtre et d'un nouvel abri-vélo. Conduits dans le cadre du projet de modernisation des collèges du département, les travaux de réaménagement ont coûté 1,5 million d'euros.
Le collège Edgar-Quinet est implanté dans le quartier des Boiffiers, dans la partie sud-ouest de l'agglomération. Comptant 692 élèves pour 69 enseignants (année scolaire 2009-2010), il propose deux sections d'enseignement général et professionnel adapté (SEGPA) : une SEGPA d'enseignement général et une SEGPA d'enseignement professionnel. Agroalimentaire, bâtiment, services aux collectivités ou structures métalliques figurent parmi les filières proposées. Le collège propose également des classes européennes et des classes bilingues. Des stages d'immersion professionnelle de six heures hebdomadaires sont obligatoires. Des travaux de modernisation des infrastructures ont débuté en avril 2008 et se sont achevés en 2010. Les travaux ont conduit à la création d'une salle polyvalente et une extension de la SEGPA.
Le collège Jeanne-d'Arc est un établissement privé sous contrat établi sur la colline du Capitole, en centre-ville. Il est intégré à une institution catholique.

##### Les lycées d'enseignement général et technologique
L'agglomération compte trois lycées d'enseignement général publics, le lycée Bernard Palissy, le lycée polyvalent régional Bellevue, le lycée Georges-Desclaude et un lycée d'enseignement général privé, le lycée Notre-Dame de Recouvrance. Deux lycées professionnels publics, un lycée professionnel privé et un centre de formation d'apprentis en liaison avec la chambre de commerce et d'industrie de Rochefort et de Saintonge sont également implantés dans la commune.

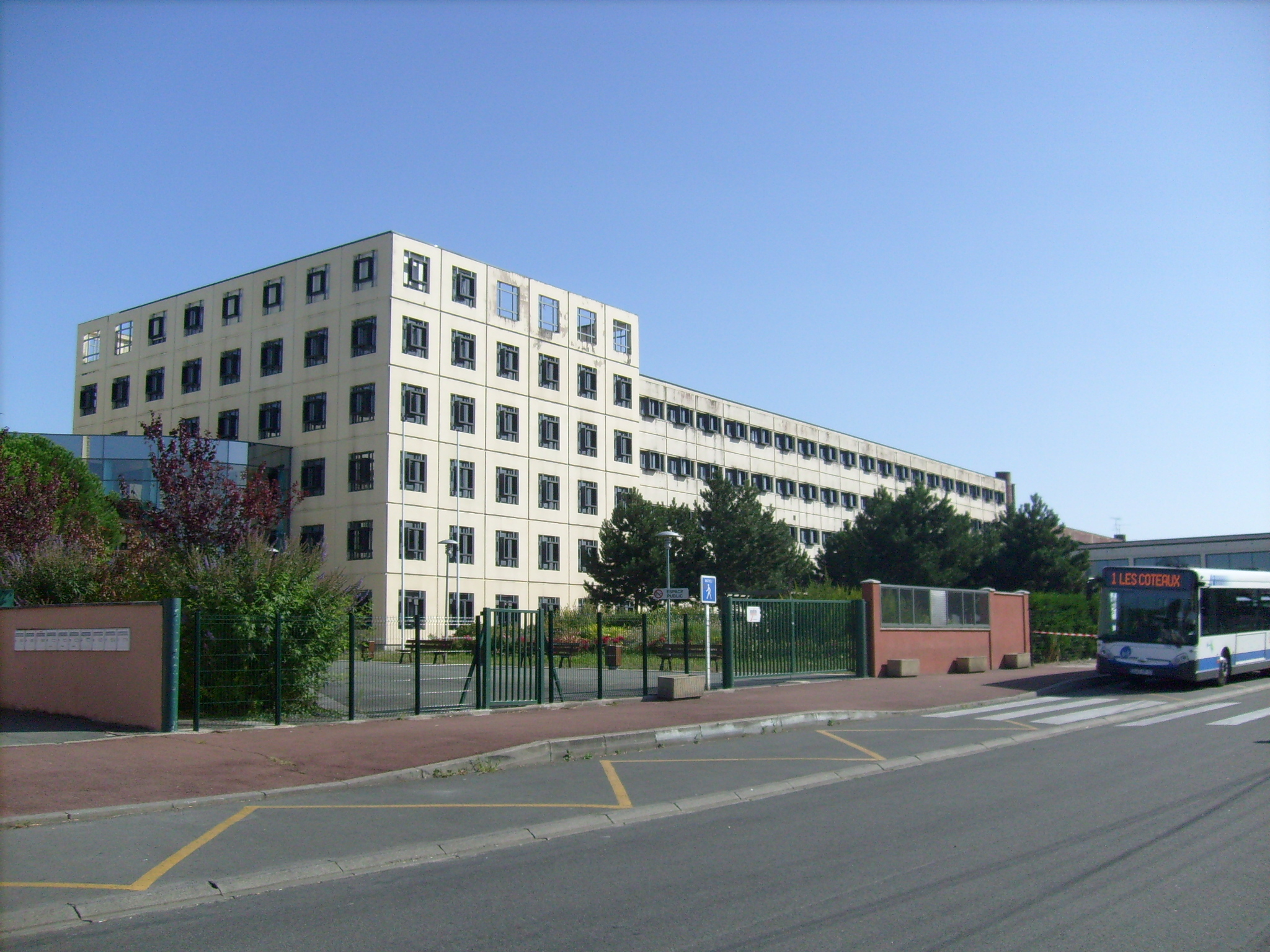
Le lycée Bernard Palissy prépare au baccalauréat technologique STI2D et au baccalauréat général avec l'option « sciences de l'ingénieur ».

Le lycée Bernard-Palissy est localisé dans la partie orientale de la commune, dans le quartier du Grand-Coudret. Il regroupe un lycée professionnel totalisant 320 élèves et 33 enseignants et un lycée général et technologique totalisant 806 élèves, 141 étudiants et apprentis en BTS, et 90 enseignants (année scolaire 2020-2021). Il dispose d'un internat. Parmi les formations proposées figurent bien sûr le Baccalauréat général, mais aussi les Baccalauréats technologiques STI2D et STMG. Les options de Seconde permettant de préparer entre autres le chinois et les sciences de l'ingénieur, ou des sections sportives ou européennes. Il est également possible d'y préparer un BTS en conception de produits industriels, électrotechnique, ou négociation et digitalisation de la relation client. Tous les BTS peuvent y être préparés en alternance (contrat d'apprentissage) grâce à son Unité de Formation d'Apprentis (UFA) coordonnée par le CFA académique de Poitiers. Les baccalauréats professionnels préparés sont Maintenance des systèmes de production connectés, Systèmes numériques et Technicien d'usinage. Les locaux du lycée abritent également le GRETA, le PAPS (pôle d'accompagnement à la persévérance scolaire) et la MLDS (mission de lutte contre le décrochage scolaire).
Le lycée polyvalent régional Bellevue est créé en 1960 comme lycée nationalisé de jeunes filles de Saintes avant de s'ouvrir à la mixité en 1969. Il se situe dans le quartier de Bellevue, au sud-ouest de l'agglomération. Comptant 870 élèves pour 71 professeurs (année scolaire 2009-2010), il propose des filières générales, technologiques et professionnelles, dont plusieurs classes européennes. Parmi les options proposées figurent le latin, la spécialisation en latin, le grec ancien ou les démarches et culture scientifiques. Plusieurs BTS peuvent y être préparés, dont le BTS assistant de manager, le BTS assistant secrétaire trilingue et le BTS tourisme (anciennement "ventes productions touristiques"). Le lycée abrite un foyer socio-éducatif géré par les élèves.

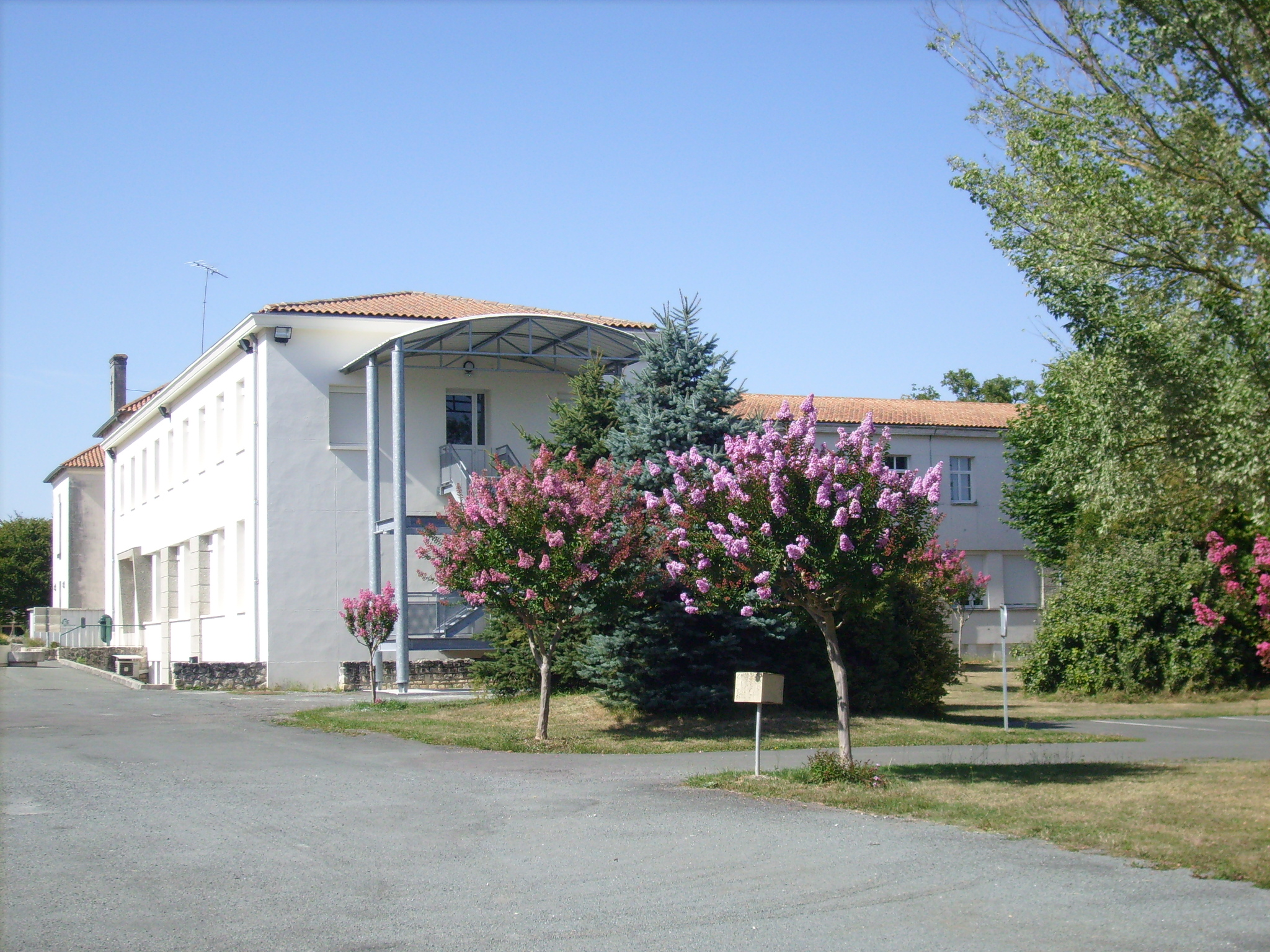
Le lycée Georges-Desclaude prépare aux métiers de l'environnement et du développement durable.

Le lycée Georges-Desclaude est un lycée orienté vers les formations environnementales, scientifiques et agricoles. Il est implanté dans la partie septentrionale de l'agglomération, dans le quartier de Montlouis, où se situe également la « cité de l'agriculture ». Parmi les filières proposées, il permet notamment de préparer une licence professionnelle, un BTS en gestion et maîtrise de l'eau ou un bac scientifique en biologie-écologie, ainsi qu'un bac STAV. L'établissement possède un amphithéâtre de 400 places, des laboratoires de physique, de chimie et de microbiologie, des logements étudiants, une cafétéria et une maison des lycéens.
Le lycée Notre-Dame de Recouvrance est un lycée d'enseignement général privé. Il propose une classe de seconde générale et quatre classes de première et de terminale (filière économique et sociale, littéraire, scientifique et sanitaire et social).

##### Les lycées professionnels
La commune abrite deux lycées professionnels publics auquel s'ajoute un lycée professionnel privé.
L'EREA Théodore-Monod ou Établissement régional d’enseignement adapté est un établissement spécialisé géré par la région. Établi dans le quartier des Boiffiers, sa fonction est de former des jeunes en difficultés afin de leur permettre une bonne insertion professionnelle. Il accueille 154 élèves pour 25 enseignants et propose des formations SEGPA assistant technique en milieux familial et collectif, construction maçonnerie béton armé, horticulture et menuiserie agencement, ainsi que plusieurs CAP dont un CAP agricole en travaux paysagers.

#### Centre de Formations d'Apprentis
Saintes compte deux Centres de Formations d'Apprentis (CFA), allant du CAP au BTS, sur le même site, quartier de l'Ormeau de Pied. Le CFA dépendant de la Chambre de Commerce forme aux métiers du commerce (y compris d'agent immobilier), au métier de fleuriste, ou encore à celui de préparateur en pharmacie. Le CFA dépendant de la Chambre des métiers forme aux métiers du BTP.

#### Enseignement supérieur

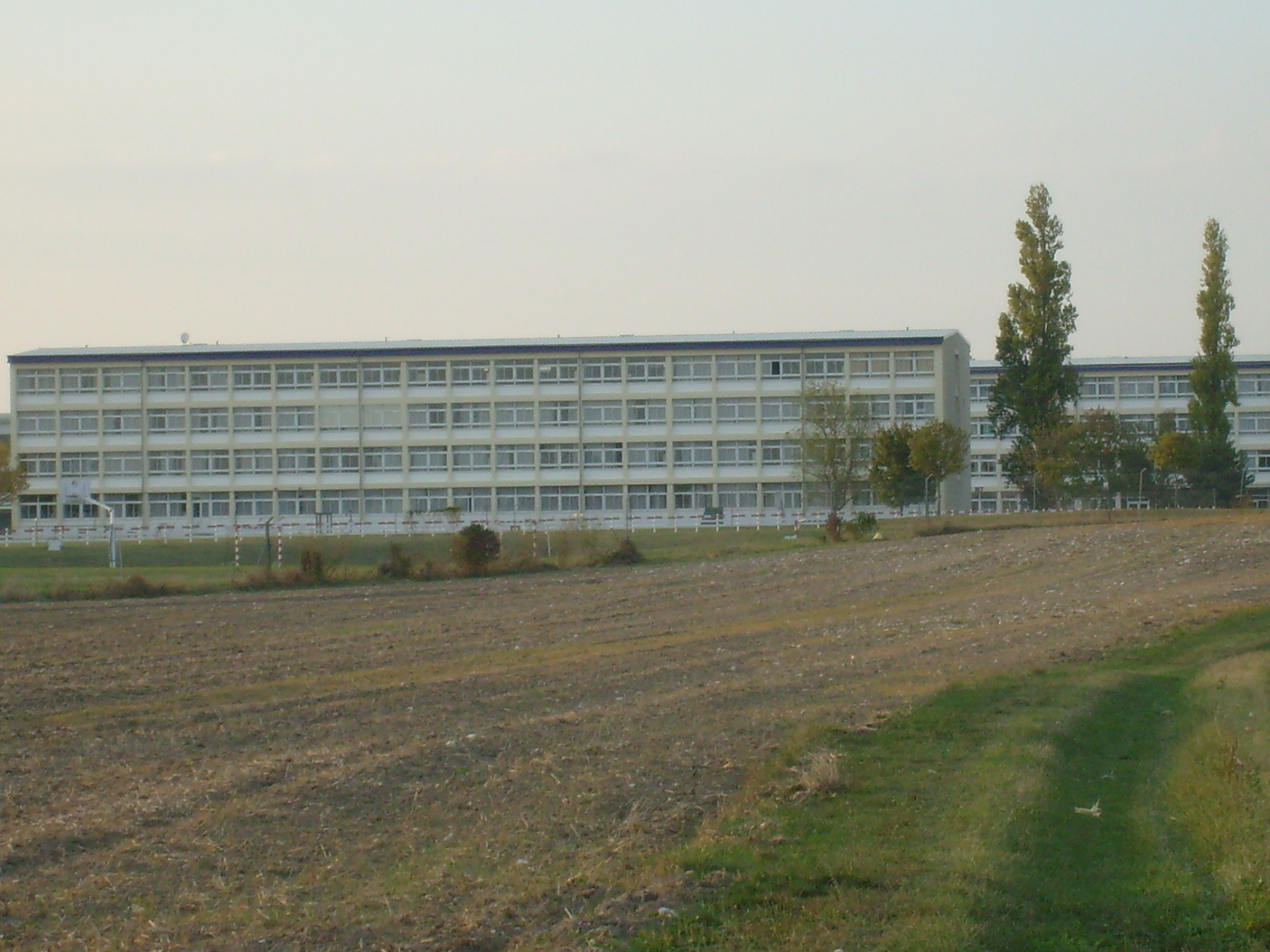
École d'enseignement technique de l'armée de l'air.

L'agglomération compte un institut de formation en soins infirmiers (IFSI) auquel s'ajoute un institut de formation des aides soignants (IFSA), tous deux localisés dans la cité hospitalière nouvellement créée.
L'école d'enseignement technique de l'armée de l'air (EETAA) est également implantée depuis 1949 sur les communes limitrophes des Gonds et de Thénac. Elle dispense une formation générale, scientifique, militaire et sportive, l'admission à cette école étant conditionnée à la réussite d'un concours d'admission comportant des épreuves de mathématiques, de français et de physique. Les cours comprennent un stage de formation militaire de trois semaines en début d'année, auquel s'ajoute un stage complémentaire de sept semaines à la fin de la première année. Elle accueille trois unités de formation : le cours d'enseignement technique de l'armée de l'air (CETAA 00310), le centre de formation militaire élémentaire (CFME 00325) et le centre militaire de planeurs (CMP 25.535).
Enfin, la ville accueille le Centre d'étude d'architecture et d'urbanisme (CEAU), un établissement d'enseignement supérieur américain destiné à la recherche et à l'apprentissage des techniques d'aménagement urbain. Fondé en 1990, il dépend désormais de l'université du Sud de la Californie après avoir longtemps été rattaché à l'université de Houston.

### Crèches et centres de loisirs
Le service éducation enfance de la ville de Saintes supervise les activités de cinq crèches réparties dans l'ensemble de la commune. La crèche collective Les lutins est une structure permettant l'accueil d'enfants âgés de dix semaines à trois ans. Il en est de même pour la crèche familiale Les calinous, dont l'équipe se compose d'assistantes maternelles agréées par le conseil général. La halte-garderie À petits pas est implantée dans le quartier Saint-Pallais, sur la rive droite. Elle accueille les enfants jusqu'à l'âge de quatre ans, tandis que l'association Les p'tites canailles s'occupe de l'accueil des enfants de 18 mois à 5 ans dont les parents résident dans les quartiers des Boiffiers et de Bellevue. Enfin, La passerelle est un lieu géré par la municipalité conçu comme un « lieu d'éveil et d'apprentissage social » pour les jeunes enfants.
Trois centres de loisirs accueillent les enfants de la commune : le centre de loisirs La Rimbambelle et le centre de loisirs maternel Les petits princes sont destinés aux plus jeunes (de 3 à 6 ans) tandis que le centre de loisirs Le Pidou prend également en charge les enfants de 4 ans jusqu'à l'âge de 16 ans. Ce dernier propose également de manière ponctuelle des séjours en sports d'hiver ou des sessions de surf, de voile ou d'équitation pendant l'été.

### Santé

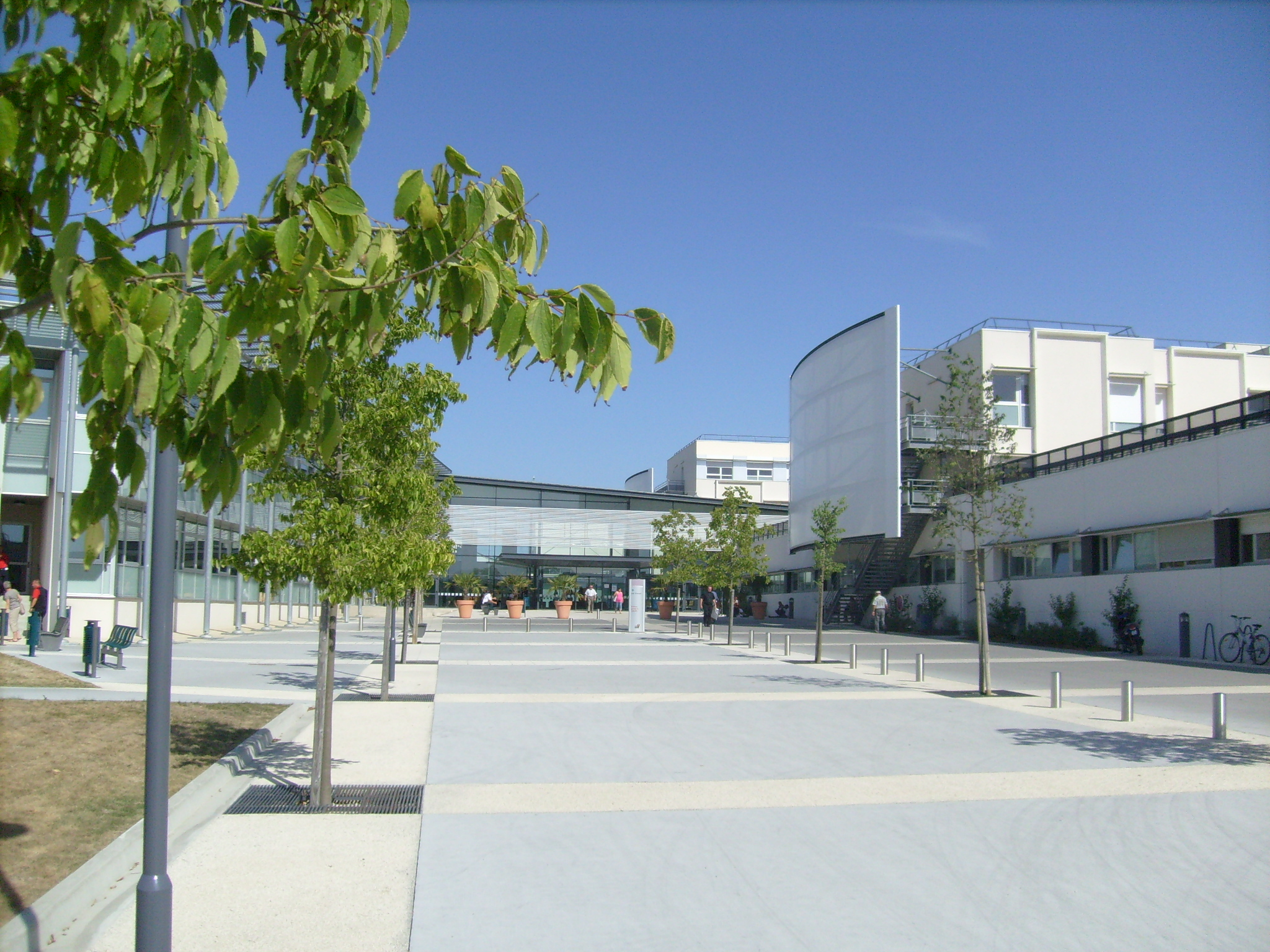
Esplanade et hall d'accueil du Centre Hospitalier de Saintonge (CHS).

Plusieurs années de travaux ont abouti à la création d'une cité hospitalière localisée dans la partie occidentale de l'agglomération. Regroupant infrastructures de soins et infrastructures de formation, elle s'est vue complétée par un nouveau centre hospitalier dont l'inauguration est intervenue en 2007. Baptisé Centre Hospitalier de Saintonge, il remplace l'ancien hôpital Saint-Louis, aujourd'hui désaffecté.
Le centre hospitalier se compose de huit pôles cliniques et médico-techniques, chacun ayant à sa tête un praticien hospitalier, un coordonnateur paramédical et un directeur référent, membre de l'équipe de direction. Ces pôles sont respectivement dévolus à la médecine spécialisée (unité de cardiologie, de soins intensifs, de neurologie, d'oncologie, de néphrologie, d'hémodialyse, de gastro-entérologie, de pneumologie, de neurologie et de gériatrie), à la chirurgie (unité de chirurgie orthopédique et traumatologique, de chirurgie digestive, de chirurgie urologique, de chirurgie ORL et de chirurgie gynécologique) ou encore à la psychiatrie (unité de psychiatrie adulte et de psychiatrie infanto-juvénile). Un service de maternité, de pédiatrie, de réanimation et d'urgences  sont également intégrés au centre hospitalier.

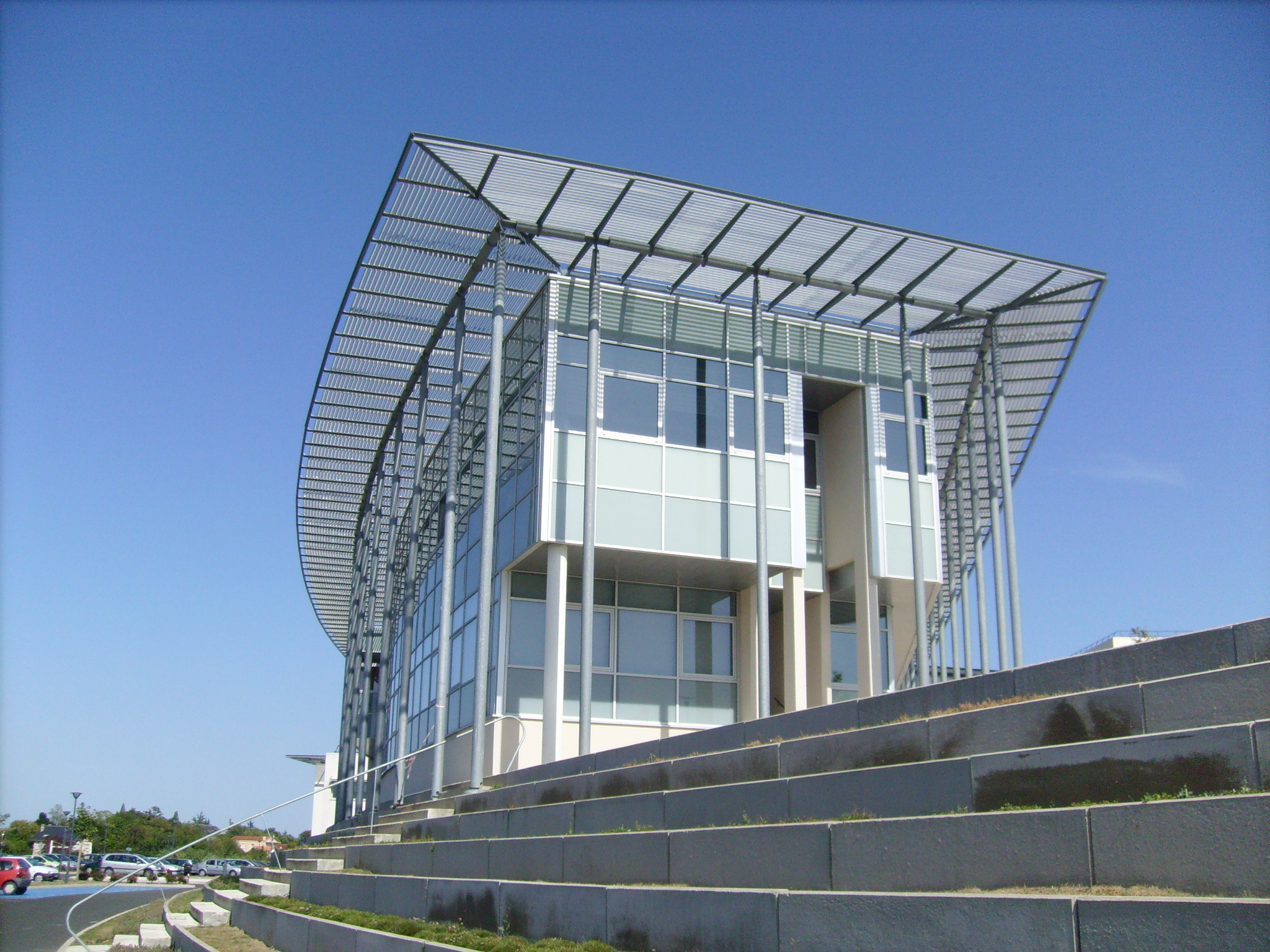
Le pavillon Prévention - Social - Santé publique du CHS.

Le centre hospitalier est formé d'un bâtiment central de trois niveaux accueillant l'essentiel des services, tandis que certaines unités sont implantées dans des annexes encadrant le bâtiment principal. Plusieurs hôpitaux de jour dépendent du centre hospitalier : ce sont l'hôpital de jour Le Pérat (pour adultes), l'hôpital de jour La Chadène (pour enfants) et l'hôpital médico-chirurgical. De même, plusieurs centres d'aides pour enfants et adolescents en souffrance psychologique fonctionnent de concert avec le centre hospitalier : ainsi du CAP'Ado (Centre d'aide psychologique pour adolescents) ou du CAMPE (Centre d'aide médico-psychologique à l'enfance). LAPS'Ado est une unité d'hospitalisation spécifique pour les adolescents en difficulté.
La cité hospitalière accueille également l'hôpital des Arènes, situé rue Paul-Doumer. Ce dernier est plus spécifiquement orienté vers les soins de longue durée ou de réadaptation. Une structure d'accueil pour personnes âgées dépendantes (EHPAD) y a été aménagée. Au total, l'établissement dispose de 141 places au maximum.
Deux instituts de formation sont établis dans le périmètre de la cité hospitalière : l'institut de formation en soins infirmiers (IFSI) et l'institut de formation des aides soignants (IFAS).
La ville de Saintes est également équipée d'une clinique privée, la clinique Richelieu. Cette dernière est plus spécifiquement tournée vers la chirurgie (viscérale, orthopédique, buccale et ophtalmogique).

### Sports

#### Équipements sportifs

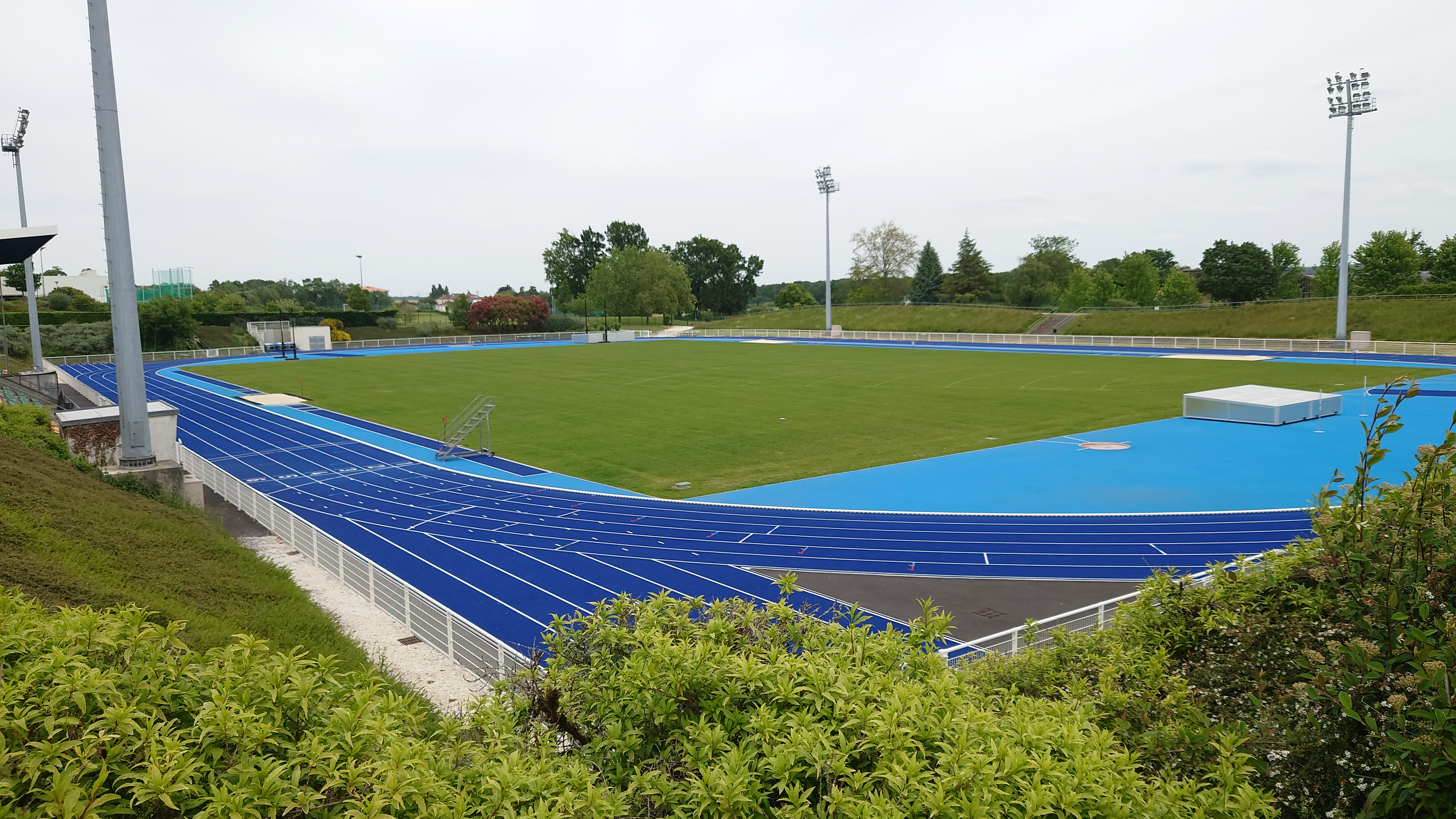
Le stade Yvon-Chevalier.

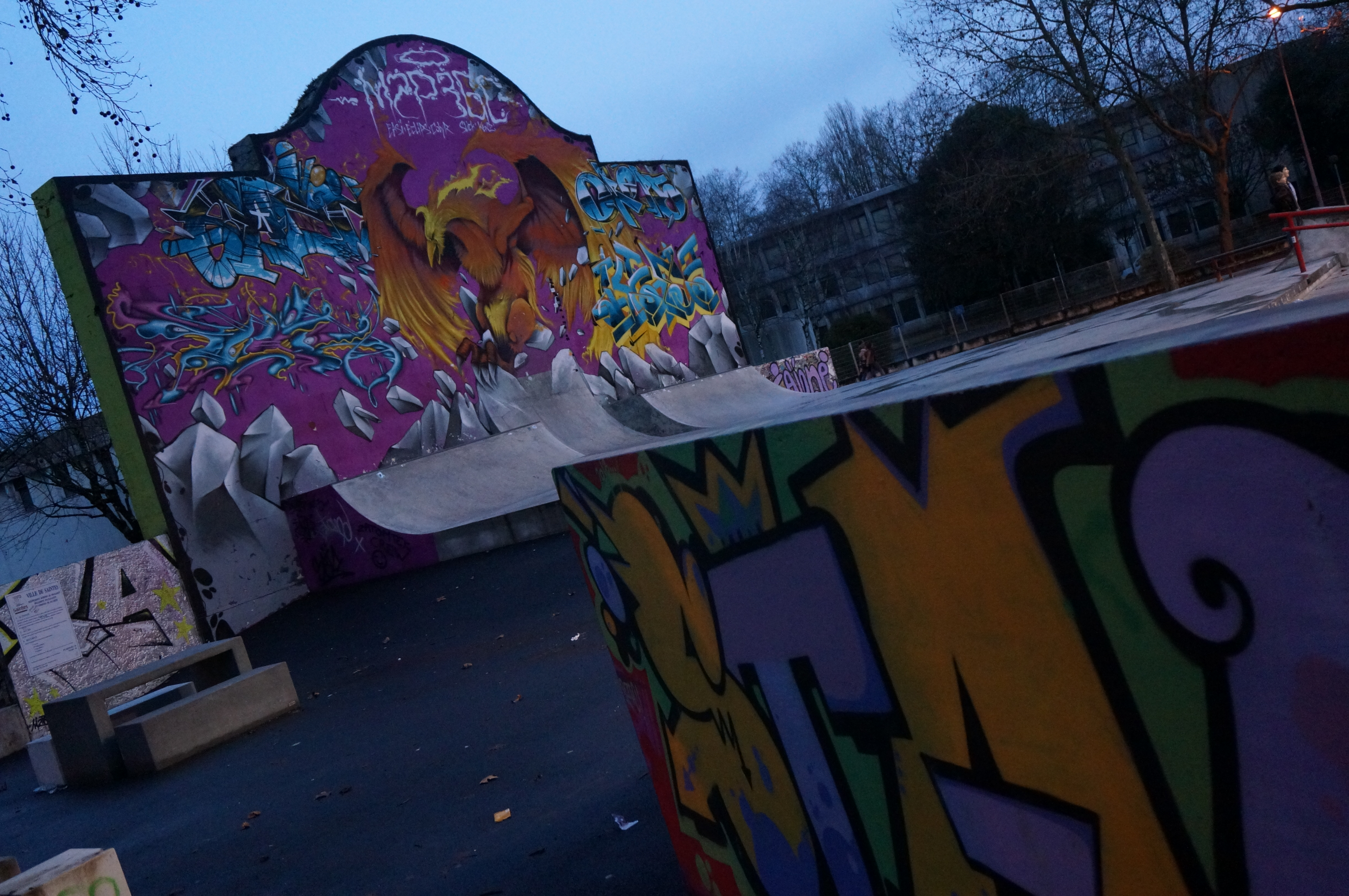
Aire de skate board.

Le principal stade de la ville est le stade Yvon-Chevalier, situé dans le quartier de Recouvrance. Inauguré en 1977, il dispose de 5 500 places (dont 1 492 assises) et est le principal lieu d'entraînement de l'équipe locale de football, l'ES Saintes. Le terrain principal, entièrement gazonné, est ceint par une piste d'athlétisme.
Quatre autres stades sont implantés à Saintes : le stade vélodrome, le stade Léo-Lagrange, le stade Robert-Loglet et le stade de la Boisnarderie, lequel est également équipé d'un court de tennis. Parmi les autres infrastructures sportives que compte la commune, citons par ailleurs le gymnase des Boiffiers ou le gymnase du Grand-Coudret, d'une capacité de 1 800 places. Ce dernier est depuis 1994 le lieu d'entraînement de l'équipe de handball du US Saintes HB.
La piscine couverte Louis-Starzinski est située le long du cours Charles-de-Gaulle, sur la rive droite de la Charente. La réalisation du centre aquatique Aquarelle (projet de l'architecte Eric Lemarié), accueille trois bassins supplémentaires ainsi que des espaces consacrés à la détente (piscine d'extérieur et parc attenant). Il a été validé en 2007, début des travaux en juillet 2010 et ouvert depuis le samedi 23 juin 2012.
Le quartier des Boiffiers accueille l'un des rares Snake bowl de l'hexagone. Construit en 1978, cet équipement se présente comme un parcours destiné à la pratique acrobatique du skateboard. Il se compose d'une piste d'élan en béton — ou snake — et de deux demi-sphères conçues pour réaliser des figures complexes, les bowls. Utilisé pour la pratique du street-skate, il sert également à la pratique du BMX. L'agglomération est également équipée d'une salle omnisports, de deux aires de skate-board, d'un dojo, d'une piste de bicross et d'une salle de bowling.
La maison départementale des sports Colette-Besson est venue compléter ces infrastructures. Inaugurée le 29 septembre 2008, elle est le siège du Comité départemental olympique et sportif (CDOS 17), des comités départementaux de dix disciplines sportives, du bureau du district de football et de l'association profession sport et loisir (APSL 17). Au total, ce sont quelque 50 000 licenciés sportifs - environ un tiers des effectifs départementaux - qui y sont représentés.

#### Les clubs
La ville abrite un club de football de niveau régional, l'ES Saintes, qui évolue en Ligue de football Nouvelle-Aquitaine, un club de handball de niveau national, l'US Saintes HB, évoluant en championnat de France de D2 et un club de rugby évoluant en Fédérale 3, l'US Saintes Rugby.

#### Événements
Le tour de France cycliste a fait étape à trois reprises à Saintes : en 1936, 1937 et 1982.
La ville accueille chaque année depuis 1987 le triathlon de la Saintonge romane. Ce dernier se compose de trois épreuves : le triathlon sprint, ouvert à tous (750 mètres de natation, 22 kilomètres de course cycliste et 5 kilomètres de course à pied), le triathlon distance olympique, épreuve du championnat de France FCSAD (1,5 kilomètre de natation, 44 kilomètres de vélo, 10 kilomètres de course pédestre) et le triathlon avenir, réservé aux jeunes âgés de 6 à 14 ans. Les épreuves de natation sont disputées dans la Charente.
Saintes accueille également depuis 2003 les épreuves de la Copa del Sol, une compétition qui voit s'affronter chaque été les espoirs du tennis masculin.

#### Loisirs
Saintes est une étape sur le sentier de randonnée GR4 reliant Royan à la ville de Grasse, dans le département des Alpes-Maritimes. Deux autres sentiers de randonnées sont accessibles depuis le centre-ville : le GR 360 et le Sentier de Germanicus, un circuit balisé de 13,5 kilomètres permettant de mieux comprendre l'écosystème particulier des prairies inondables (prées) du fleuve Charente.

### Cultes

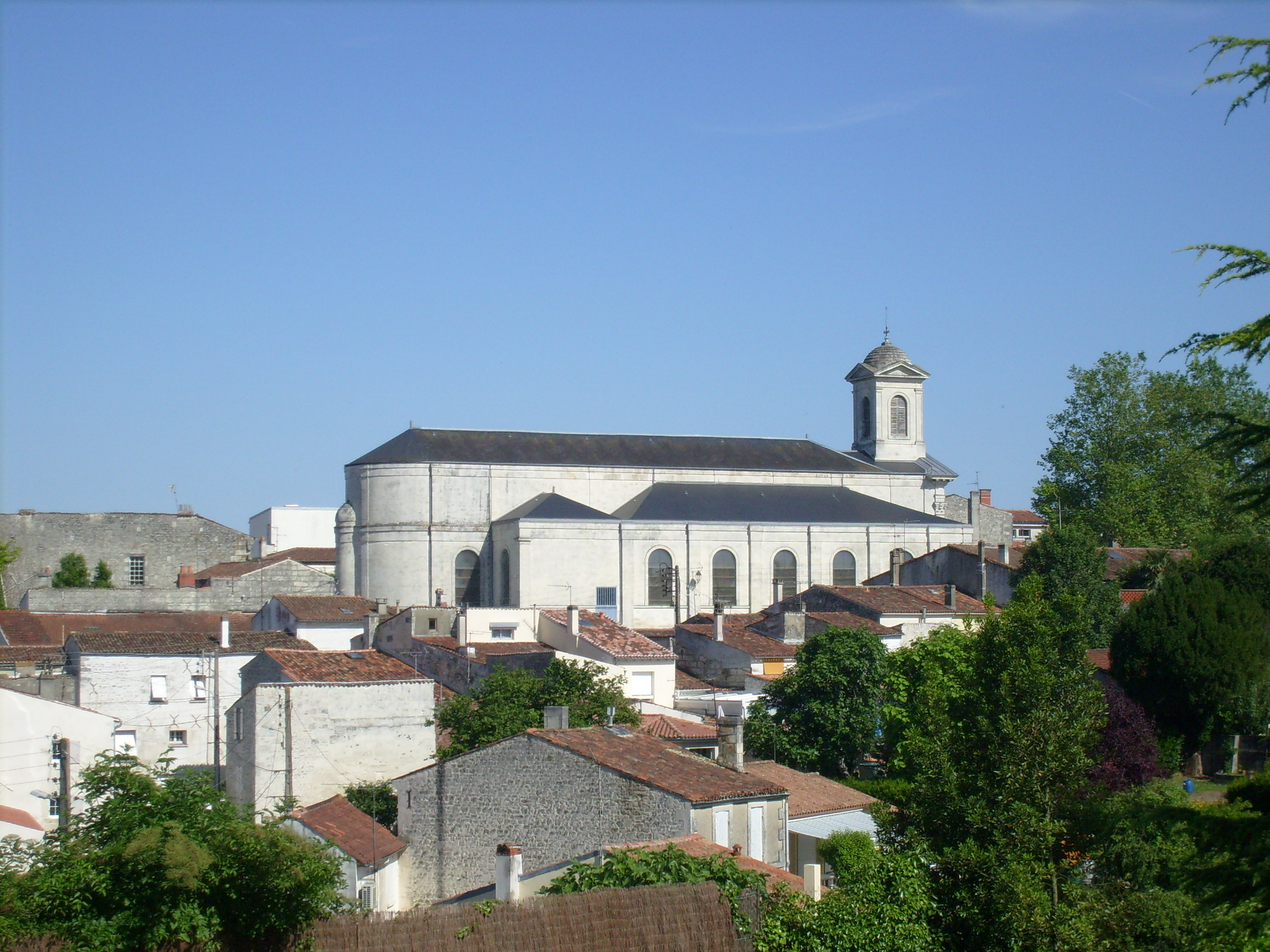
L'église Saint-Vivien.

La commune dispose de lieux de cultes catholiques (rite romain actuel et sa forme tridentine), protestants (église réformée, église évangélique, témoins de Jéhovah), orthodoxe (église orthodoxe roumaine), musulman (mosquée de rite sunnite) et d'un centre bouddhique.
Saintes appartient au diocèse catholique de La Rochelle et Saintes, lequel est intégré depuis 2002 à la province ecclésiastique de Poitiers. Elle est le siège d'un doyenné divisé en quatre secteurs pastoraux : Notre-Dame-de-Recouvrance, Jean-Baptiste Souzy et ses compagnons, Pont-l'abbé-d'Arnoult-Saint-Porchaire et Saintes. Ce dernier regroupe les huit paroisses de Saintes intra-muros
- La cathédrale Saint-Pierre, place du Synode ;
- La basilique Saint-Eutrope, rue Saint-Eutrope ;
- L' église Saint-Vivien, place Saint-Vivien ;
- L' église Saint-Pallais, place Saint-Pallais ;
- L'abbaye Sainte-Marie, place de l'Abbaye ;
- L' église Saint-Louis, rue des Jacobins ;
- La chapelle Sainte-Eustelle, rue Chermignac ;
- L'église Sainte-Colombe, rue Urbain Loyer longtemps désaffectée, accueille depuis quelques années une communauté catholique suivant la forme tridentine du rite romain (FSSPX)[205].

ainsi que plusieurs paroisses de communes environnantes.

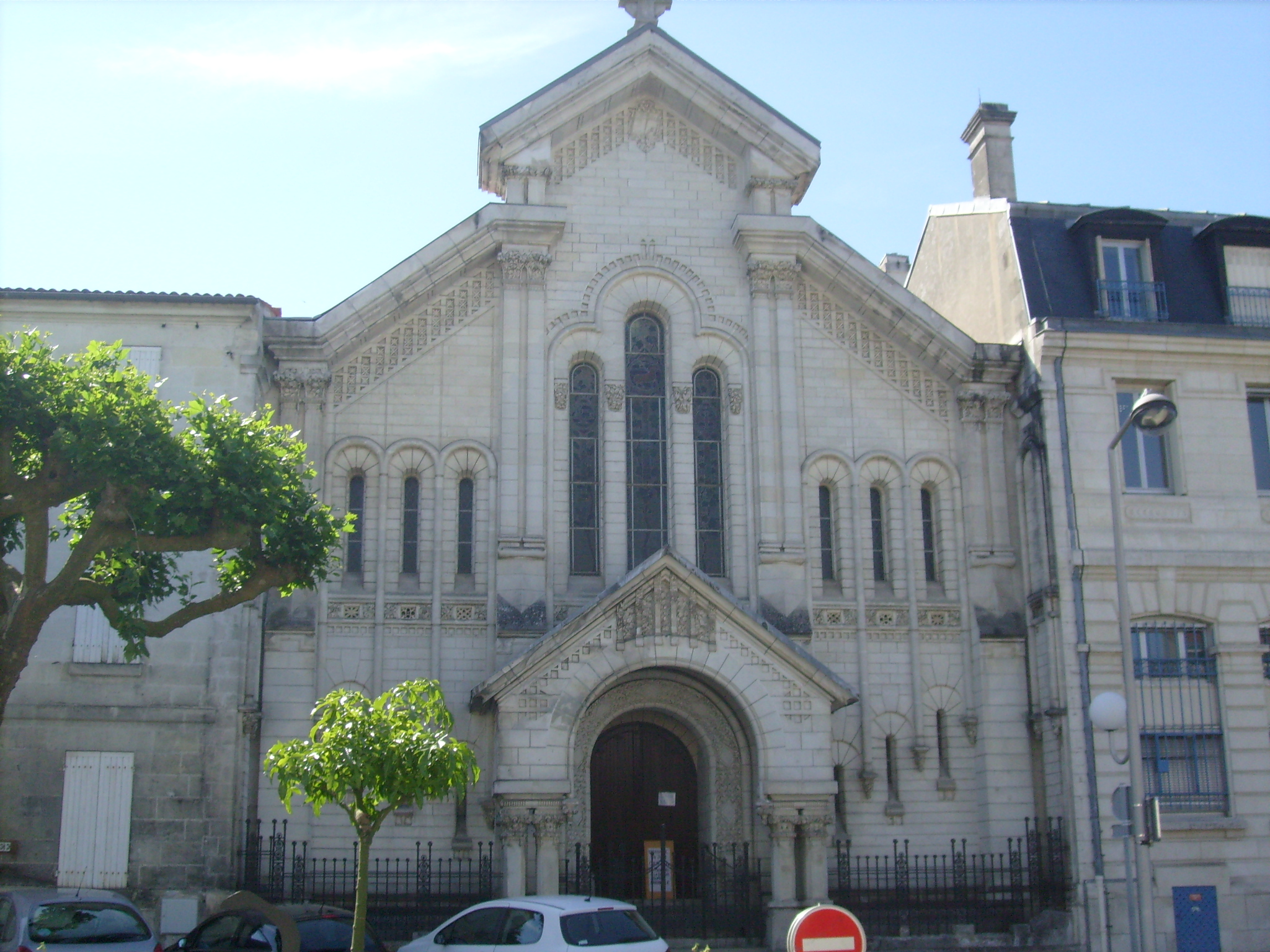
Le temple protestant.

La ville accueille également une maison diocésaine située dans le quartier de La Recouvrance. Aménagée dans les bâtiments de l'ancien petit séminaire, œuvre de l'architecte Marc-Alexandre-Eustase Rullier, elle s'articule autour d'un parc et de l'église Notre-Dame-de-Recouvrance, allée du Séminaire consacrée en 1892.
De nos jours, la maison diocésaine est essentiellement utilisée par les associations catholiques du diocèse ou pour des retraites spirituelles. Elle accueille également les scouts ou les pèlerins de passage. Certaines salles sont utilisées par des étudiants de l'Institut régional de travail social.
- La chapelle des Jésuites, rue Fernand Chapsal ;
- La chapelle de la Providence, rue Bernard (maison de retraite) ;
- La chapelle Saint-Pierre dite de l'Étoile, rue Mauny, construite en 1870 ;
- La chapelle aux Gautiers, route des Gauthiers ;
- La chapelle, Petite Rue du Séminaire ;
- La chapelle des jacobins, place de l'Échevinage (bibliothèque municipale) ;
- La chapelle, place aux herbes ;

L'église réformée célèbre les offices dominicaux au temple protestant du cours Reverseaux, tandis qu'une église protestante évangélique est située rue du Colonel-de-Faucher. Le culte y est célébré chaque dimanche, des réunions de prière étant proposées en complément en semaine. Enfin, une salle du royaume des témoins de Jéhovah est située rue du Clair-Logis.
L'église orthodoxe roumaine est organisée autour de la paroisse Saint-Eutrope-et-Saint-Georges, et célèbre des offices dominicaux (matines ou utrenia et divine liturgie ou sfantă liturghie) en l'église Saint-Vivien. Jusqu'en 2016, les offices étaient célébrés en l'église Notre-Dame-de-Recouvrance.
Un centre bouddhique propose des réunions et des séances de méditation zazen.
Un ancien entrepôt situé près du cimetière Saint-Pallais a été reconverti en mosquée et accueille les fidèles musulmans depuis juillet 2016.
Les autres confessions religieuses ne disposent pas de lieu de culte dans la commune.

### Médias

#### Presse écrite
La presse écrite est dominée par l'important quotidien régional Sud-Ouest. Bien qu'ayant son siège social à Bordeaux, ce dernier entretient une agence en centre-ville, laquelle est chargée de la rédaction d'une version spécifique du journal à destination de Saintes et de la Saintonge. Des journaux à tirage plus confidentiel sont également diffusés, parmi lesquels le magazine Saintes Trimestriel lancé par la municipalité en juin 2008. Ce dernier remplace le magazine Colonnes dont le 25e et dernier numéro a paru en mars 2008.
Historiquement, l'apparition de la presse est assez précoce dans la capitale saintongeaise : c'est ainsi qu'est lancé un premier périodique, les Annonces et affiches des provinces de Saintonge et d'Angoumois dès 1786. Fondé par l'érudit saintais François-Marie Bourguignon, dit « Bourignon », il mêle actualités, articles scientifiques, politiques et littéraires. Bien qu'écrit essentiellement en français, il se distingue par la parution régulière d'articles en saintongeais. Renommé Journal de Saintonge et d'Angoumois, il devient Journal Patriotique et Littéraire de Saintes et du département de la Charente-Inférieure durant la période révolutionnaire, et cesse de paraître peu après. De nombreux journaux locaux prennent le relais au cours du XIXe siècle, dont L'Indépendant de la Charente-Inférieure, le Rappel Charentais, le Moniteur-Courrier des Deux-Charentes, l’Appel au peuple des Charentes, la Liberté des Charentes, l’Alliance des Charentes et le Courrier des Deux-Charentes, lequel tire entre 1 000 et 1 500 exemplaires durant le Second Empire. Une majorité cesse de paraître durant la période de l'entre-deux-guerres.

#### Radios
Trois radios émettent des décrochages ponctuels à destination de l'agglomération saintaise : Virgin radio (93.7 FM), Terre Marine FM (103.4 FM) et Mixx FM (106.5 FM). L'actualité départementale est également couverte par France Bleu La Rochelle (103.9 FM) et Demoiselle FM (102.3 FM).

#### Télévision

Logo de France 3 Nouvelle-Aquitaine.

Trois émetteurs de télévision couvrent l'agglomération : l'émetteur de télévision principal de Niort-Maisonnay et les émetteurs de télévision secondaires de Saintes-Vélodrome et de Saintes-Place du Bastion. Tous trois diffusent les chaînes des offres gratuites et payantes de la TNT, dont les décrochages régionaux de France 3 Nouvelle-Aquitaine / France 3 Poitou-Charentes, les foyers équipés d'une antenne tournée vers l'émetteur de Niort-Maisonnay recevant en outre les programmes régionaux de France 3 Pays de la Loire.
Le 31 mai 2009, l'émetteur de Niort-Maisonnay a débuté la diffusion d'un nouveau multiplex, permettant la réception des premières émissions de télévision haute définition (HD).
Si la réception des émissions de la TNT depuis l'émetteur de Niort-Maisonnay est théoriquement possible à Saintes depuis le mois de mars 2005, la topographie de la commune explique cependant la présence de zones d'ombres et des altérations ponctuelles de signal. Ces inconvénients expliquent la mise en service de deux émetteurs secondaires au mois de juin 2008 : Saintes-Vélodrome, qui est une tour en treillis d'acier de 40 mètres de hauteur (déjà utilisée par TDF pour les émissions analogiques) et Saintes-Place du Bastion.
Comme l'ensemble du territoire régional, Saintes reçoit la chaîne publique de la Nouvelle-Aquitaine : NoA, depuis le mois de septembre 2018.

### Associations
Plusieurs infrastructures sont utilisées comme lieu de réunion par les différentes associations communales. Parmi celles-ci, figurent la maison des associations, la salle Saintonge, la salle des camélias, la salle de la Récluse, la salle centrale, la salle Jean-Philippe-Rameau et l'espace Pierre-Mendès-France. Toutes ces infrastructures sont gérées par le service vie associative de la ville de Saintes. Outre les activités associatives, elles sont également utilisées ponctuellement pour des séminaires ou des conférences.
La Maison du Folklore, dans le quartier Saint-Pallais, sert de salle de répétition et de siège au groupe folklorique Aunis et Saintonge. Elle abrite également un petit musée ethnographique où sont notamment exposés des outils anciens et des poteries.
La commune abrite des associations culturelles (association de l'Abbaye-aux-Dames, groupe folklorique Aunis et Saintonge, Société d'archéologie et d'histoire, Association théâtre forum, Fédération association culture et loisirs solidarité), humanitaires et caritatives (Les Restos du Cœur, Amnesty International, Emmaüs, Alcooliques anonymes) ou encore patriotiques (fédération nationale des anciens combattants).
La franc-maçonnerie est présente à Saintes depuis 1744. Elle est actuellement représentée par quatre loges : Humanisme, affiliée au Grand Orient de France, Maillon maçonnique, rattachée à la Grande Loge de France, Lumière de Saintonge, d'obédience du Droit Humain, et Pierre de Saintonge, rattachée à la Grande Loge féminine de France.

### Action sociale
La ville abrite une Maison de la solidarité, laquelle regroupe une douzaine d'associations ainsi que le centre communal d'action sociale (CCAS).
Une nouvelle Maison des aveugles, bâtiment contemporain dessiné par l'architecte Daniel Bergedieu, a été inaugurée en 2008. Elle est venue remplacer l'ancienne maison pour jeunes filles aveugles des sœurs de l'immaculée conception.
Une épicerie solidaire, baptisée EPISOL, a été inaugurée au mois de décembre 2007. Initiée par le centre communal d'action sociale, sa mission est d'assurer aux personnes bénéficiant de faibles revenus une aide alimentaire sur la base du libre choix des produits. L'épicerie solidaire est intégrée à une Maison des Consom'acteurs, une structure inaugurée en janvier 2008 permettant des échanges de service et des activités collectives. Cette dernière accueille ainsi depuis le 8 septembre 2008 le Réseau d’échanges réciproques de savoirs et de créations collectives.

### Marché
La ville est équipée de halles, lesquelles sont situées en centre-ville, à proximité immédiate de la cathédrale. Des marchés se tiennent du mardi au dimanche en divers points de l'agglomération : le mardi et le vendredi matin le long du cours Reverseaux, le mercredi et le samedi matin sur la place de la Cathédrale, le jeudi et le dimanche matin dans le quartier Saint-Pallais. Chaque jeudi se tient également un marché hebdomadaire dans le quartier de Bellevue.
La foire de Saintes a lieu chaque premier lundi du mois. Fréquentée en moyenne par près de 40 000 personnes, elle demeure l'une des plus importantes de France. Autrefois essentiellement destinée à la vente des produits agricoles, elle présente aujourd'hui un plus large éventail de produits.

## Économie
Second pôle urbain de la Charente-Maritime, la ville de Saintes est également un important centre socio-économique dont l'influence s'étend au-delà des limites départementales, se faisant ressentir jusque dans la Charente voisine. Le bipôle Saintes-Cognac rassemble une population de 75 177 habitants, dont 33 696 actifs, l'ensemble réunissant à lui seul 5 % de la population régionale.
Si tous les secteurs d'activité sont représentés dans l'agglomération saintaise, le secteur tertiaire est largement prédominant et en constante progression. Principal centre d'activités commerciales et de services marchands et non marchands du tiers sud du département, la ville de Saintes compte également un secteur industriel actif spécialisé dans l'électronique et la sous-traitance de matériel ferroviaire et aéronautique.
Au total, la ville de Saintes compte 1 070 établissements inscrits au registre du commerce des sociétés.

### Monnaie locale
Une monnaie locale, la Beunèze, a été lancée en mai 2015.

### Emploi
La ville abrite une population légèrement moins active que la moyenne nationale (42,2 % contre 45,2 %) avec cependant un taux d'activité des 20-59 ans proche de la norme (82 % contre 82,2 %).
Du fait de la vocation commerciale de l'agglomération saintaise, les catégories socio-professionnelles les mieux représentées sont les employés (37 % pour 29,9 % au niveau national), les ouvriers, légèrement sous-représentés (21,7 % pour 27,1 % dans le reste de l'hexagone), les cadres et professions intellectuelles (10,9 % pour 12,1 %) ou les dites professions intermédiaires (22,9 % pour 22,1 %). Bien que la ville soit située au cœur d'un important bassin agricole, le secteur de l'agriculture n'emploie plus qu'une part infime de la population active et se situe bien au-dessous de la moyenne nationale (0,8 % pour 2,4 %).
Le taux de chômage reste assez élevé si on le compare à la moyenne nationale (17,4 % contre 12,9 % en 1999) mais demeure inférieur à celui des principales villes du département à la même période (19,4 % à La Rochelle, 20,2 % à Royan, 21,6 % à Rochefort).
En 2004, une étude de l'Insee estimait à 1 293 le nombre de bénéficiaires du RMI dans l'ensemble de l'aire urbaine de Saintes, soit 2 487 personnes en comptant les ayants droit. Sur le plan communal, le découpage de l'Insee révèle une coupure entre la partie orientale de la ville (secteurs de Recouvrance, La Gare, Sébastien-de-Brouard, Geoffroy Martel, Saint-Sorlin-La Recluse et La Grange) qui totalise entre 2,5 % et 5 % de Rmistes et la partie orientale (Secteurs de Saint-Eutrope, Bellevue et Les Boiffiers) qui concentrent une part nettement plus importante de bénéficiaires de cette allocation, soit plus de 11 %. Les quartiers de l'hyper-centre (Secteurs du Centre et de La Fenêtre) constituent une zone intermédiaire entre ces deux extrêmes, où l'on relève de 5 % à 11 % de Rmistes.
Cette même étude montre que la plus forte densité de population couverte par les quatre minima sociaux (RMI, API, AAH, ASV) se retrouve dans les secteurs du Centre, de Saint-Eutrope, de Bellevue et des Boiffiers, plus de 20 % de la population du secteur étant concernée.

### Entreprises
Les trois premiers employeurs privés (en dehors de la SNCF et de ses ateliers ferroviaires, et de l'hôpital public) sont : Coop Atlantique (460 salariés) et le centre commercial Hyper U (204 salariés), lui-même filiale de Coop Atlantique. Le tableau présenté plus loin montre le chiffre d'affaires des principales entreprises.
La ville possède une antenne de la Chambre de commerce et d'industrie de Rochefort et de Saintonge.
L'éventuelle fusion de celle-ci avec la Chambre de commerce de Cognac (Charente) est en cours d'étude depuis le 26 novembre 2007.

### Zones d'activités
Le tissu économique de la capitale saintongeaise est composé d'environ 1 500 entreprises qui totalisent quelque 17 000 emplois, au cœur d'une zone de chalandise estimée à 164 500 habitants. Plusieurs zones d'activité sont implantées en périphérie, la plus importante étant le Parc atlantique. S'étendant au sud-ouest de l'agglomération, à proximité des grands axes de communication (autoroutes A10 et A837, rocade ouest), celle-ci intègre les Z.A de l'Ormeau de pied (66,4 hectares) et de la Mission, les Z.A.C. Champagne-Saint-Georges (60 hectares) et de Recouvrance (19 hectares) ainsi que la Z.C. de la Bobinerie. Au total, le Parc atlantique regroupe ainsi près de 200 entreprises, dont de nombreuses enseignes de grande distribution, deux centres commerciaux (hypermarchés E.Leclerc et Hyper U (ex Carrefour), un hard-discounter (Lidl). Il accueille par ailleurs neuf hôtels, une dizaine de restaurants et de cafétérias, un cinéma multiplexe, une discothèque ainsi qu'un hôtel d'entreprise et des centres de formation pour les apprentis, et génère à lui seul près de 3 000 emplois.
Au sud de l'agglomération, la Z.A.C. des Charriers (40 hectares) constitue également un parc industriel et commercial d'importance. Située à proximité des points névralgiques que sont la rocade sud et la route départementale D137 (laquelle forme un trait d'union avec l'agglomération de Pons et plus largement, permet d'irriguer l'ensemble de la Haute-Saintonge), elle accueille plusieurs enseignes commerciales, des PMI-PME ainsi que des industries spécialisées dans la sous-traitance aéronautique et ferroviaire (Perdrijat Production). Comptant une cinquantaine d'entreprises, la Z.A.C. des Charriers fait l'objet de projets d'extension, et représente quelque 600 emplois.
La partie orientale de l'agglomération compte quant à elle deux pôles d'activités, la Z.A. des Grandes Bauches (26 hectares) et la Z.A. de Terrefort (8 hectares). La première, qui s'étend à proximité de la rocade sud et de la route de Chaniers (itinéraire secondaire menant à Cognac) abrite le siège de la principale entreprise de la région Poitou-Charentes, la Coop Atlantique (gérante des magasins Hyper U, Super U et Ed). Elle compte également plusieurs enseignes commerciales et des entreprises spécialisées (Marqueterie de Saintonge).
La Z.A. de Terrefort, desservie depuis la rocade sud par un échangeur, borde la RN 141, principale voie d'accès reliant la ville à Cognac. Elle abrite le siège du groupe agroalimentaire Berteau (SAS Berteau et Berteau distribution), spécialisé dans le conditionnement des œufs. Créé dans les années 1950, il emploie près de 80 personnes et réalise environ 15 millions d'euros de chiffre d'affaires.
Les dernières statistiques indiquent une ville comptant 633 commerces, auxquels s'ajoutent 523 entreprises de services. Le centre-ville abrite à lui seul 380 boutiques réparties principalement autour des grands axes commerçants que sont le Cours national et l’avenue Gambetta, de même que dans le centre historique et piétonnier (ruelles commerçantes irradiant autour de la rue Alsace-Lorraine).

### Revenus de la population
En 2007, le revenu fiscal médian par ménage était de 16 498 €,
ce qui plaçait Saintes au 16 055e rang parmi les 30 714 communes de plus de 50 ménages en métropole.

## Culture locale et patrimoine

### Équipements culturels
Plusieurs infrastructures implantées sur le territoire communal contribuent au rayonnement culturel de la ville, que ce soit dans le domaine de la conservation du patrimoine, de la musique ou des arts du spectacle. Outre quatre musées publics, un musée privé, deux théâtres, trois cinémas, un conservatoire de musique et de danse, un espace de musiques actuelles et deux médiathèques, la ville est le siège de diverses associations culturelles, ainsi que de l'académie de Saintonge ou encore de la société d'archéologie et d'histoire de la Charente-Maritime, héritière d'une société savante créée en 1839.

#### Les musées

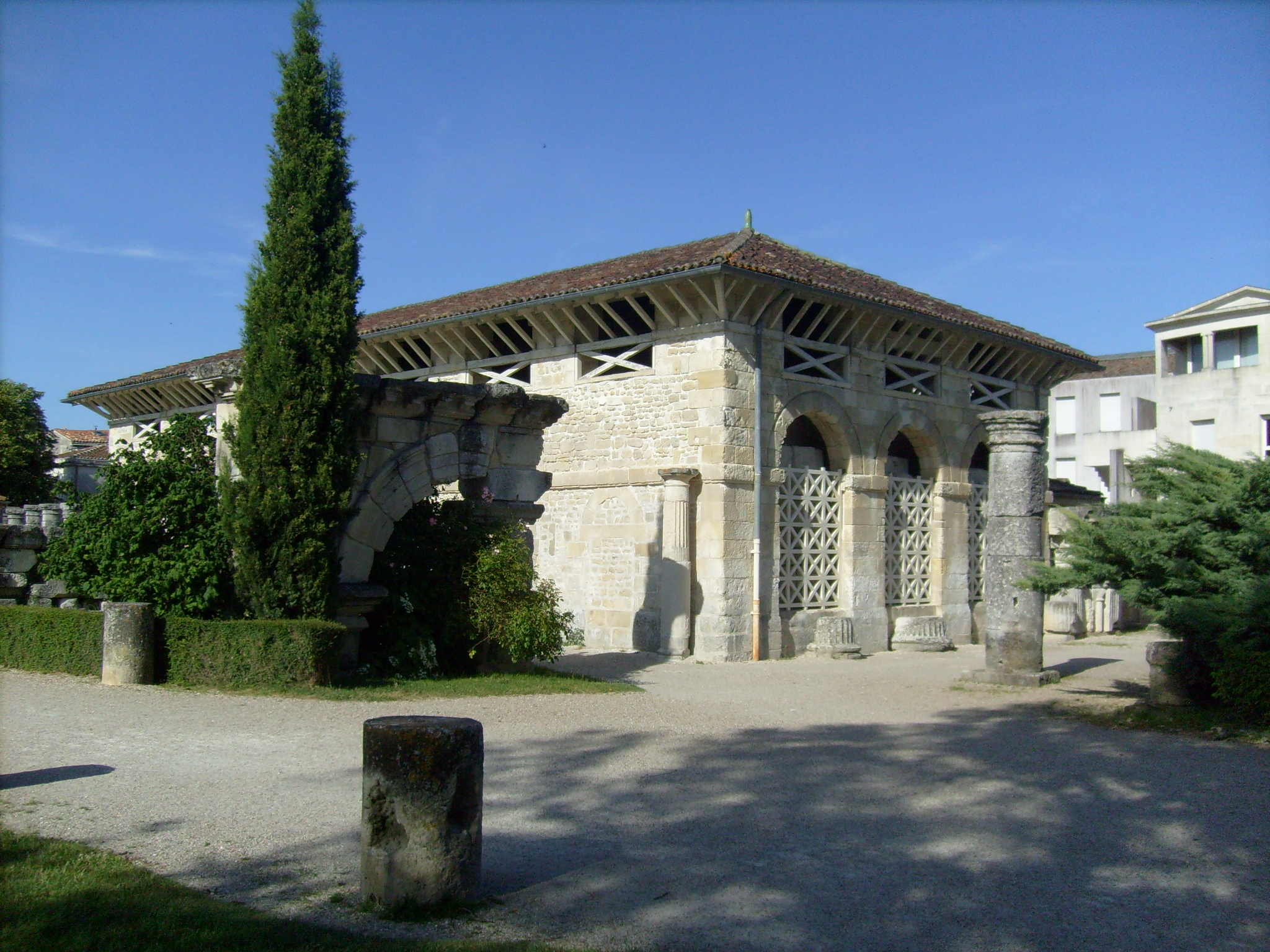
Le musée archéologique présente des collections lapidaires gallo-romaines.

Les musées publics de la ville sont consacrés aux beaux-arts, à l'archéologie et à l'ethnographie. L'un des plus visités est le musée du Présidial, lequel présente une collection de tableaux couvrant une période allant du XVIe au XVIIIe siècle. Parmi les œuvres majeures à y être exposées, une Allégorie de la Terre réalisée par Jan Brueghel de Velours ou encore une Allégorie de la Paix d'Amiens de Pierre Lacour. Le musée abrite également des céramiques saintongeaises, hommage au maître Bernard Palissy qui découvrit le secret des émaux et autres « rustiques figulines » dans son atelier saintais vers 1540. Autre musée consacré aux beaux-arts, le musée de l'échevinage présente des productions d'artistes romantiques ou régionalistes du XIXe siècle et du XXe siècle. Aux œuvres de Gustave Courbet ou de Joseph Bail s'ajoute une importante collection de porcelaines de Sèvres.
Le musée Dupuy-Mestreau est consacré à l'art et aux traditions saintongeaises, aunisiennes et angoumoisines. Fondé en 1920 par un particulier nommé Abel Mestreau, il est racheté par la municipalité en 1992.
Situé sur la rive opposée de la Charente, le musée archéologique rassemble une collection d'éléments lapidaires datant presque exclusivement de la période gallo-romaine, époque qui marque l'apogée de la ville et sa consécration comme première capitale de la province romaine d'Aquitaine. Toujours sur la rive droite, non loin de la gare de chemins de fer, le musée éducatif de la Préhistoire est le seul musée non détenu par la municipalité. Fondé en 1959, il présente collections et documents pédagogiques consacrés à cette période.

#### Les médiathèques
La médiathèque François-Mitterrand est la principale bibliothèque de l'agglomération. Aménagée dans l'ancien couvent des jacobins (XVe siècle), elle offre un espace de lecture de 4 000 m2 divisé en une section jeunesse et une section adulte. Une aile du bâtiment est consacrée au fonds ancien et régional, lequel est composé de plus de 100 000 ouvrages et documents anciens relatifs à l'histoire de la région. Deux salles ont été aménagées en un espace image et sons et un espace culture multimédia.
La médiathèque Louis-Aragon est située dans le quartier de Bellevue. Divisée en un espace jeunesse et un espace adulte, elle conserve 20 000 ouvrages en libre accès.

#### Les théâtres

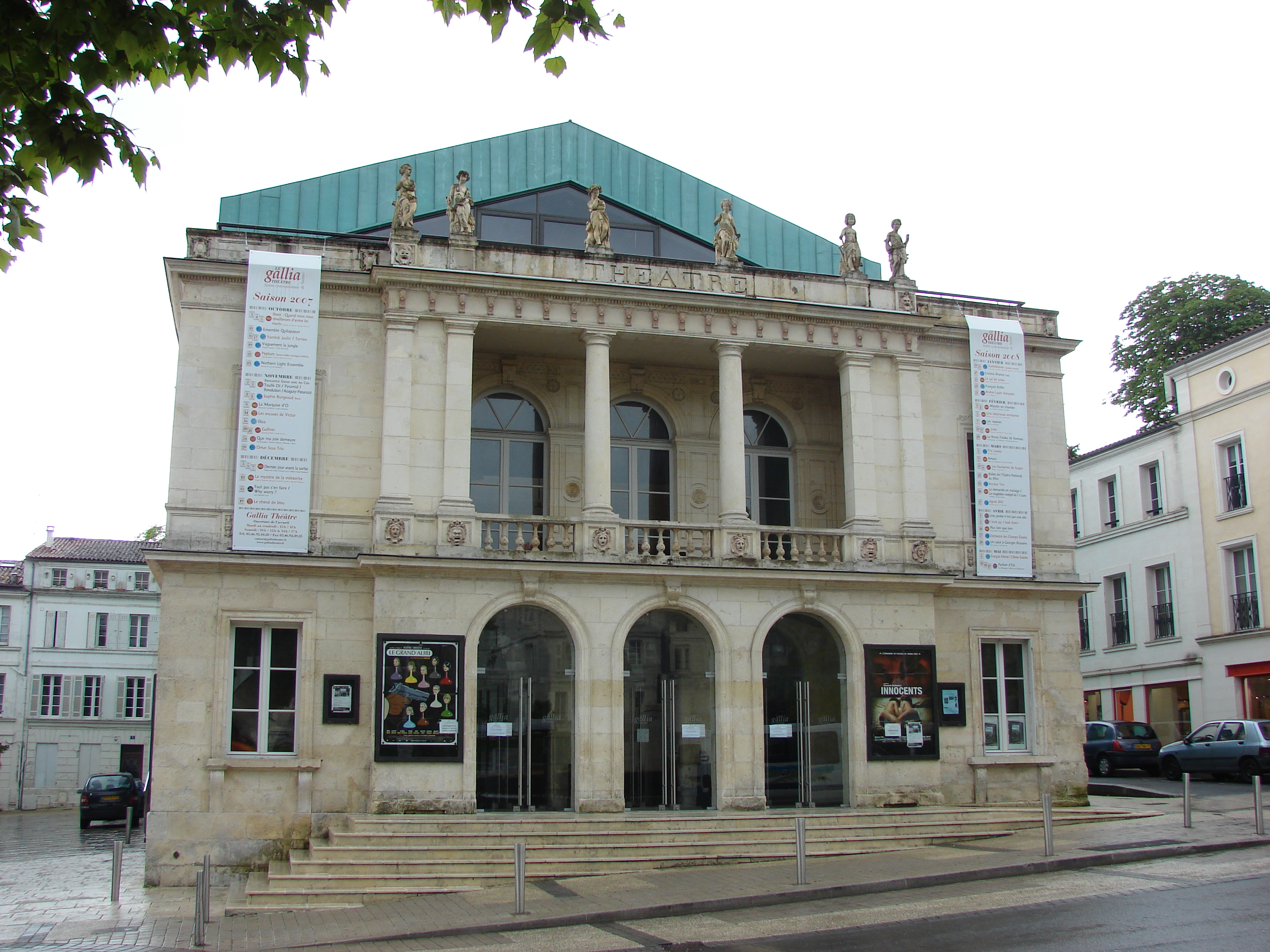
Le théâtre Gallia.

Le Gallia Théâtre est l'un des principaux édifices publics datant de la période du second empire. Sa façade néo-classique présente une loggia avec entablement à l'antique et des sculptures allégoriques, tandis que le reste du bâtiment a été entièrement modernisé en 2002 par les architectes du collectif « Babel » (Michel Seban, Élizabeth Douillet, Bernard Mauplot). Théâtre à l'italienne, qui abrite également une salle de cinéma d'art et d'essai, il accueille environ 85 représentations par an. Il est labellisé « scène conventionnée ». Le théâtre est un équipement municipal géré par une association loi de 1901.
Le théâtre Geoffroy-Martel est localisé sur la rive droite, dans le quartier Saint-Pallais.

#### Les cinémas
Le complexe cinématographique Atlantic ciné est implanté dans le quartier des Coteaux, dans la zone commerciale du Parc Atlantique. Inauguré en 2007, ce cinéma multiplexe regroupe huit salles allant de 73 à 335 places.

#### Les salles de spectacle et de conférence
L'espace Pierre-Mendès-France est un complexe servant à l'accueil de manifestations culturelles, artistiques ou sportives. Il se compose principalement d'une salle de concert de 700 m2 (790 m2 en comptant la scène) pouvant accueillir jusqu'à 1 500 personnes et d'une salle omnisports de 2 673 m2.
La salle Saintonge est utilisée pour la tenue de conférences et de séminaires. Aménagée dans les locaux de l'ancien collège des Jésuites, elle se compose de six salles de réunion et d'un auditorium d'une capacité de 316 places. Ce dernier, établi sur deux niveaux, a été aménagé dans l'ancienne chapelle des Jésuites.

#### Le conservatoire municipal, l'association de l'Abbaye aux Dames et le pôle des musiques actuelles
Le Conservatoire municipal de musique et de danse (ou Conservatoire à Rayonnement Communal) est un établissement d'enseignement instrumental, vocal et chorégraphique agréé par l’État et géré par la direction des services culturels de la ville. Accueillant environ 600 élèves pour une équipe enseignante d'une vingtaine de professeurs, il est implanté dans une aile des bâtiments conventuels de l'abbaye aux dames. 18 disciplines instrumentales sont enseignées dans le « département musique », tandis que la danse classique et la danse jazz sont proposées dans le « département danse ».
L'association de l'Abbaye aux Dames qui gère le site éponyme a noué des partenariats avec plusieurs écoles supérieures de musique telles que le conservatoire de musique de Budapest, celui de Fiesole-Florence ou encore le conservatoire national supérieur de musique et de danse de Paris. Il supervise également le Jeune orchestre Atlantique, devenu en 2013 le Jeune Orchestre de l'Abbaye aux Dames, une structure fondée en 1996 afin de permettre à des musiciens en voie de professionnalisation d'acquérir une spécialisation sur instruments anciens.
L'espace Saint-Eutrope est un centre d'expression artistique consacré aux musiques actuelles. Implanté dans les bâtiments de l'ancien prieuré Saint-Eutrope, jouxtant la basilique du même nom, il accueille plusieurs studios de répétition et une régie d'enregistrement. Ces infrastructures sont utilisées pour l'accueil et le soutien des groupes locaux, soit environ 150 musiciens en 2009. Les locaux accueillent également l'Atelier chorégraphique de Saintes et la compagnie Adrénaline, deux associations promouvant la danse moderne, ainsi qu'une salle de concert d'une capacité de 80 places aménagée dans une ancienne chapelle.

### Événements culturels
Le festival de Saintes est organisé chaque année au mois de juillet par l'association de l'Abbaye aux Dames. Initialement consacrées aux musiques anciennes, baroques et classiques depuis 1972, les "Académies Musicales de Saintes" ont accru leur rayonnement dans les années 80 et 90 sous la direction artistique de Philippe Herreweghe. Si la musique ancienne reste encore aujourd'hui son domaine de prédilection, le Festival de Saintes illustre désormais un large éventail de musiques savantes jusqu'à la musique contemporaine et s'inscrit dans le cadre global de son projet de "Cité Musicale". Il s'étale sur près de dix jours et rassemble en moyenne de 10 000 à 12 000 spectateurs pour une trentaine de concerts.
Chaque année au mois d'octobre, l'Académie de Saintonge se réunit à la bibliothèque municipale de Saintes pour établir un palmarès et décerner des prix et médailles aux nouveaux talents régionaux dans les domaines des lettres, des arts, du patrimoine et de l'identité locale.

### Saintes dans les arts et la culture

#### Peinture
La région de Saintes voit la naissance d'un courant artistique baptisé « École naturaliste de Port-Berteau » dans le courant des années 1860. Fondée par le peintre rochefortais Louis-Augustin Auguin à Port-Berteau (commune de Bussac-sur-Charente), elle est rejointe en 1862 par les peintres Gustave Courbet, Jean-Baptiste Corot et Hippolyte Pradelles. L'influence de cette école se fera sentir jusqu'au début du XXe siècle à travers les œuvres de Gaston Corbier, Furcy de Lavault et Louis Cabié.
Les peintres Gustave Courbet et Jean-Baptiste Corot séjournent à Saintes durant l'année 1862. Ils y peignent simultanément deux « Vues de Saintes » au mois d'août de cette même année. Ces deux toiles représentent une vue générale de la ville vue du nord, des champs et des forêts occupant le premier plan, tandis qu'en toile de fond apparaissent les clochers de la basilique Saint-Eutrope et de la cathédrale Saint-Pierre.
Le peintre saintais Gaston Corbier réalise une toile intitulée « Paysage au bas-Lormont » représentant la proche campagne saintaise
Comptant parmi les autres œuvres représentant la ville de Saintes figurent notamment un « Amphithéâtre de Saintes » de Raoul Serres, une « Charente à Saintes » d'Ulysse Gorrin ou une « Place Blair à Saintes » de Jean Hourrègue.

#### Sculpture
Originaire de Biron, le sculpteur Jack Bouyer est l'auteur de plusieurs sculptures ornant bâtiments officiels et espaces verts de la ville. Parmi ses œuvres figurent notamment un buste de Gustave Courbet et un autre de Joseph Ignace Guillotin (à l'hôtel de ville) et La cagouille (escargot) du quartier de Bellevue. Il a également réalisé un buste de Goulebenéze, aujourd'hui à la mairie de Matha.

#### Littérature
Victor Hugo visite la cité au mois de septembre 1843. Dans son ouvrage Alpes et Pyrénées, il écrit son indignation devant les déprédations commises sur les monuments anciens de la ville : sa visite coïncide ainsi avec la démolition du pont antique et le démontage de l'arc de Germanicus, dont il déplore le « caractère barbare et dérisoire ».

Jean Bruller (mieux connu sous son nom de plume, Vercors) se réfugie à Saintes au tout début de la Seconde Guerre mondiale, avant de regagner son domicile de Villiers-sur-Morin durant l'été 1940. Il fera de discrètes allusions à la ville dans son célèbre ouvrage « Le Silence de la mer » (notamment lorsque l'officier allemand Werner von Ebrennac relate brièvement l'entrée des Allemands à Saintes). Après-guerre, il écrit : 
« Bien que Parisien de naissance, j'ai pour Saintes et la Saintonge les sentiments qu'on a pour une seconde Patrie. »

### Lieux et monuments

#### Arc de Germanicus

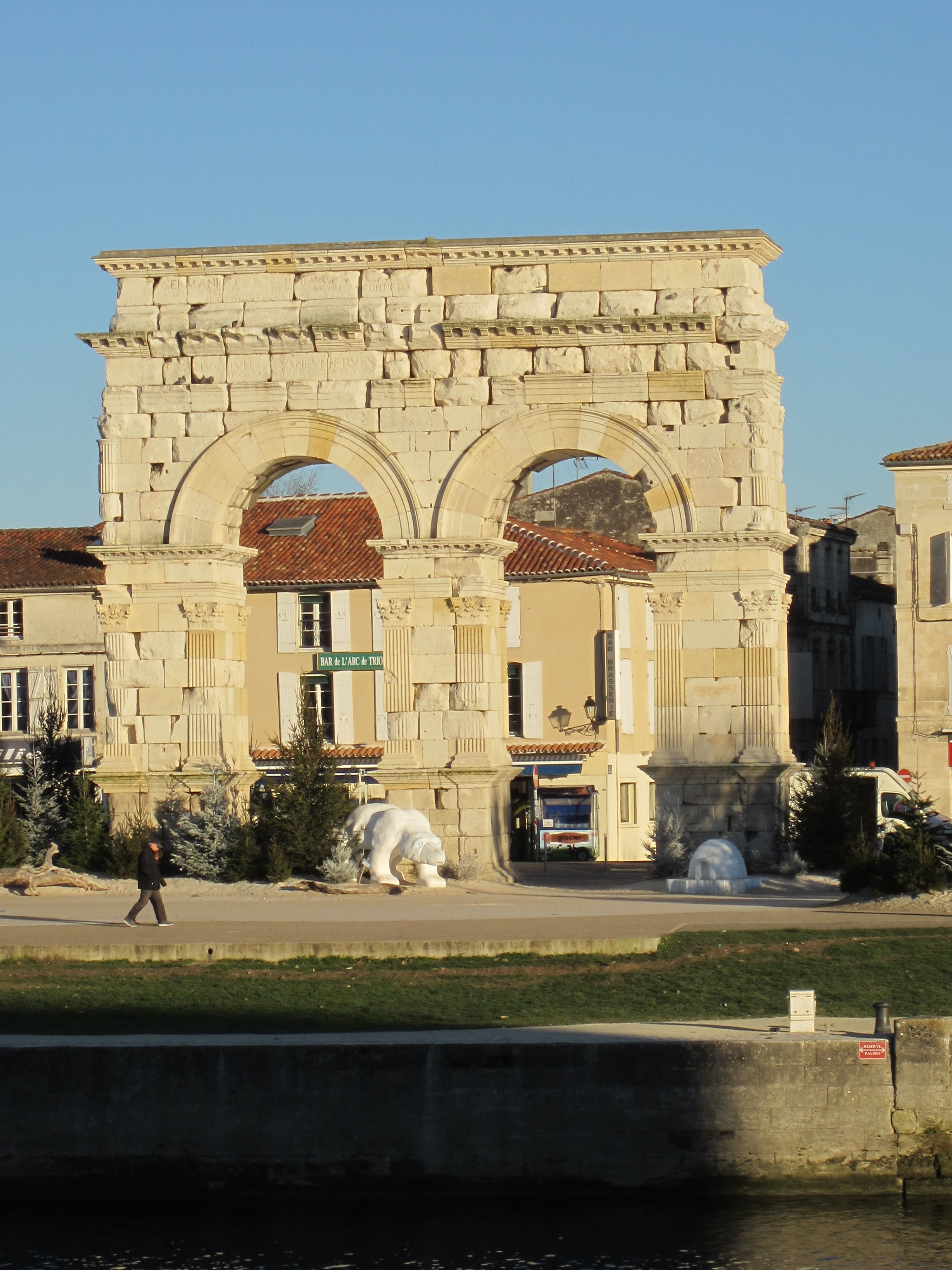
L'arc de Germanicus.

Les plus anciens monuments de la ville sont érigés durant le haut Empire romain, période faste qui voit la consécration de la ville comme capitale politique de la province romaine d'Aquitaine. L'arc de Germanicus est bâti vers l'an 18 ou 19, sous le principat de Tibère, par un notable santon nommé Caius Iulius Rufus. Cet arc votif doit son nom à la dédicace inscrite sur la frise de l'entablement, laquelle honore la famille impériale : l'empereur Tibère, son fils Drusus et son fils adoptif le général Germanicus. Originellement situé à l'entrée du pont antique, il est sauvé de la démolition au XIXe siècle grâce à l'intervention de Prosper Mérimée.

#### Amphithéâtre

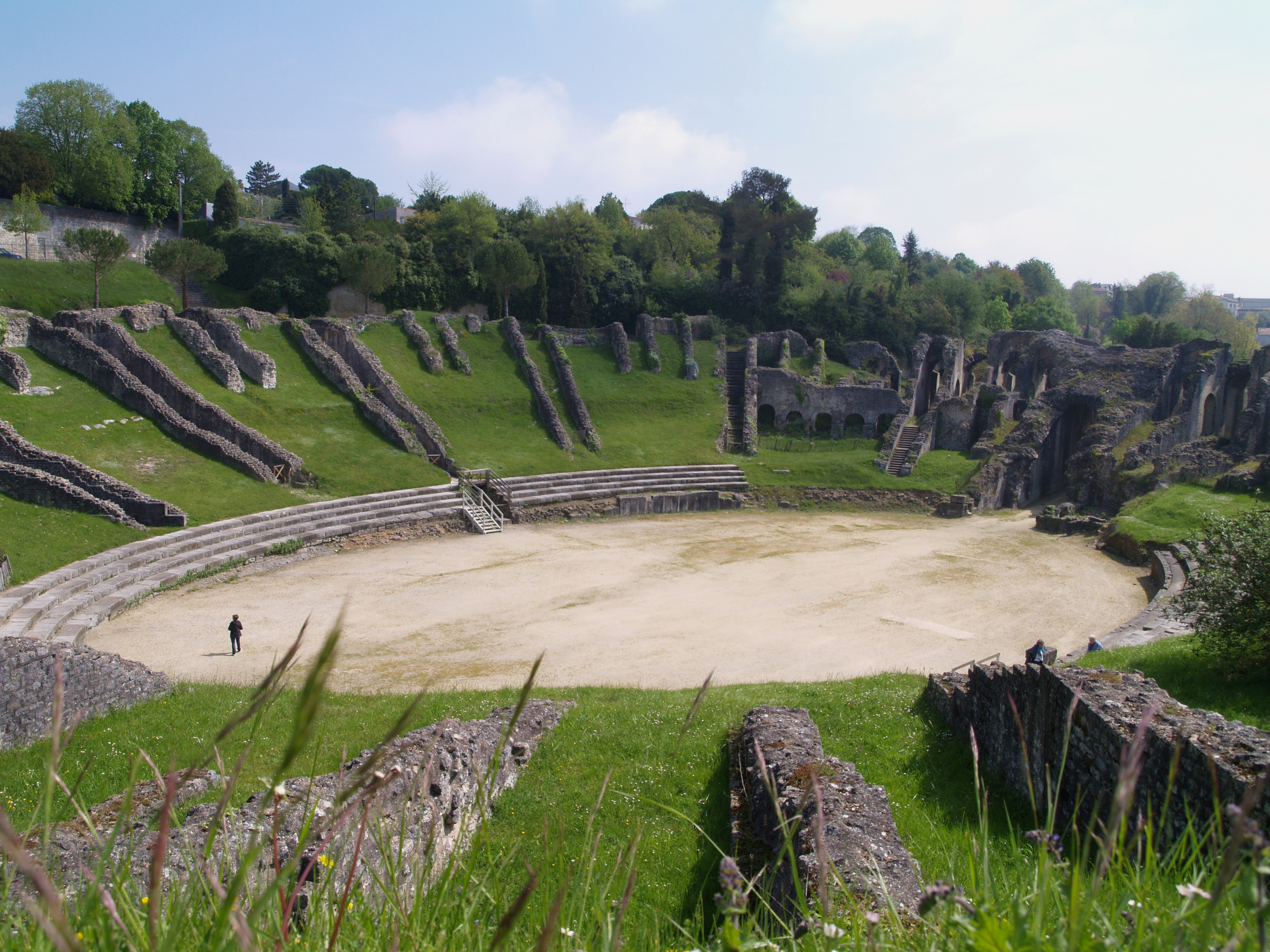
L'amphithéâtre romain construit sous le règne des julio-Claudiens.

Autre témoignage de l'époque romaine, l'amphithéâtre est achevé au début du règne de l'empereur Claude (41-54 apr. J.-C.).
Mesurant 126 mètres sur 102, il est reconnaissable à sa structure particulière, la cavea étant appuyée sur deux versants du « Vallon des Arènes » et sur un remblai. Animaux sauvages et gladiateurs accédaient à l'arène par deux vomitoria établis à l'ouest et à l'est.
C’est aujourd’hui l’un des amphithéâtres les mieux conservés de ce qui était la province de Gaule aquitaine. Malgré la disparition de la plupart des superstructures, les vestiges rendent une image fidèle de ce que pouvait être cet amphithéâtre à l’époque de sa splendeur.

#### Thermes

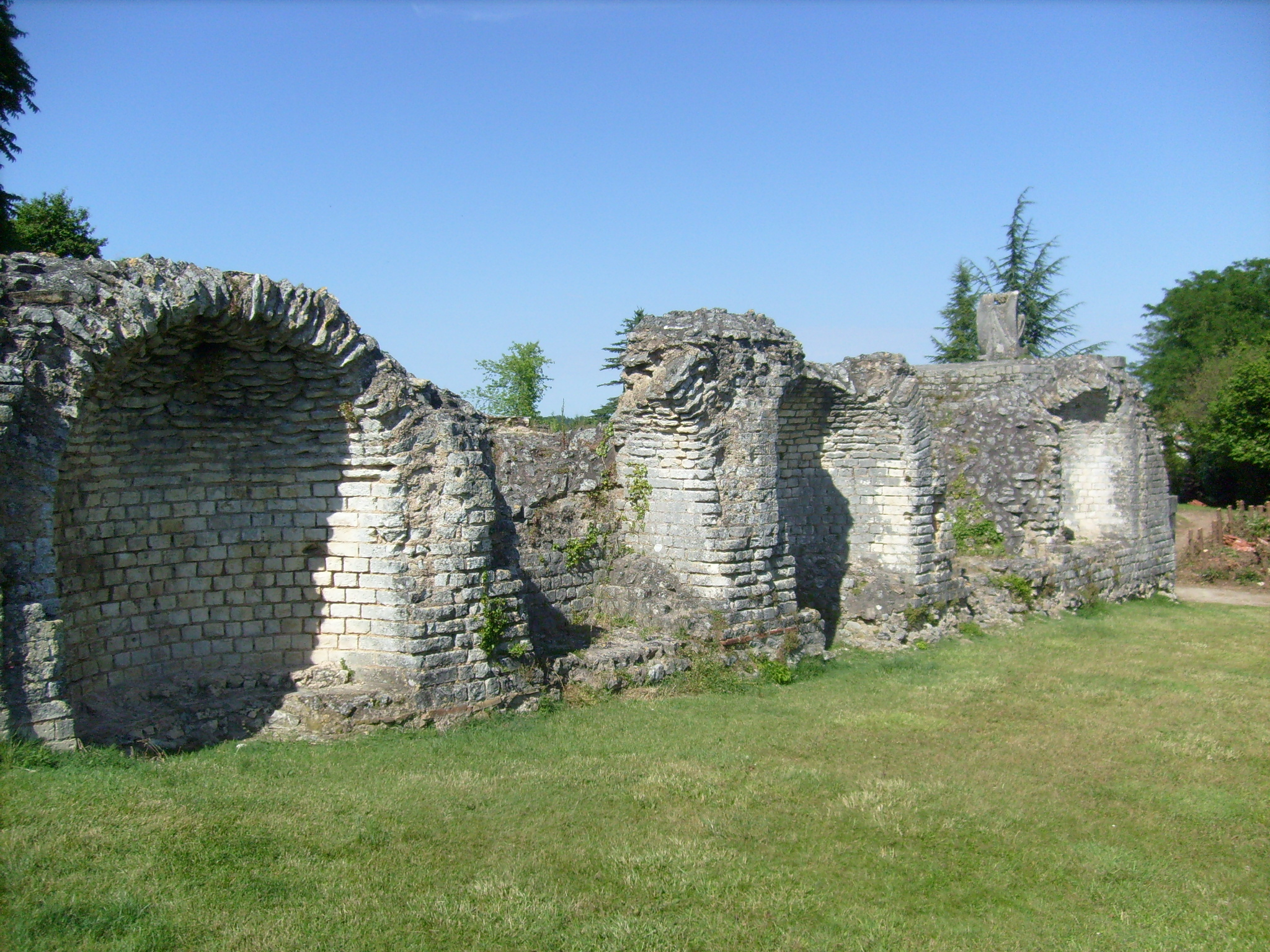
Les thermes de Saint-Saloine.

Les thermes de Saint-Saloine sont postérieurs à ces deux monuments majeurs de la ville antique, et semblent dater de la seconde moitié du premier siècle. Seuls subsistent de nos jours une partie des murs du caldarium, inscrits dans les ruines d'une église paléochrétienne qui a donné son nom au monument. Tout comme les thermes de Saint-Vivien aujourd'hui disparus, ils étaient alimentés par un aqueduc dont des tronçons sont toujours visibles au nord de la ville et en cours de fouilles archéologiques depuis 2003.
Enfin, la place des Récollets accueille quelques discrets vestiges du rempart antique élevé à la fin du IIIe siècle afin de prémunir la ville des incursions barbares.

#### Musée de l’Échevinage
La maison de l'échevinage est édifiée dans la seconde moitié du XVe siècle afin de servir de lieu de réunion au maire et à ses échevins. Remaniée à plusieurs reprises, elle demeure le siège des institutions municipales bien après la Révolution, et est aujourd'hui convertie en musée.

#### Logis du gouverneur
Établi au sommet de la « Colline du Capitole », en surplomb du centre historique, le logis du gouverneur est l'unique vestige de l'ancienne citadelle conçue au début du XVIIe siècle par le gouverneur Louis de Pernes. Abritant des services hospitaliers jusqu'à une époque très récente, il est en attente de reconversion depuis lors. Le XVIIIe siècle voit la création dans le faubourg Saint-Vivien d'une éphémère faculté de chirurgie sous l'impulsion du docteur Jean-Jacques Doussin, mais elle ne survit pas à la révolution.

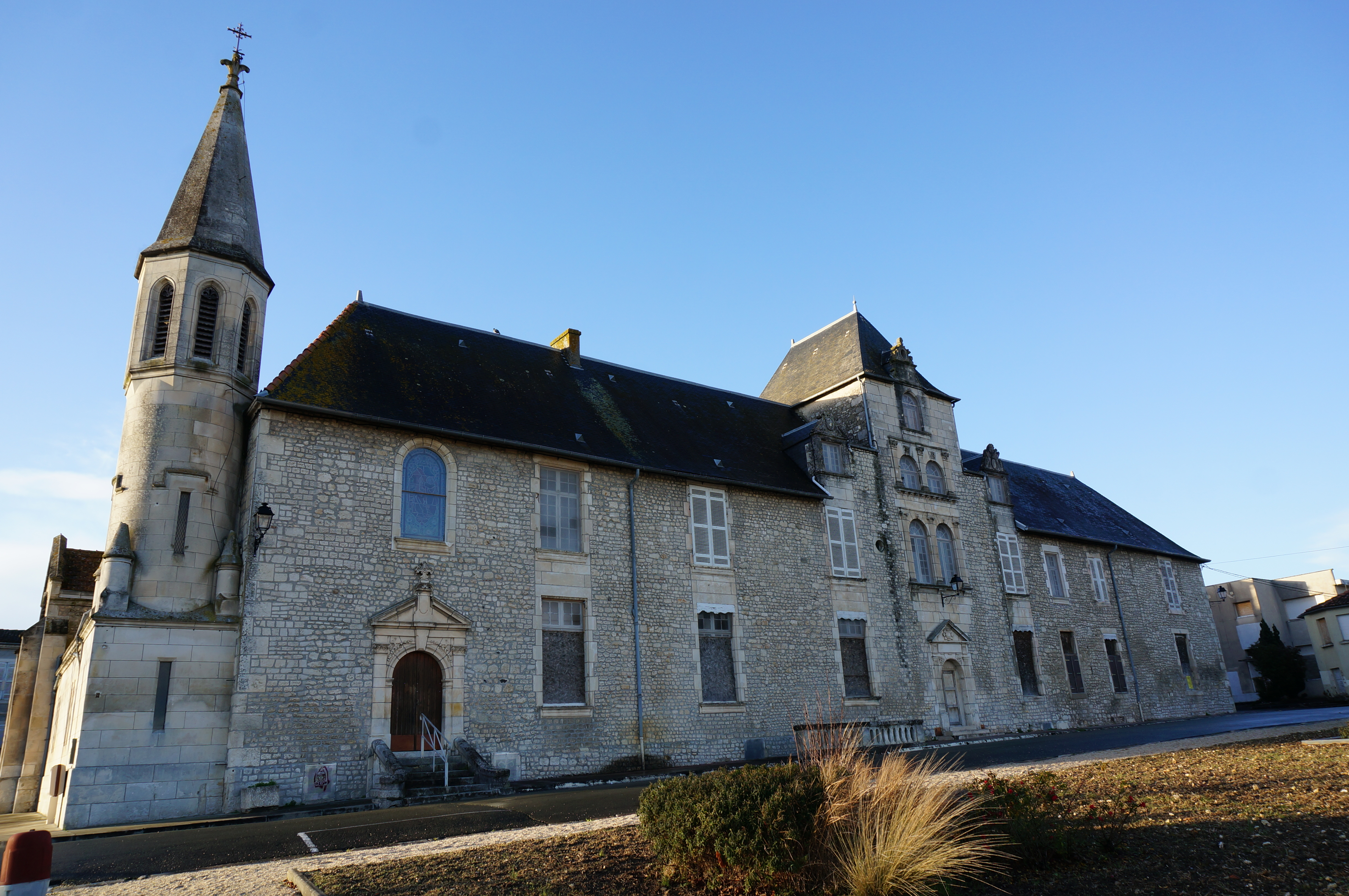
Le logis du gouverneur.

Le XIXe siècle voit l'émergence de plusieurs monuments importants, parmi lesquels le palais de justice, siège de la cour d'assise, mais aussi le théâtre Gallia, l'hôtel de la sous-préfecture, la gare de chemins de fer ou encore l'hôtel de ville, reconstruit après un incendie. Le XXe siècle marque son empreinte sur la cité par l'érection de l'hôtel des postes et de la maison des aveugles.
La statuaire publique comprend plusieurs œuvres témoignant de l'art du XIXe siècle et du XXe siècle:
- Parmi celles-ci se trouve la statue de Bernard Palissy, érigée en 1868 sur la place Bassompierre. Réalisée par le sculpteur Ferdinand Talluet, elle représente le célèbre artisan méditant, la main posée sur l'un de ses plats.
- L'esplanade du Maréchal-Foch accueille le monument aux morts (1922), réalisation de l'artiste charentais Émile Peyronnet. L'œuvre représente un « poilu » agonisant dans les bras d'une infirmière, portant son regard vers un personnage féminin tenant à la main un rameau de lauriers, symbole de paix.
- Enfin, le jardin de la villa Musso abrite le mémorial de Goulebenéze, célèbre barde charentais décédé en 1952. La statue, réalisée deux ans plus tard par le sculpteur Pierre Marchand, représente le poète en habit traditionnel, la main sur le cœur. Des vers du poème Bonjour Saintonge sont gravés sur la pierre du mémorial.

#### Basilique Saint-Eutrope

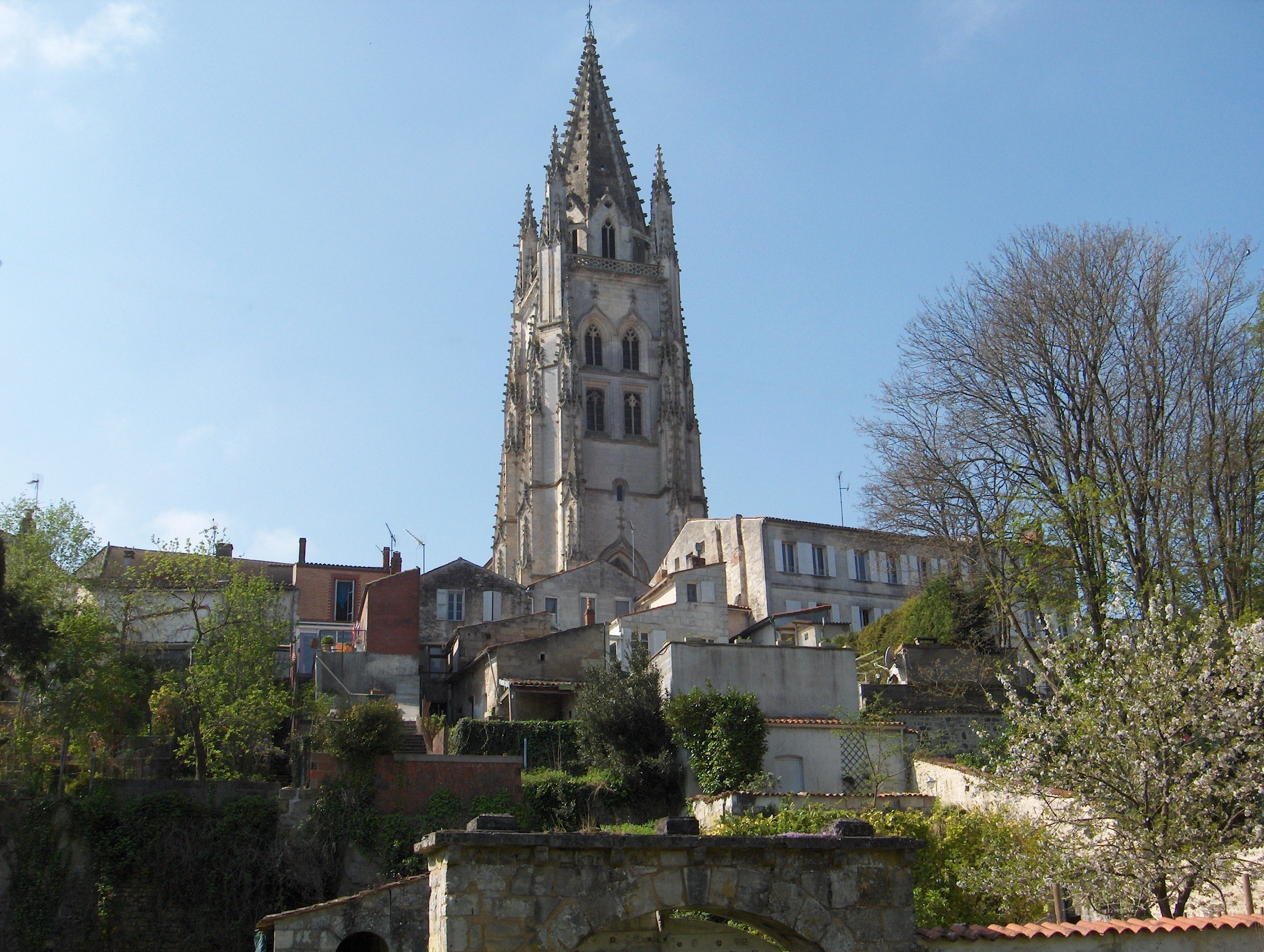
La basilique Saint-Eutrope, rue Saint-Eutrope, vue depuis le vallon des Arènes

Christianisée dans le courant du IIIe siècle, la ville de Saintes semble s'être dotée de ses premières églises durant l'Antiquité tardive. La tradition fait remonter au Ve siècle la fondation d'une première cathédrale, bien qu'aucune preuve archéologique ne soit venue corroborer ces affirmations. Au VIe siècle, une basilique funéraire est édifiée autour du tombeau de l'évêque Vivien, à l'extérieur de l'enceinte urbaine.
Accédant à la dignité épiscopale en 573, Palladius promeut le culte d'Eutrope, évangélisateur de la cité des Santons. Il fait ériger une première basilique en son honneur dans le vallon des Arènes, ainsi qu'un sanctuaire dédié à saint Martin dont l'emplacement demeure inconnu à ce jour. Enfin, il ordonne la reconstruction de la cathédrale.
Lorsque Palladius s'éteint en 596, il est inhumé dans une nécropole située sur la rive droite, laquelle accueille ultérieurement une basilique consacrée sous la forme francisée de son nom : Pallais.
Aucune trace de ces sanctuaires paléochrétiens ne subsiste de nos jours, la plupart ayant été soit détruits, soit remplacés ultérieurement. De fait, la plupart des églises de la ville sont reprises au Moyen Âge.
Parmi les plus anciens témoignages de l'architecture sacrée à Saintes, la basilique Saint-Eutrope occupe une place prépondérante. Édifiée dès 1081, elle est alors une étape pour les pèlerins en route vers Saint-Jacques-de-Compostelle. Son clocher surmonté d'une flèche flamboyante date du XVe siècle et est dû aux libéralités du roi Louis XI. Sa crypte ou église basse est l'une des plus vastes cryptes romanes d'Europe. Depuis 1999, la basilique est classée au patrimoine mondial de l'humanité au titre des chemins de Saint-Jacques-de-Compostelle en France.

#### Abbaye aux Dames

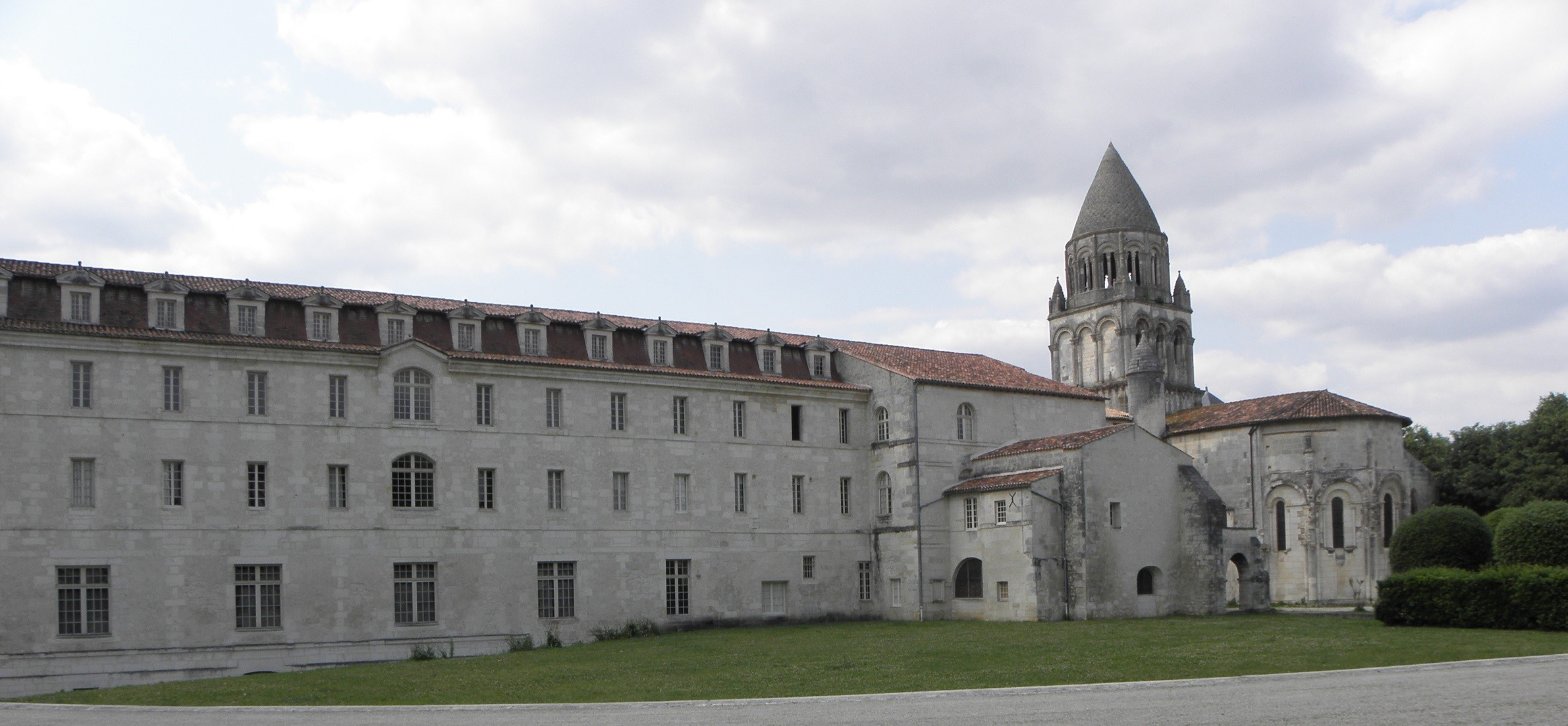
L'abbaye aux Dames.

Située dans un ancien faubourg de Saintes, sur la rive droite de la Charente, l'abbaye aux Dames, place de l'Abbaye, est un ensemble monastique fondée en 1047. L'église Sainte-Marie, largement reprise au XIIe siècle, est dotée d'une façade tripartite caractéristique du style roman saintongeais ; son clocher à écaille en pomme de pin apparaît comme un héritage de l'architecture antique. Les bâtiments conventuels attenants sont entièrement reconstruits au XVIIe siècle après une succession d'incendies dévastateurs.
- L'église Saint-Pallais, place Saint-Pallais, est Mitoyenne de l'abbaye, est le résultat de plusieurs campagnes de construction s'étalant du XIIe au XVe siècle.

#### Cathédrale Saint-Pierre

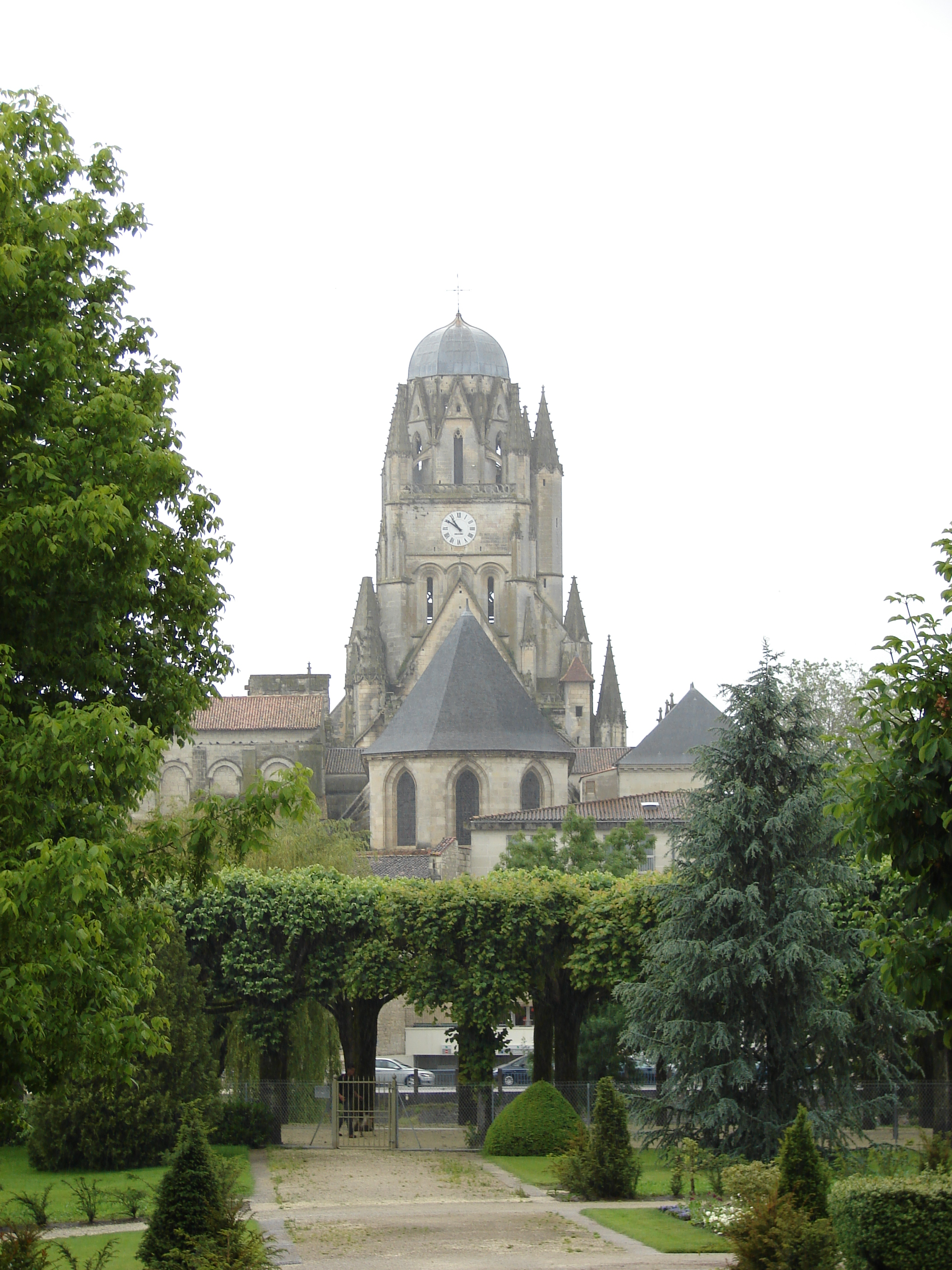
La cathédrale Saint-Pierre.

Le centre historique de la ville concentre plusieurs édifice religieux médiévaux. Il est dominé par la silhouette massive de la cathédrale Saint-Pierre, place du Synode, dont le clocher coiffé d'un dôme en cuivre culmine à 58 mètres. L'architecture atypique de la cathédrale est due aux déprédations commises durant les guerres de religion. À quelques mètres de la cathédrale s'élève l'ancien couvent des jacobins, converti en médiathèque. Il conserve une chapelle de style gothique flamboyant datée du XVe siècle.

#### Église Sainte-Colombe

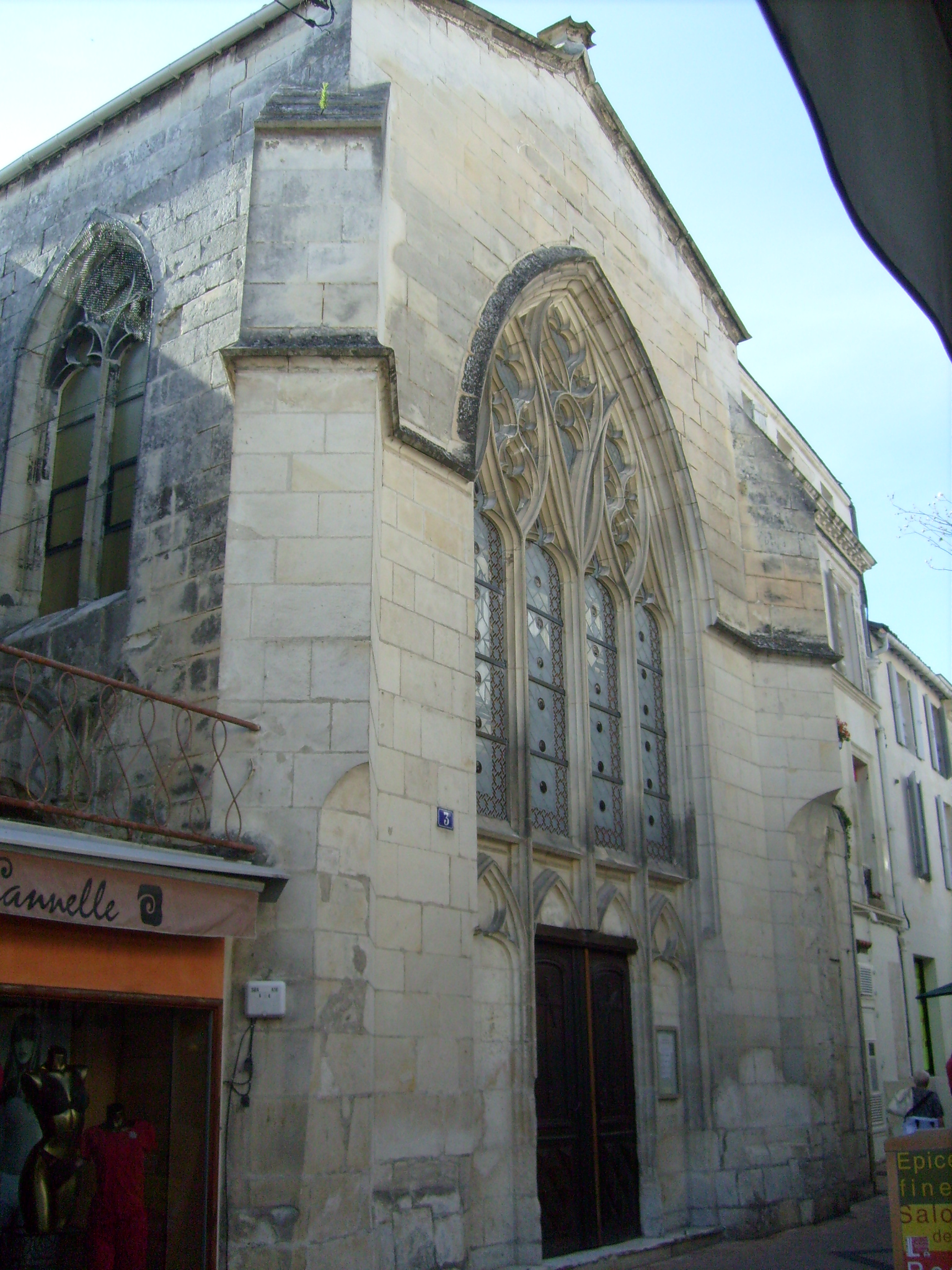
Église Sainte-Colombe

Autre témoignage de l'architecture flamboyante, l'église Sainte-Colombe, rue Urbain Loyer, est le siège de l'une des principales paroisses intra-muros au Moyen Âge.

#### Autres monuments religieux
La politique de contre-réforme conduit à l'installation de plusieurs couvents dans le courant du XVIIe siècle:
- Ainsi du couvent des récollets, démoli dans les années 1960 et dont seul témoigne un portail orné de têtes d'angelots.
- La chapelle des jésuites, bâtie en 1610, connaît un sort similaire. Il n'en subsiste que quelques ruines à proximité de la cathédrale, dans le square André-Maudet.
- Surplombant la Charente, le séminaire des Pères de la Mission procède de la même volonté de faire revenir les réformés dans le giron de l'église catholique. Bâti à partir de pierres prélevées sur l'ancienne citadelle, il est formé d'un corps de bâtiment monumental élevé à partir de 1644.
- Le collège des bénédictins est l'unique témoignage de l'architecture religieuse du XVIIIe siècle conservé à Saintes. Fondé par les jésuites au XVIIe siècle, il est ensuite confié aux bénédictins mauristes qui entament la reconstruction de l'ensemble des bâtiments en 1780. La chapelle des Jésuites de la rue Chapsal, érigée en 1782, possède une façade monumentale de style néo-classique.
- Le XIXe siècle voit la reconstruction de l'église Saint-Vivien dans un style inspiré du néo-classicisme. La chapelle Saint-Pierre, construite en 1870, l'église Saint-Louis, qui lui est postérieure de six ans, et l'église Notre-Dame-de-Recouvrance (1891) sont caractéristiques du style néo-gothique.
- Le Temple protestant de Saintes a été conçu par l'architecte parisien Adolphe-Augustin Rey, et construit entre 1904 et 1906[256]. Il présente une architecture intégrant éléments néo-roman, néo-byzantin et art nouveau.

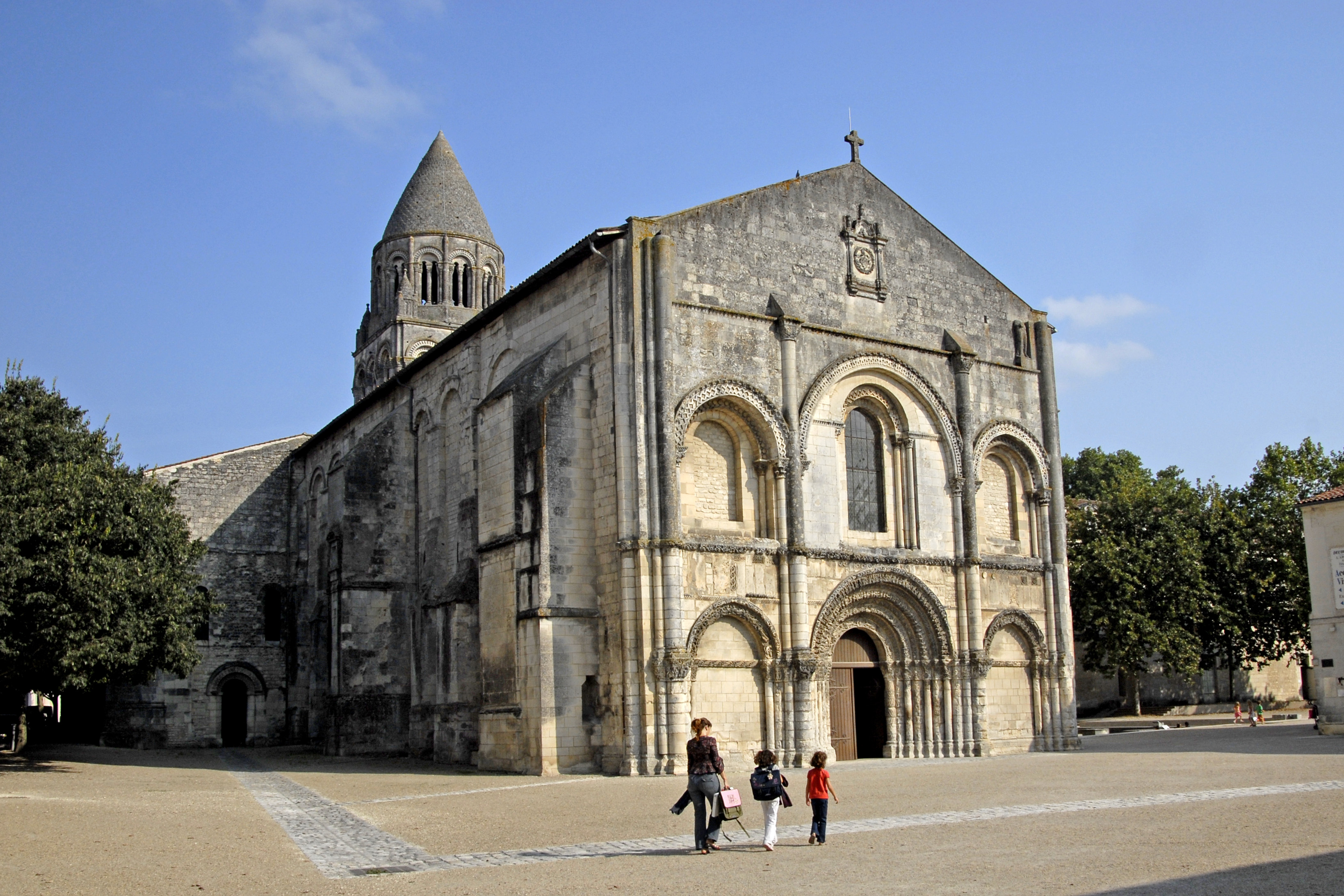
Église abbatiale Sainte-Marie-aux-Dames.
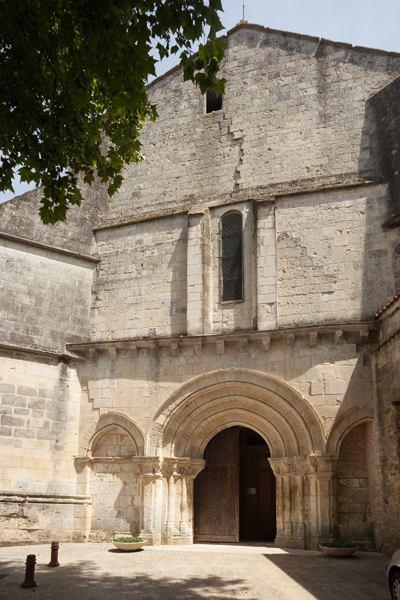
Église Saint-Pallais.
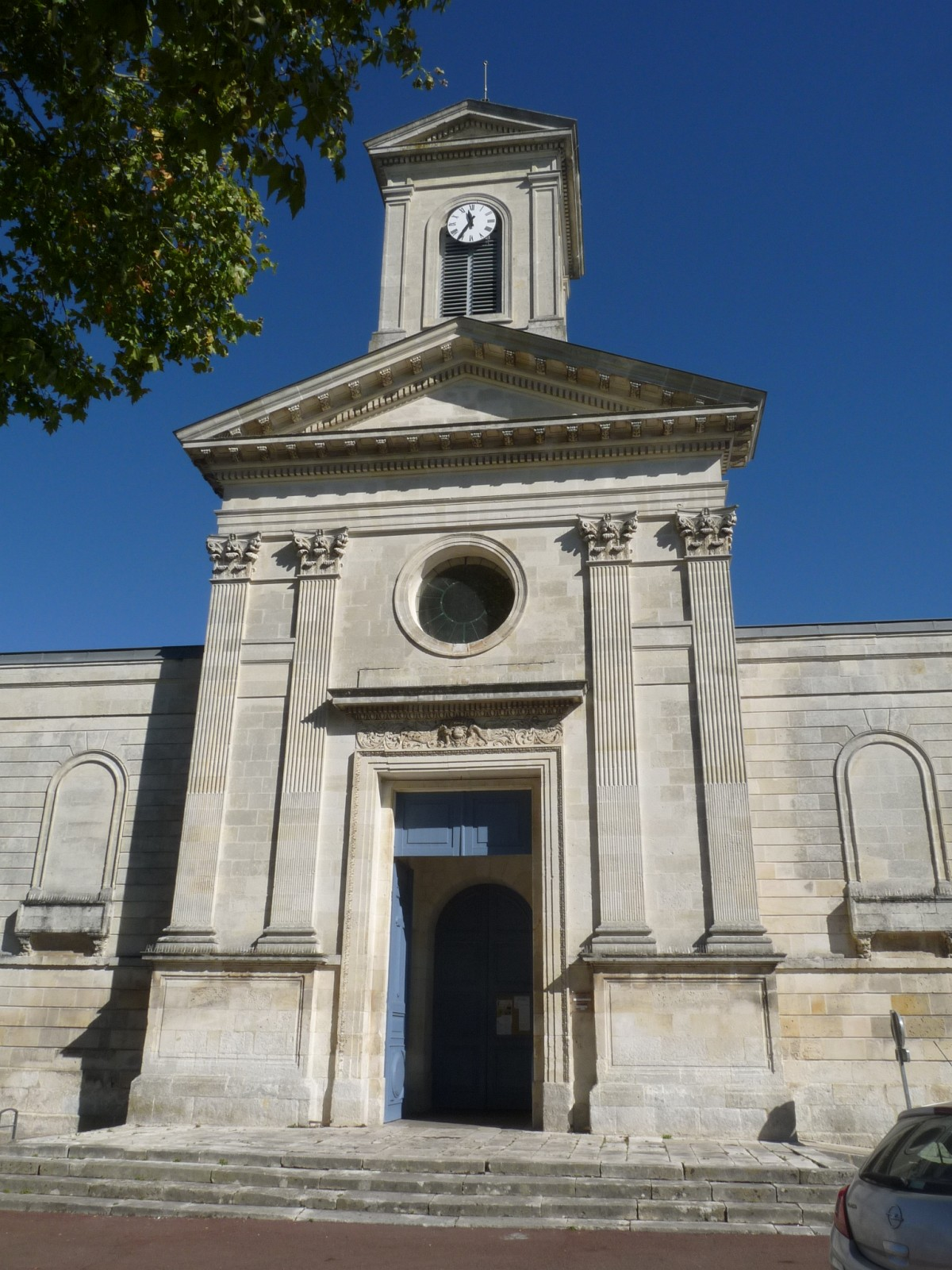
Église Saint-Vivien.
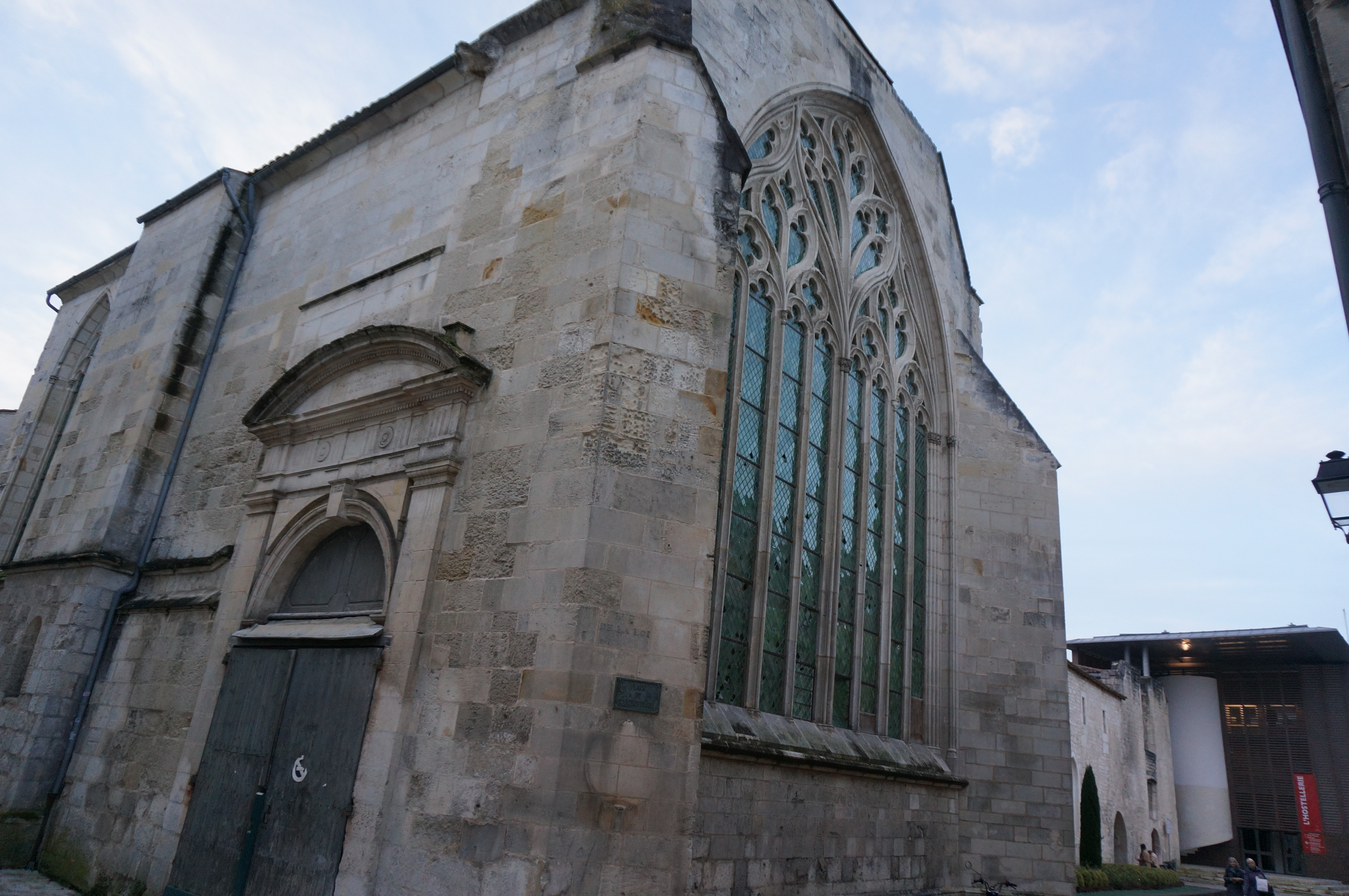
Chapelle de l'ancien couvent des Jacobins.
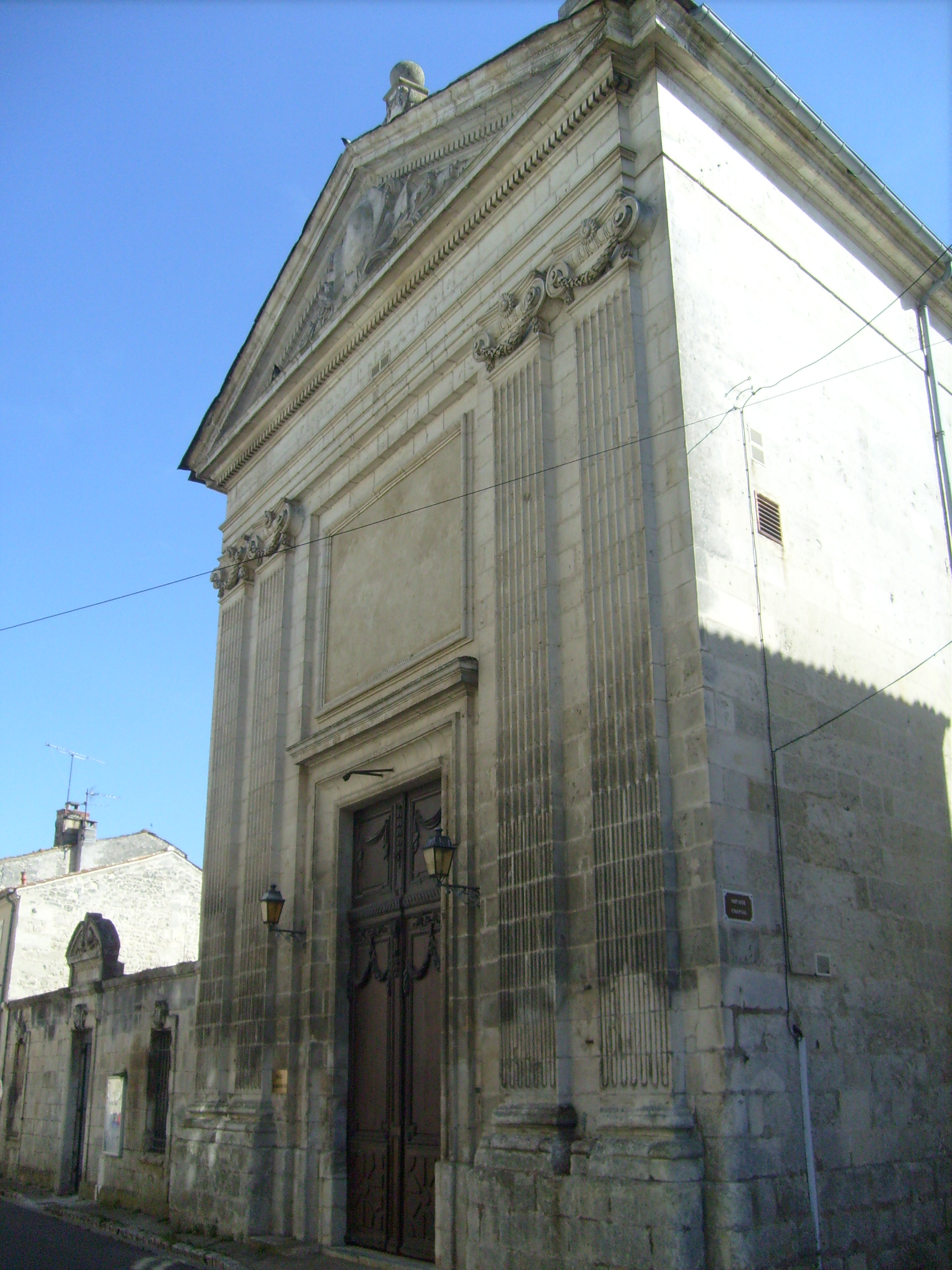
Chapelle des Jésuites.
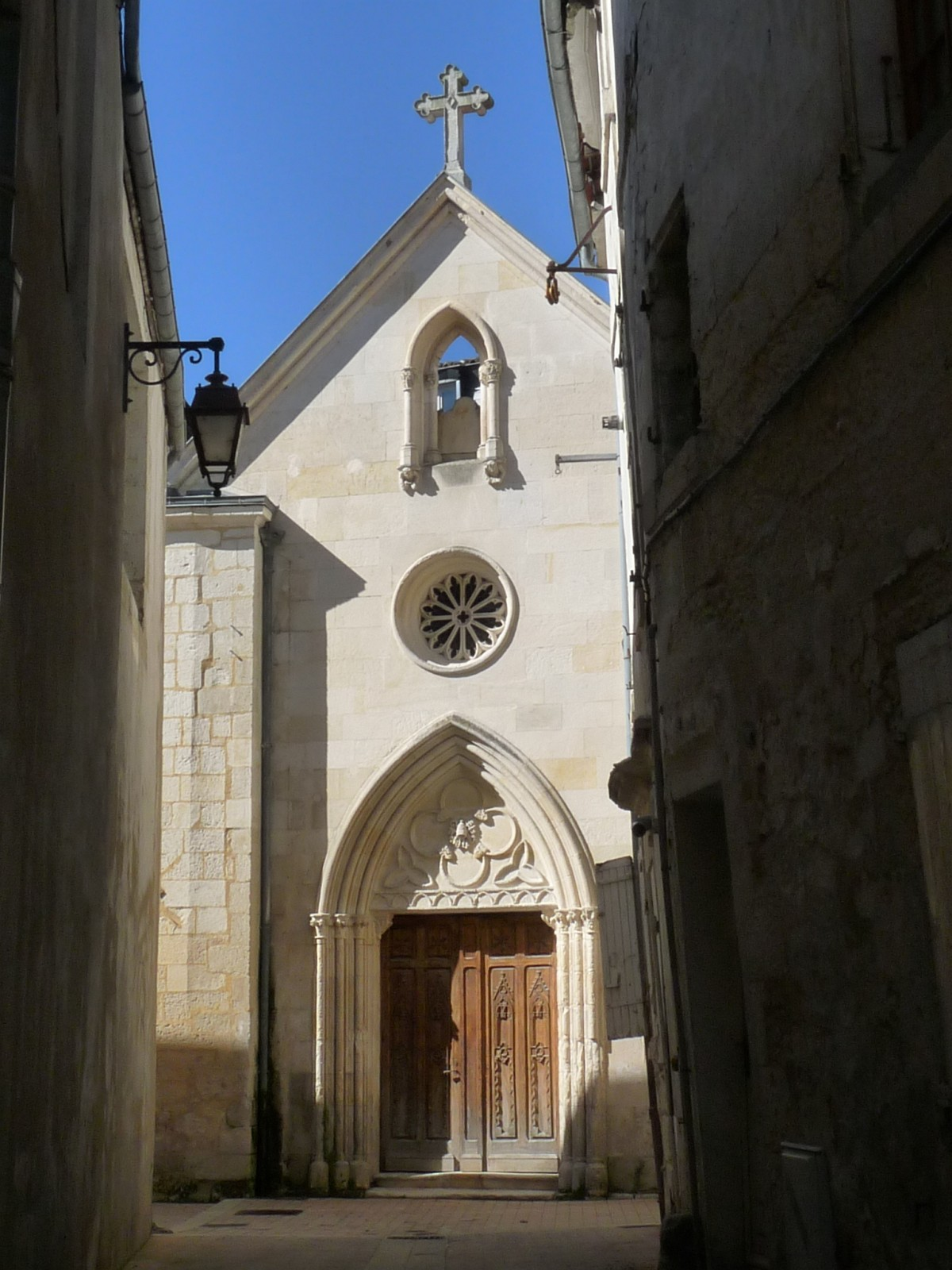
Chapelle Saint-Pierre.
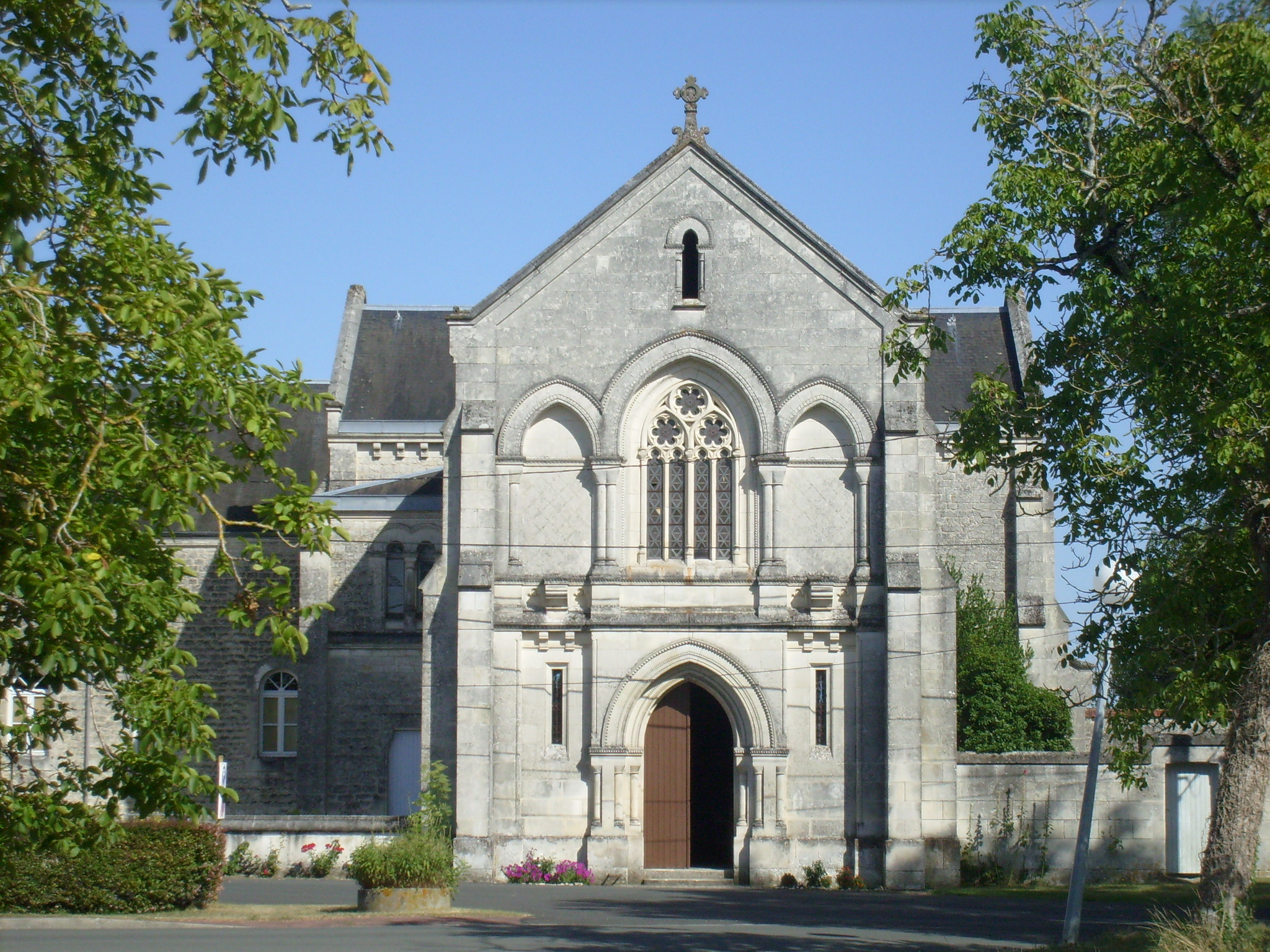
Chapelle Notre-Dame-de-Recouvrance de la Maison diocésaine.
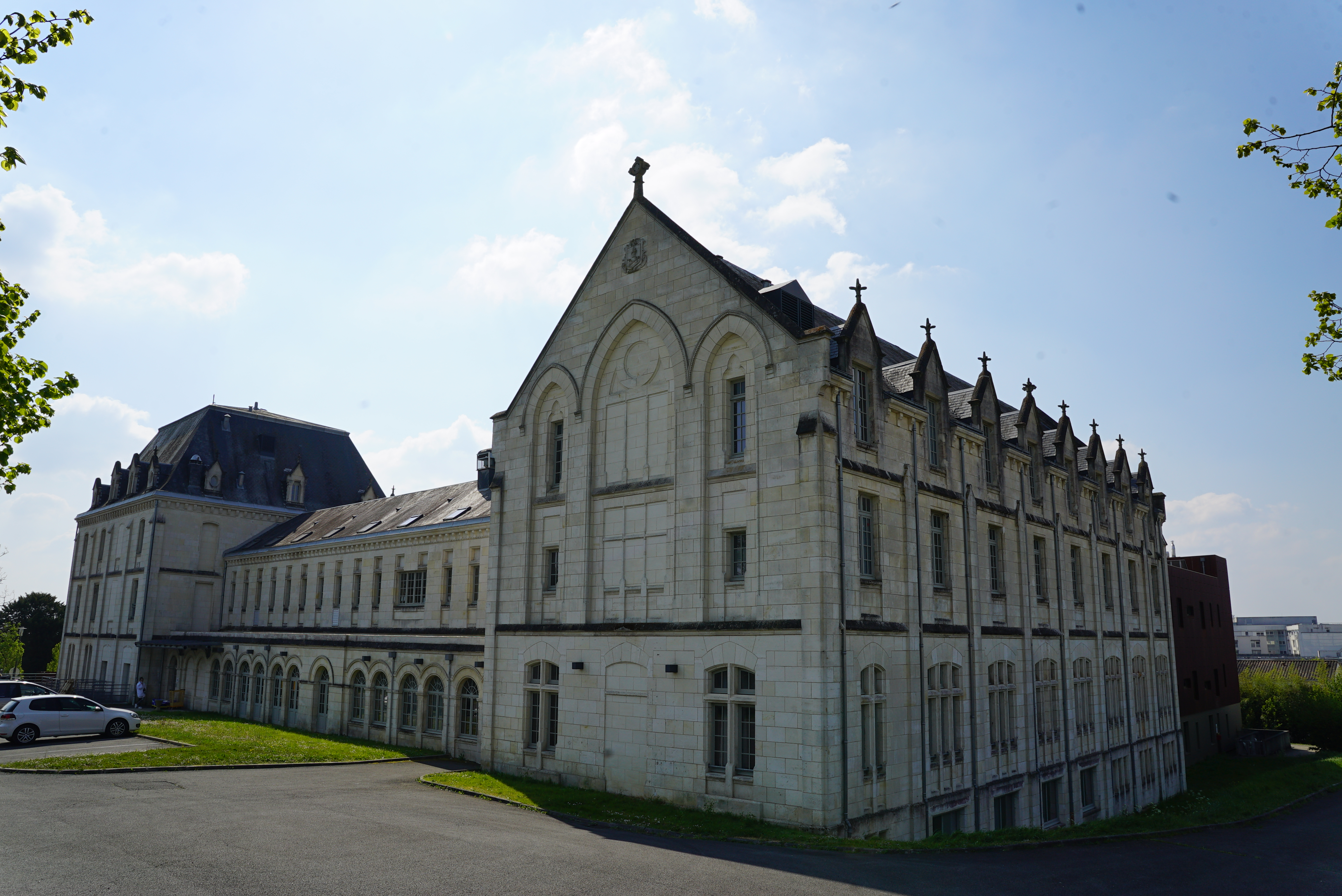
Chapelle de l'EHPAD Recouvrance.
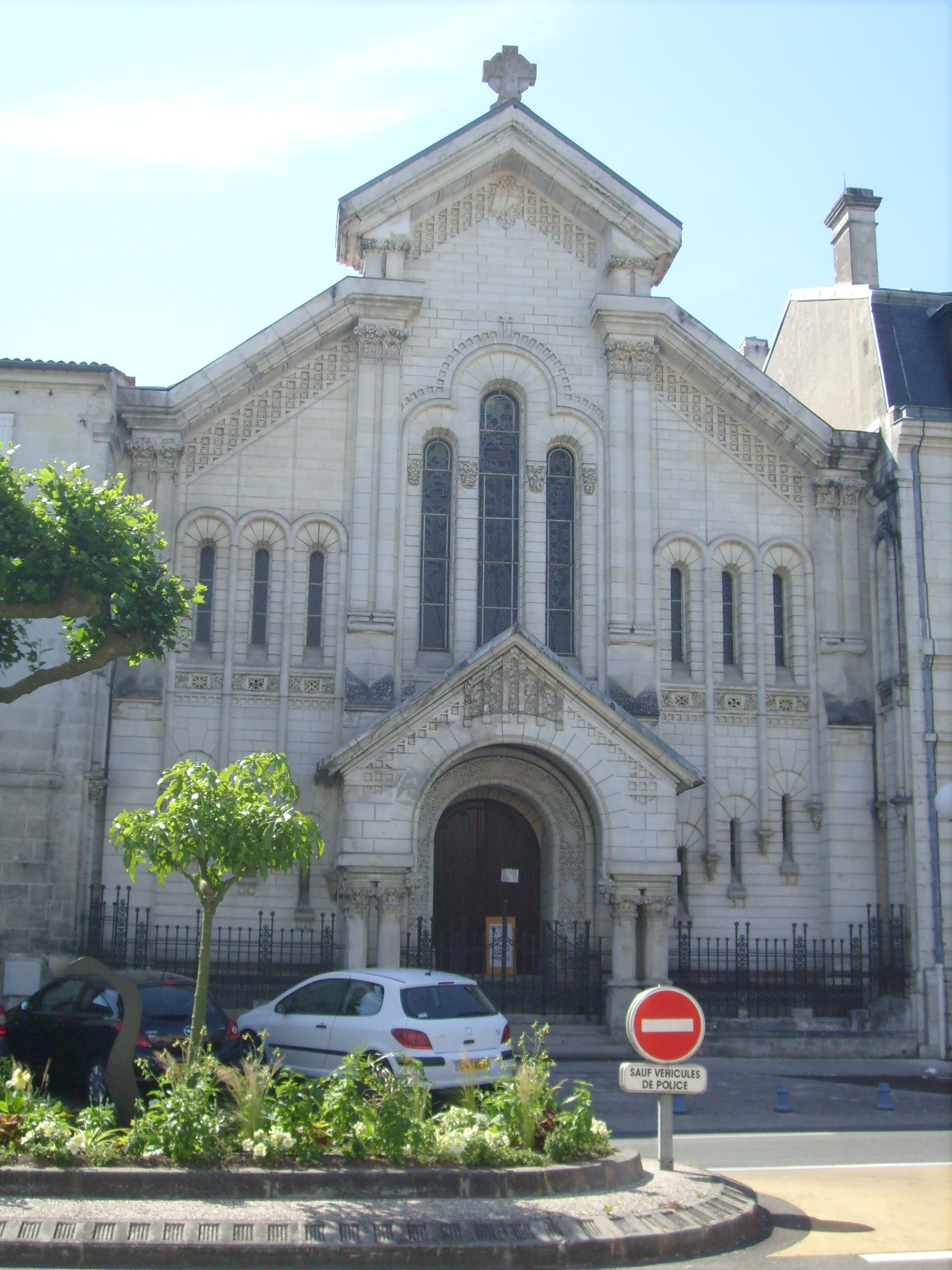
Temple protestant.

##### Autres monuments non-religieux
La commune de Saintes contient plusieurs logis remarquables, parmi lesquels on peut citer, au sud-est de la ville, le château du Grand Coudret et le château du Ramet.
- Maison de la juridiction consulaire

#### Espaces verts

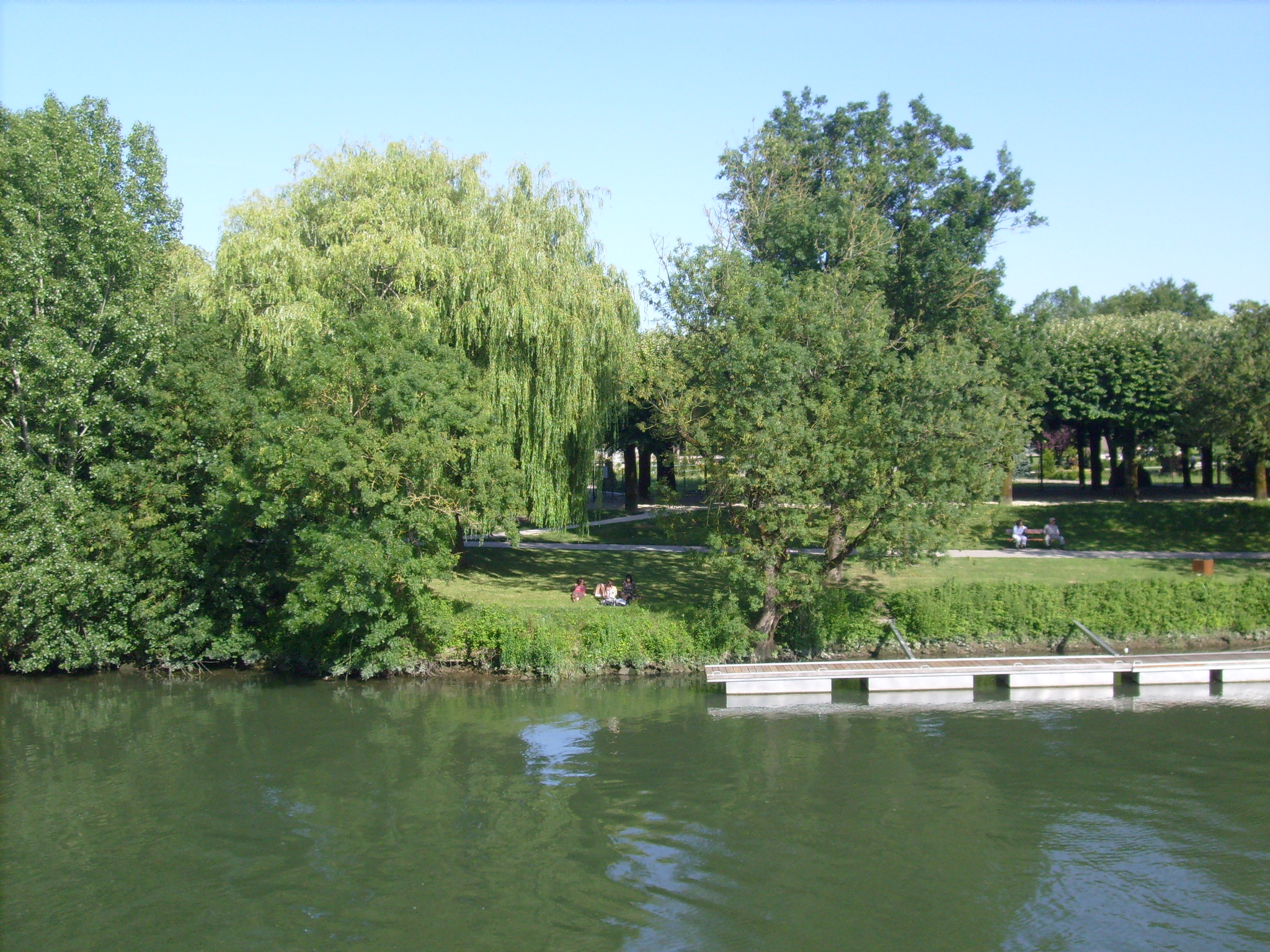
Le jardin public Fernand Chapsal au bord de la Charente.

La ville de Saintes dispose de plusieurs parcs, squares et espaces verts disséminés dans toute l'agglomération. Gérés par le service municipal des espaces verts et naturels, ils représentent une superficie totale de 238 hectares comprenant notamment 122 hectares d'espaces naturels et de prairies, 14,70 hectares de secteurs sportifs ou encore 13,40 hectares de parcs et jardins.
En 2009, le service des espaces verts et naturels employait 45 agents affectés à l'entretien des espaces verts, huit agents étaient responsables des équipements sportifs. Le service prenait également en charge la formation d'un apprenti.
Le principal parc de la ville est le jardin public Fernand Chapsal. Établi sur la rive droite de la Charente, il est l'œuvre de l'architecte-paysagiste Bonnet, lequel l'achève en 1925. Depuis lors, les allées arborées du parc font la liaison entre la place Bassompierre et la prairie de la Palu. Une passerelle piétonne à trois arches est aménagée sur le fleuve en 1927 afin de faciliter l'accès au parc depuis le centre-ville.

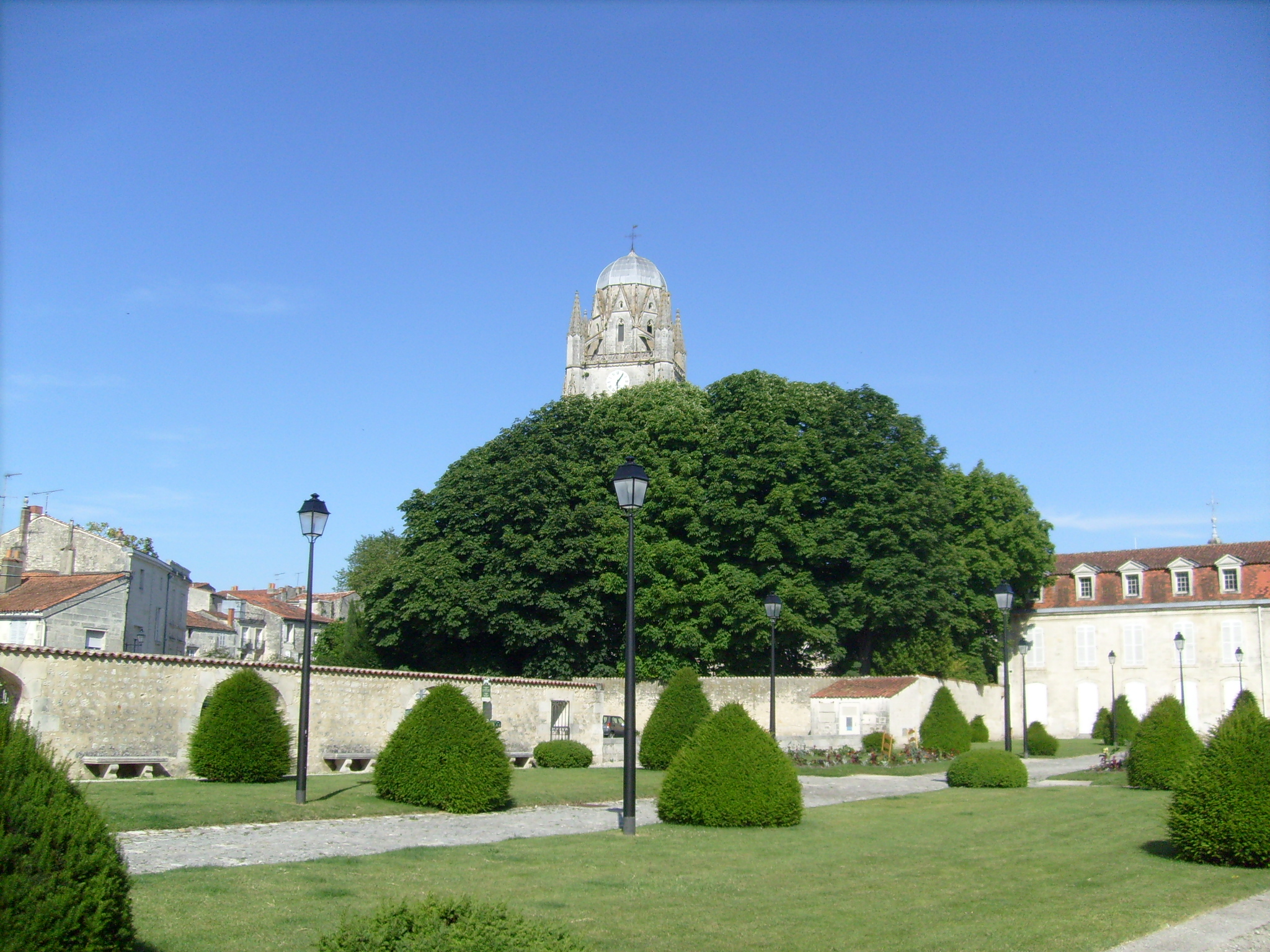
Le square André Maudet jouxte la cathédrale.

Agrémenté de statues d'inspiration antique, le jardin public accueille également un kiosque à musique dessiné par l'architecte Georges Baustert. Inauguré en 1928, il sert de cadre à diverses manifestations culturelles et accueille traditionnellement les concerts organisés lors de la Fête de la musique.
Le parc Pierre-Mendès France constitue le prolongement sud du jardin public, et constitue le principal accès à la prairie de la Palu, un espace naturel protégé en cours d'aménagement.
Parmi les principaux espaces verts de la ville, notons également la présence du parc des Arènes, aménagé à proximité de l'amphithéâtre romain, du parc de Voiville, dans la partie occidentale de l'agglomération, du parc du haras national, sur la rive droite ou encore des jardins de l'abbaye aux dames, de la bibliothèque ou de l'hôtel de ville. Plusieurs squares sont établis de part et d'autre de l'agglomération : parmi ceux-ci, le square du maréchal Foch, en contrebas du palais de justice, le square André Maudet, le square François Gravières, le square Angel Sidelio ou le square du bataillon Violette.
Dans son palmarès 2024, le Conseil national de villes et villages fleuris de France a attribué quatre fleurs à la commune.

#### Aux alentours
Le département de la Charente-Maritime concentre plusieurs sites et monuments historiques dans la grande périphérie de Saintes. Traversé par la Via Turonensis, l'un des quatre principaux chemins de pèlerinage vers Saint-Jacques-de-Compostelle, le pays de Saintonge romane peut être vu comme un conservatoire de l'art roman de par le nombre élevé d'édifices bâtis dans ce style architectural. Ainsi notamment des églises de Nieul-lès-Saintes, de Courcoury ou d'Écurat. Plusieurs châteaux et logis nobles sont également situés à proximité de l'agglomération saintaise, dont le château du Douhet ou le château de la Roche-Courbon.
Le village de Chaniers est situé à l'est de la commune. Outre une base de loisirs, il abrite le dernier bac toujours en activité sur la Charente. Au nord de la commune, les villages médiévaux de Taillebourg, Port-d'Envaux ou Saint-Savinien sont accessibles par le biais de vedettes fluviales.
Les communes de Fontcouverte, de Vénérand ou du Douhet conservent des traces de l'ancien aqueduc gallo-romain de Saintes, qu'elles soient monumentales (piliers de maçonnerie antique à Fontcouverte) ou plus discrètes (source de captage au Douhet).
La commune de La Chapelle-des-Pots est connue localement pour ses productions traditionnelles de poteries et de céramiques, attestées depuis le Moyen Âge.
Le site préhistorique de « la Roche à Pierrot » à Saint-Césaire accueille un centre interactif de la Préhistoire de 2 000 m2, le Paléosite. Ce dernier est placé sous le patronage d'un comité scientifique coprésidé par les professeurs Yves Coppens et Bernard Vandermeersch.
Les proches environs de Saintes concentrent deux importants cimetières militaires où sont inhumés des combattants de la Seconde Guerre mondiale. À Rétaud, la nécropole nationale de Rétaud abrite les sépultures de militaires français et alliés tombés pendant les combats de la libération des poches de Royan et de l'île d'Oléron (avril 1945). Distante d'à peine kilomètres, la commune de Berneuil a aménagé sur son territoire le cimetière militaire allemand de Berneuil, où sont enterrés des soldats allemands morts dans tout le sud-ouest de la France.

### Festivals et événements touristiques
- Le festival de la paix est une manifestation annuelle qui rassemble des groupes de musiques traditionnels et folkloriques de plusieurs pays du monde[264]. Concerts, spectacles de rue, marchés traditionnels ou encore « gala de la paix » font partie des principales animations proposées. Loin de se limiter à la seule ville de Saintes, le festival propose des animations dans plusieurs communes avoisinantes telles que Thénac, Saint-Porchaire et même Cognac.

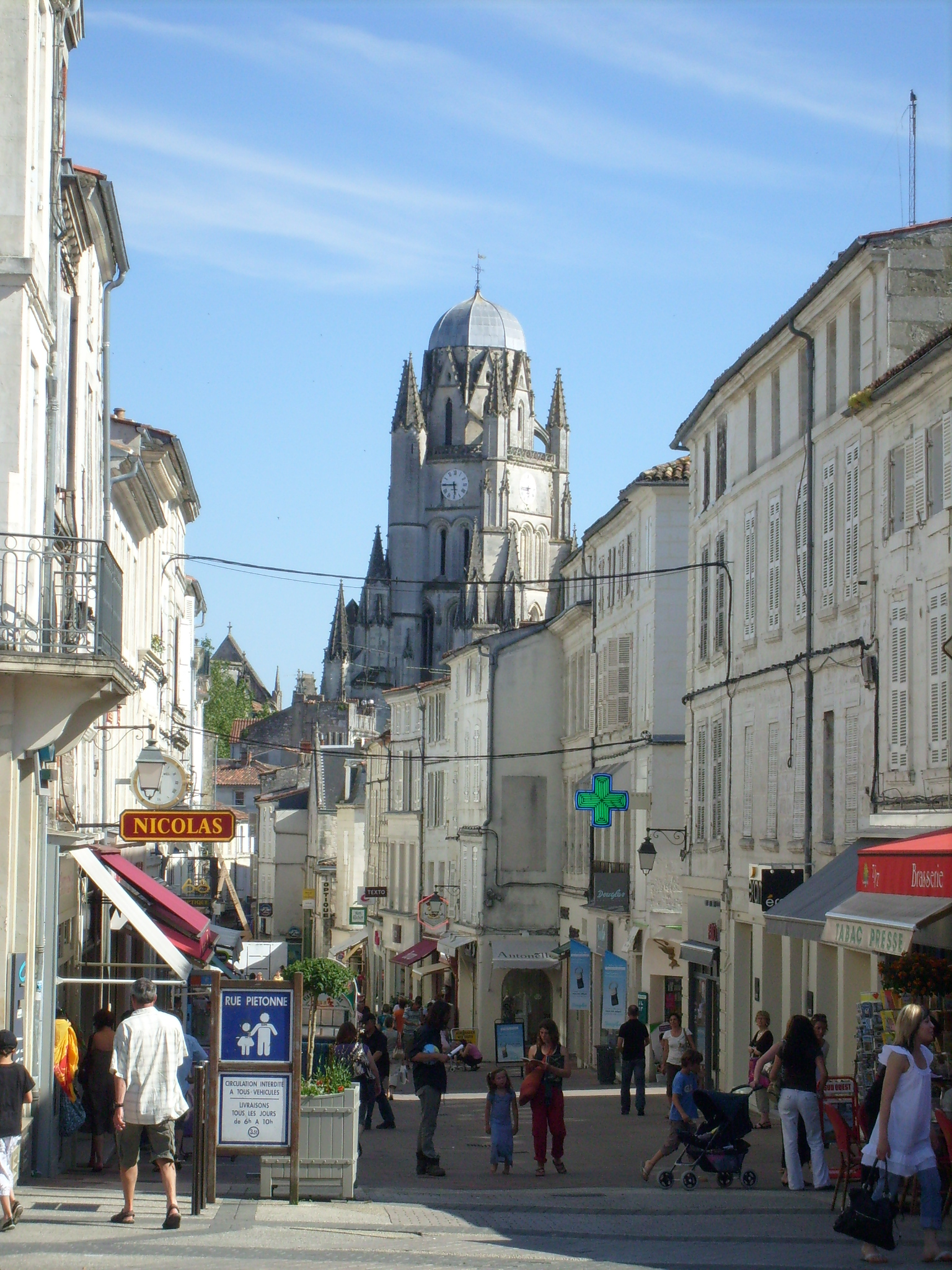
La rue Alsace-Lorraine, artère piétonne du centre historique.

- Le festival des arts urbains est une manifestation annuelle mettant à l'honneur les cultures urbaines[265].
- Le festival de Saintes se déroule chaque mois de juillet et propose une programmation de musique classique originellement dans l'abbaye mais de plus en plus dans d'autres lieux de la ville. En 2009 des apéros-concerts sont organisés en marge du festival jusqu'au mois d'août[266].
- Les oreilles en éventail sont un festival consacré aux « musiques insolites ». Organisé durant trois jours en partenariat avec des associations locales et les centres sociaux, il propose une programmation se voulant décalée. Concerts, défilés, prestations d'artistes de rue et expositions d'art plastique constituent les principaux temps forts de ce festival[267]. En 2008, ce sont près de 12 000 spectateurs qui ont assisté aux représentations[265].
- La Coconut Party est une manifestation culturelle consacrée aux musiques actuelles (indie-pop, jeunes talents et musiques métisses). Des soirées-concerts sont organisées dans l'enceinte du théâtre Geoffroy-Martel. Depuis 2013 la coconut Party et aussi devenue le Coconut Music festival qui a lieu à l'abbaye aux dames le deuxième weekend de septembre[268].
- Sites en scènes est un festival organisé chaque année par le Conseil départemental de la Charente-Maritime. Quatorze sites répartis dans l'ensemble du département accueillent spectacles nocturnes, concerts, représentations théâtrales ou animations culturelles. À Saintes, c'est l'amphithéâtre romain qui a été choisi pour servir de cadre aux festivités[269].
- La cavalcade de la Saint-Sylvestre est une course pédestre organisée traditionnellement lors de la soirée du 31 décembre. Principale animation de la saison hivernale, elle est prolongée par un corso fleuri rythmé par les prestations de bandas déambulant dans les rues du centre-ville.

### Langue régionale
La langue vernaculaire de Saintes et sa région est le saintongeais, variété du poitevin-saintongeais. On l’appelle aussi le charentais ou encore le patois charentais.
La ville de Saintes abrite la sépulture de l'un des chantres de la langue et de la culture d'expression saintongeaise, le barde et poète Goulebenéze.

### Gastronomie

Zone de production du cognac et du pineau.

La gastronomie saintongeaise est principalement axée sur trois types de produits : les produits de la terre, les produits de la mer et les produits de la vigne.
Les préparations à base de viande de porc occupent une place prépondérante dans la cuisine régionale : ainsi des gratons ou des grillons, sortes de rillettes à base de viandes rissolées et confites dans leur graisse, du gigorit, un civet mêlant sang, gorge, foie et oignons, ou de la sauce de pire, à base de fressure, d'oignons et de vin blanc de pays.
La cuisine saintongeaise intègre tout naturellement de nombreuses recettes à base de « cagouilles », le nom local de l'escargot petit-gris. Animal tutélaire de la Saintonge, il est notamment cuisiné « à la charentaise », c'est-à-dire cuit dans un court-bouillon agrémenté de vin blanc, d'ail et de mie de pain.
Parmi les autres spécialités locales, il convient de noter également la mouclade, un plat à base de moules, les pibales (alevins d'anguille pêchés dans la Gironde), les huîtres de Marennes-Oléron, les sardines de Royan, les « thyeusses de gueurnouilles » (cuisses de grenouilles) ou encore la « sanglette », une galette préparée à base de sang de poulet et d'oignons cuits.
Les vignes de la région servent à la confection d'eaux-de-vie réputées, telles que le pineau des Charentes et plus encore, le Cognac. La commune de Saintes est ainsi intégralement située dans la zone de production des « fins bois ».

### Personnalités liées à la commune
- Eutrope de Saintes (v. IIIe siècle ou IVe siècle), saint patron de la Saintonge, la basilique Saint-Eutrope abrite son tombeau.
- Ausone (v. 309-v. 395), célèbre homme de lettres, il se retire dans sa villa de Noverus près de Saintes.
- Trojan de Saintes (inconnue-532), évêque de Saintes, canonisé par l'église catholique romaine.
- Pallais de Saintes (inconnue-596), évêque de Saintes, il s'emploie à restaurer et à construire nombre d'églises de la ville. Il est à l'origine de la redécouverte des reliques d'Eutrope auquel il consacre une première basilique. Canonisé par les églises catholiques et orthodoxes, une église rappelle son souvenir.
- Amalberge de Maubeuge (v. 600-v. 670), moniale, canonisée par l'église catholique romaine, née à Saintes.
- Bernard Palissy (v. 1510-1589), homme aux multiples talents (potier, céramiste, écrivain, verrier), il installe son atelier à Saintes vers 1535 et y organise l'église protestante. Une statue, un lycée et un pont portent aujourd'hui son nom.
- Henry de Nogaret de La Valette (1591-1639), homme militaire français, duc de Candale, né à Saintes.
- Élie Merlat (1634-1705), pasteur de Saintes banni de France.
- Denis Amelote (1609-1678), religieux français, membre de la congrégation de l'Oratoire et traducteur du Nouveau Testament, né à Saintes.
- Pierre Bailloquet (1612-1692), missionnaire jésuite en Nouvelle-France, né à Saintes.
- Simon-Pierre de la Corée (1691-1763), ecclésiastique, évêque de Saintes de 1744 à 1763. inhumé dans la cathédrale Saint-Pierre de Saintes.
- Pierre Raphaël Paillot de Beauregard (1734-1799), général des armées de la République, né à Saint-Palais-sur-Mer et décédé à Saintes.
- Louis Grénon (1734-1769), compositeur de musique sacrée, né et mort à Saintes.
- Joseph Guillotin (1738-1814), homme politique et médecin français, né à Saintes. Désireux d'épargner des souffrances inutiles aux condamnés à mort, il a donné son nom à la guillotine.
- Bernard de Labrousse de Beauregard, premier député du clergé aux États généraux de 1789 pour la sénéchaussée de Saintes et auteur de plusieurs écrits dont La Révolution de France.
- Pierre-Louis de La Rochefoucauld (1744-1792), évêque de Saintes en 1782, élu député de la ville aux États généraux de 1789, béatifié par le pape Jean-Paul II le 24 novembre 1996.
- Jacques Léonard Muller (1749-1824), général des armées de la République et de l'Empire, décédé dans cette commune.
- Jeanne-Louise-Françoise de Sainte-Amaranthe (1751-1794), salonnière française, née à Saintes, guillotinée sous La Terreur.
- André-Antoine Bernard (1751-1818), président du tribunal de Saintes et commandant de la garde nationale aux premières heures de la Révolution.
- Jacques Garnier dit Garnier de Saintes (1755-1817), né à Saintes, maire puis député à la Convention de la ville au moment de la Révolution.
- Pierre Barthélemy Amable Honoré Gallocheau (1755-1826), représentant à la Chambre des Cent-Jours.
- Louis-Nicolas Lemercier (1755-1849), né à Saintes, homme politique, député aux États généraux de 1789, président du Conseil des Anciens puis du Sénat sous le Consulat.
- Pierre-René-Auguste de Brémond d'Ars (1759-1842), maire de Saintes, député de la noblesse de Saintonge aux États généraux en 1789.
- Jacques-Louis Doussin-Dubreuil (1762-1831), né à Saintes, médecin, fondateur de la Société royale académique de médecine de Paris.
- Charles de Boudens, vicomte de Vanderbourg (1765-1827), né à Saintes, homme de lettres, membre de l'Académie française.
- Gabriel Richard (1767-1832), prêtre et cofondateur de l'université du Michigan, né à Saintes.
- Jérôme de Laage de Meux (1777-1856), né à Saintes, militaire et homme politique français.
- Augustin Lemercier (1787-1864), militaire et homme politique né à Saintes, député de l'Orne puis sénateur de 1852 à 1864.
- Jean-Baptiste Lemercier (1789-1854), militaire et homme politique né et décédé à Saintes, député de la Charente-Maritime de 1842 à 1846.
- Armand Auguste Caqué (1795-1881), médailleur, sculpteur et graveur, né à Saintes.
- Camille Eschassériaux (1800-1834), homme politique, conseiller général de la Charente-Inférieure, mort à Saintes.
- Marguerite Merlet (1807-1896), couturière, née à Saintes, mère d'Auguste Renoir[271].
- Marie-Eustelle Harpain (1814-1842), mystique, surnommée "l'Ange de l'Eucharistie".
- Emmanuel Gonzalès (1815-1887), romancier, feuilletoniste et dramaturge français, né à Saintes.
- Paul Legrand (1816-1898), mime et acteur français, né à Saintes.
- Alexis Gaudin (1816-1894), photographe français, associé à son frère Charles (1825-1905), tous deux nés à Saintes[272].
- Jules-Antoine Castagnary (1830-1888), journaliste, critique d'art qui reprit positivement la raillerie "peintre impressionniste" du critique Leroy pour en faire le nom du mouvement pictural passé à la postérité. Ami et défenseur de Gustave Courbet et mouvement réaliste. Né à Saintes, oú sa maison natale survit[273].
- Louis Audiat (1832-1903), historien, bibliothécaire, écrivain. Fondateur de la Société des archives historiques de la Saintonge et de l’Aunis et directeur de la bibliothèque municipale de Saintes. Mort à Saintes.
- Théodore Duret (1838-1927), né à Saintes, écrivain, grand collectionneur, critique d'art ami de Zola, de Manet et des Impressionnistes.
- Charles Pallu de la Barrière (1843-1924), secrétaire général de l'Alliance républicaine démocratique.
- Maurice Ordonneau (1854-1916), dramaturge et compositeur.
- Emmanuel Geoffroy (en) (1862-1894), botaniste et explorateur français, né à Saintes[274].
- Fernand Chapsal (1862-1939), homme politique, maire de Saintes de 1919 à 1939, sénateur, vice-président du Sénat, membre du gouvernement (trois fois ministre). Le jardin public et une rue de la ville perpétuent sa mémoire.
- Marguerite Turner (1863-1936), née à Saintes, peintre française.
- Georges Mignet, (1864-1935), peintre paysagiste français, spécialiste de la venerie.
- Jean-Octave Lauraine (1864-1934), conseiller municipal de Saintes, député de la Charente-Maritime, sénateur de la Charente-Maritime, ayant été Sous secrétaire d'État à la Guerre du 14 juin au 25 août 1914 gouvernement René Viviani (1), mort à Saintes.
- Maurice Rancès (1868-1935), dirigeant sportif français, enseignant de langues vivantes et modernes. né à Saintes.
- Gaston Corbier (1869-1945), peintre français, né à Saintes[275].
- René Philipon (1869-1936), écrivain, spécialiste en sciences occultes, collectionneur, entomologiste et mécène, né à Saintes.
- Pierre Jabouille (1875-1947), ornithologue français, né à Saintes.
- Marc-Henri Évariste Poitevin dit Goulebenéze (1877-1952), écrivain, barde, poète et chansonnier charentais qui écrivait souvent en saintongeais, mort à Saintes. Un monument lui est dédié dans le jardin public de la ville.
- Robert Jacquinot de Besange (1878-1946), prêtre jésuite et missionnaire en Chine.
- Freddy Durrleman (1881-1944), pasteur de l'Église réformée de France, fondateur de La Cause, né à Saintes.
- René Buthaud (1886-1986), peintre et céramiste, né à Saintes.
- Pierre Geay (1893-1973), acteur français, né et mort à Saintes.
- Henri Mignet (1893-1965), ingénieur en aéronautique, constructeur d'avions, pilote, né à Saintes.
- Pierre-Henri Simon (1903-1972), intellectuel engagé, historien de la littérature, essayiste, romancier, poète, critique littéraire, membre de l'Académie Française, fondateur de l'Académie de Saintonge en 1957.
- Roger Faraud (1903-1987), homme politique, mort à Saintes, à l'origine de la création de maquis dans la région de Jonzac.
- André Maudet (1903-1996), homme politique, maire de Saintes durant 25 ans, conseiller général durant 36 ans.
- Félix Tilly (1904-1963), résistant français, Compagnon de la Libération, mort et inhumé à Saintes.
- Thomas Narcejac (1908-1998), romancier. Il a passé une partie de sa jeunesse à Saintes ainsi que dans le hameau de Narcejac (situé dans le nord de la commune), dont le nom lui a servi de pseudonyme. Il forme, avec Pierre Louis Boileau, le duo Boileau-Narcejac, auteur de romans policiers.
- Georges Thomas (1911-2024), supercentenaire, mort à 112 and et 195 jours, ce qui en fait l'homme français le plus âgé de tous les temps. Il a vécu huit décennies à Saintes et est inhumé au Cimetière Saint-Vivien[276].
- Ipoustéguy (1920-2006), sculpteur et peintre français, employé à la gare de Saintes en 1941 pour éviter le STO; il échappe à un bombardement grâce à un soldat allemand qui lui ouvre la porte d'un blockhaus. Il fait don en 2001 à la ville de sa sculpture La Maison de Lénine, visible à la gare.
- Madeleine Chapsal (1925-2024), petite-fille de l'ancien sénateur-maire de Saintes, journaliste puis femme de lettres. Citoyenne d'honneur de la ville de Saintes, où elle a vécu de 1981 à 2019.
- Jacques Proust (1926-2005), historien de la littérature, professeur d'université, romaniste, spécialiste de Denis Diderot et de l'Encyclopédie, né à Saintes.
- Paul Josse (1928-2018), ingénieur général honoraire français des ponts et chaussées et maire de Saintes de 1971 à 1977.
- Pierre Wiehn (1934), journaliste et dirigeant de radio et de télévision français, né à Saintes.
- Jean-Marie Barnaud (1937), poète et écrivain français, né à Saintes.
- Simone Schwarz-Bart (1938), née à Saintes, écrivaine.
- Jean-Louis Jagueneau (1943-2019), coureur cycliste français, né et mort à Saintes.
- François Rivière (1949), né à Saintes, critique littéraire, éditeur, romancier, traducteur, biographe et auteur de plusieurs ouvrages de littérature d'enfance et de jeunesse. Il est aussi scénariste de bande dessinée.
- Yves Marchesseau (1952-2014), animateur de télévision français, connu pour son rôle de « La Boule » dans l'émission Fort Boyard, mort à Saintes.
- Patrick Friou (1955), né à Saintes, coureur cycliste professionnel de 1978 à 1982.
- Dominique Rocheteau (1955), ancien footballeur international, né à Saintes le 14 janvier 1955.
- Jean-Pierre Sallat (1955), footballeur puis golfeur professionnel, né à Saintes.
- François Brisson (1958), ancien footballeur international, né à Saintes.
- Jérôme Hesse (1959), arrière-petit-fils de Fernand Chapsal, cet écrivain et journaliste passe une partie de sa jeunesse à Saintes.
- Béatrice Foucher (1964), dirigeante d'entreprises, née à Saintes.
- Barbara Gourdet (1965), athlète, trois fois championne de France du 800m, née à Saintes.
- Christopher Beauregard (1966), photographe, né à Saintes.
- Benoît Violier (1971-2016), chef cuisinier franco-suisse, né à Saintes.
- Pascale Michaud (1977), actrice et comédienne française, née à Saintes.
- Nicolas Giraud (1978), acteur et réalisateur français, né à Saintes.
- Mélanie Guyard (1981), romancière, nouvelliste et scénariste de bande dessinée, née à Saintes.
- François Marry (1982), originaire de Saintes, leader du groupe de musique franco-britannique Frànçois and The Atlas Mountains.
- Gaëlle Arquez (1983), mezzo-soprano, née à Saintes.
- Joris Daudet (1991), coureur cycliste français, deux fois champion du monde de BMX, né à Saintes.

### Héraldique
| Blason | Blasonnement : De gueules à un pont de trois arches, surmonté de trois tours couvertes et girouettées, mouvant du 1er, ayant au 2e un portail, accompagné de deux tours crénelées, couvertes et girouettées, le tout d'argent, sur une onde de même, au chef cousu d'azur, chargé de trois fleurs de lis d'or. Commentaires : Surmonté d'une couronne de comte et ayant pour supports un chevalier armé et un vendangeur, et pour devise : A ultre ne veulx, tel que rapporté par Malte-Brun, dans La France illustrée (1883). |

## Compléments